# Abtei Cadouin
Die Abtei Cadouin, ein ehemaliges Zisterzienserkloster, liegt in Cadouin, einer französischen Gemeinde in der Region Nouvelle-Aquitaine, dem Département Dordogne, der ehemaligen Provinz Périgord, ca. 40 km westlich von Sarlat, ca. 40 km östlich von Bergerac und 5 km entfernt vom Fluss Dordogne. Seit 1998 ist die Abtei als Teil des Weltkulturerbe der UNESCO „Jakobsweg in Frankreich“ ausgezeichnet.

## Geschichte
Die Abtei Cadouin, in einem engen Tal bei dem Wald la Bessède gelegen, wurde 1115 gegründet. Stifter war Géraud de Salles, ein Schüler von Robert d’Arbrissel, dem Stifter von Fontevrault. Im Jahr 1117 wurde dem Kloster das angebliche Leichentuch Christi, mit dessen Gesichtsabdruck, durch den Bischof von le Puy, Adhémar de Monteil geschenkt. Das Tuch soll von einem Priester aus dem Périgord aus Antiochia am Orontes, einer der ersten Hochburgen des Christentums, mitgebracht worden sein.
Im Jahr 1119 unterstellte sich Cadouin der Abtei Pontigny, dem zweiten Tochterkloster von Cîteaux. Damit wurde das Kloster zur Zisterzienserabtei. Cîteaux überließ Cadouin zwölf Mönche zur ersten Besiedlung des Klosters.
Das „heilige Schweißtuch Christi von Cadouin“ wurde in der Folgezeit zur berühmtesten Reliquie des Périgord und die Abtei ein weithin bekanntes Wallfahrtszentrum mit lebhaftem Zulauf. Ludwig der Heilige, Richard Löwenherz, Karl V. und viele andere hochgestellte Persönlichkeiten sollen der Reliquie ihre Reverenz erwiesen haben. Entgegen den Gepflogenheiten der Zisterzienser, sich von derartigem Wallfahrerandrang zu distanzieren, wurde Cadouin unter ihrer Leitung für acht Jahrhunderte ein wichtiger Wallfahrtsort mit großem Ansehen und Zulauf, folglich auch von großem Reichtum.

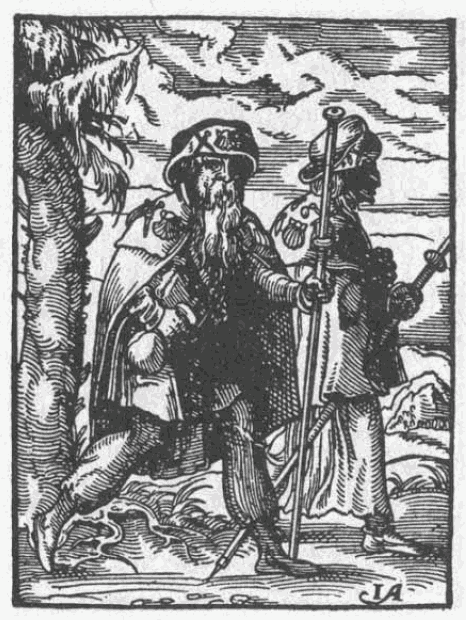
Jakobspilger, Darstellung von 1568

Die Erbauung der Abtei und ihr Anschluss an Citeaux fiel zusammen mit der Blütezeit der Pilgerfahrt nach Santiago de Compostela, die für die Christen nördlich der Pyrenäen eine unvorstellbare Popularität erreichte. In der ersten Hälfte des 12. Jahrhunderts zogen die Pilger zu Hunderttausenden nach Santiago. Eine der vier Hauptrouten des Jakobsweges in Frankreich, die Via Lemovicensis, von Vézelay nach Ostabat, kreuzte bei Sainte-Foy-la-Grande die Dordogne. Cadouin lag immerhin etwa 50 Kilometer östlich davon entfernt.
Nach Mitte des 12. Jahrhunderts begann das „Gezänk“ um Aquitanien zwischen England und Frankreich und die Pilgerströme ließen nach, was auch für Cadouin Einbußen bedeutete. Die Kriege des 13. und 14. Jahrhunderts brachten einen dramatischen Einbruch der Pilgerfahrten im Südwesten des heutigen Frankreich, die erst in unseren Zeiten wieder auflebten.
Im Hundertjährigen Krieg (1337–1453) wurde die Reliquie nach Toulouse und später in die Zisterzienserabtei Aubazine (Corrèze) verlegt. Den nach Kriegsende ausgebrochenen Streit zwischen Cadouin und Aubazine um die Rückgabe des Tuches konnten letztlich der Papst und Ludwig XI. beenden.
Die im Krieg durch die Engländer beschädigten Abteigebäude wurden wieder in Stand gesetzt. Der Kreuzgang wurde in der zweiten Hälfte des 15. Jahrhunderts mit Hilfe der finanziellen Unterstützung Ludwigs XI. im spätgotischen Stil wiederaufgebaut und erst im 16. Jahrhundert entsprechend dem neuen Stil der Zeit ausgestattet.
Der Klosterbetrieb schrumpfte seitdem kläglich, bis 1789 die Abtei Cadouin mit gerade noch vier Mönchen durch die Revolution aufgelöst, ihr reichhaltiges Inventar geplündert und ihre Bibliothek auf dem Dorfplatz verbrannt wurde. Der Bürgermeister Pierre Bureau rettete die Klostergebäude vor Abbruch und Verfall, indem er sie 1792 kaufte.
1933 datierte eine Gruppe von Experten das „heilige Schweißtuch“ anhand arabischer Schriftzeichen auf das 11. Jahrhundert. Der Bischof von Périgueux untersagte daraufhin die Wallfahrten. 1982 kamen andere Forscher zu dem Ergebnis, dass lediglich die Einfassung mit Bordüren mit kufischen Schriftzeichen aus dem 11. Jahrhundert stammt. Das eigentliche Tuch konnte nicht näher datiert werden.

## Abteikirche Nôtre-Dame-de-la-Nativité

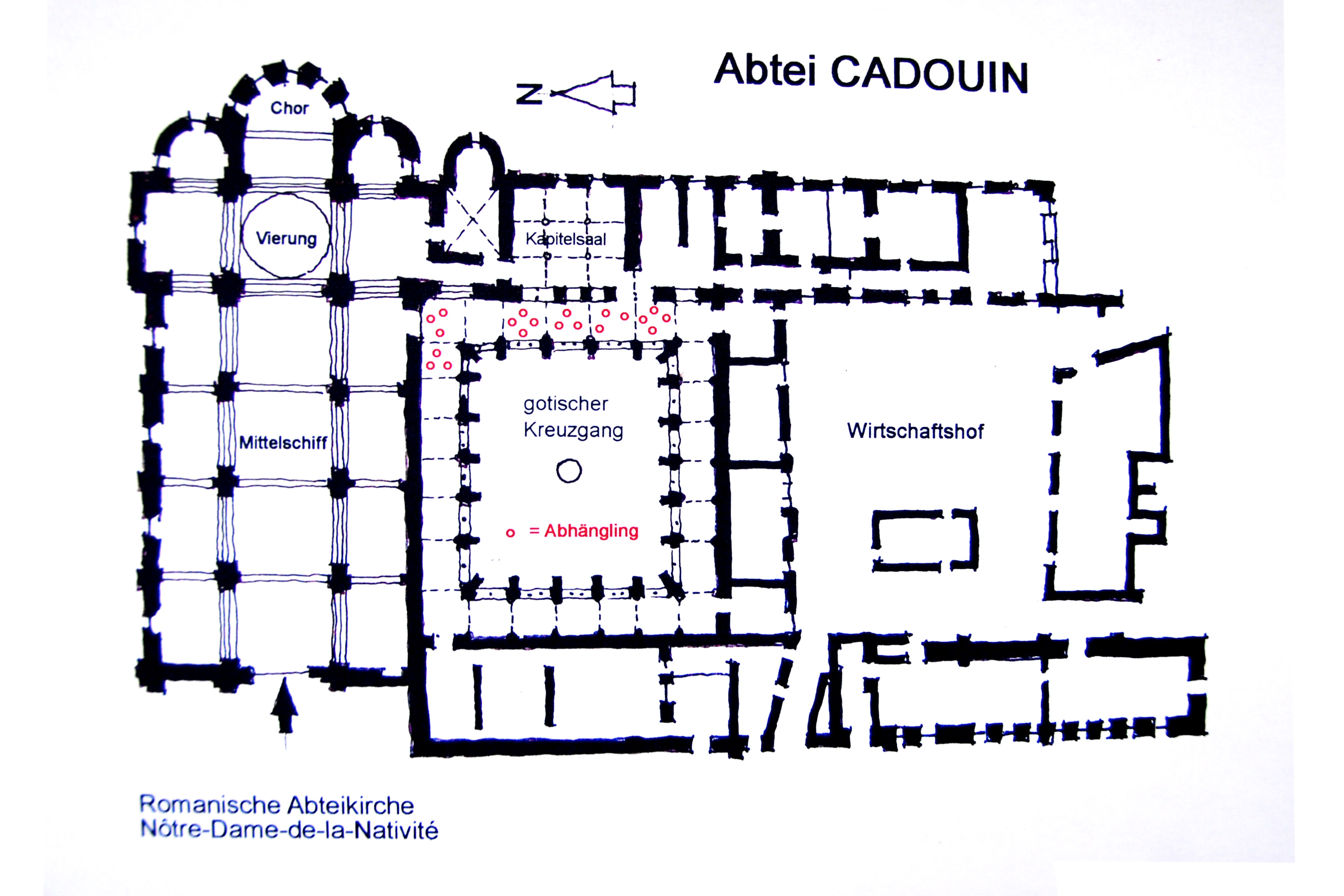
Abtei Cadouin, Grundriss, mit Abhänglingen

Das 1154 fertiggestellte Kirchengebäude weicht von den vorgeschriebenen Regeln der Zisterzienser für den Kirchenbau ab, da der Bau zum Zeitpunkt des Anschlusses an Citeaux bereits erheblich fortgeschritten war. Anstelle einer typischen Basilika errichtete man eine dreischiffige Halle mit leicht erhöhtem Mittelschiff (Pseudobasilika oder Stufenhalle) und einer Vierungskuppel, wie sie im Poitou und im Limousin damals gängig waren. Die ausgewogenen Proportionen des Innenraumes und der weitgehende Verzicht auf Dekorationselemente kommen dem Ideal zisterziensischer Kirchen recht nahe.
Abmessungen circa (aus Plan entnommen):
- Gesamtlänge: 51,70 m
- Langhausbreite: 22,00 m
- Querhauslänge: 25,20 m
- Langhausbreite: 19,70 m
- Mittelschiffbreite: 7,60 m
- Langhauslänge: 30,70 m
- Querhauslänge: 22,80 m
- Querhausbreite: 6,90 m
- Chorbreite: 7,10 m

### Äußere Erscheinung

#### Steinmaterial
Das ganze Kirchengebäude wurde aus ehemals einheitlich gelben bis leicht orangefarbenen sauber geschnittenen Werksteinquadern im regelmäßigen Schichtenverband gemauert. Die Verwitterung hat über die Jahrhunderte dem Steinmaterial mehr oder weniger zugesetzt. Die geschützt liegenden Teile von Nischen und Dachüberstände zeigen teilweise noch die Ursprungsfarben. Andere Bereiche sind teilweise weiß und hellgrau, andere wiederum dunkelgrau bis schwarz.

#### Langhaus

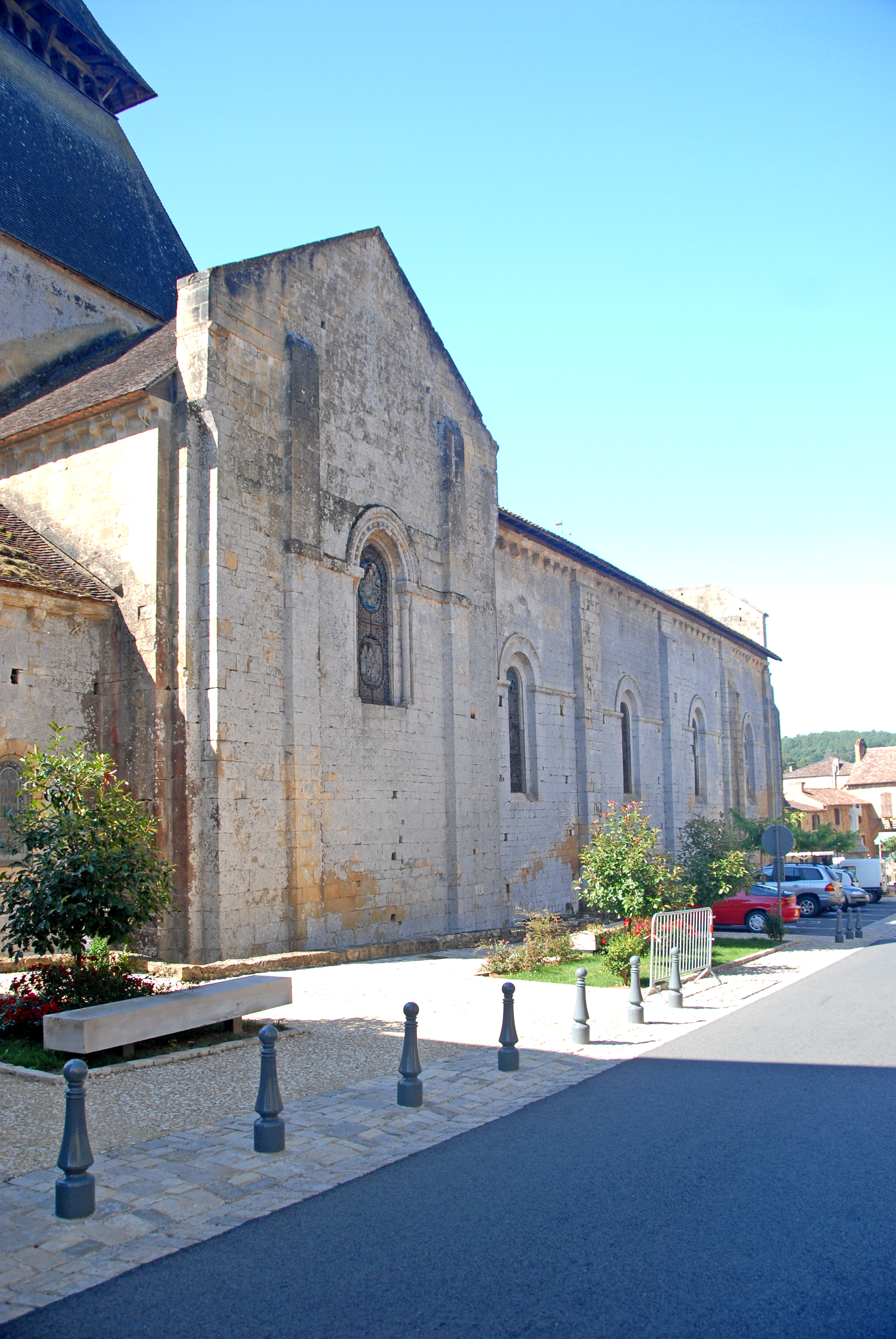
Abteikirche, Lang- und Querhaus von NO

Die drei Schiffe des Langhauses werden von einem gemeinsamen Satteldach mit circa 25 Grad Neigung ohne Höhenversätze, etwa für Obergaden, überdeckt. Die innere Jochunterteilung spiegelt sich auf den äußeren Längswänden wider, durch ihre vertikale Teilung in vier Abschnitte, mit breiten, aber mäßig auftragenden Strebepfeilern, die ein kurzes Stück unter den Traufgesimsen enden und oberseitig steil abgeschrägt sind.
Auf der Nordseite, ist zentral in jedem der Felder ein schlankes, rundbogiges Fenster ausgespart, dessen Laibungskanten seitlich und oben in ausgeprägten Versätzen zurücktreten und unten mit abgeschrägten Fensterbänken ausgestattet sind. Die Bogenansätze der Fenster werden durch kräftige Kämpferprofile markiert, die bis hin zu den Strebepfeilern reichen. Die äußeren Bogensteine werden von einem Kragprofil überfangen. Das Fenster im vierten Joch ist etwas höher als die übrigen.
Auf der Südseite können die Fenster erst knapp oberhalb des Pultdachfirstes der nördlichen Kreuzganggalerie beginnen, und ihre Höhe ist dementsprechend deutlich geringer. Bei ihnen fehlt das Überfangprofil.
Die Traufen des Langhauses bestehen aus wuchtigen Gesimsplatten, deren vordere Sichtkante etwa 45 Grad abgeschrägt ist. Sie werden von kräftigen Kragkonsolen getragen, deren einzige schlichte Gestaltung eine abgeschrägte und ausgerundete Sichtseite bildet. Oberseitig auf den Gesimsplatten kragen die Sparren des hölzernen Dachstuhls noch ein gutes Stück aus. Auf ihren Dachlatten liegen die unteren Reihen der Dacheindeckung aus roten Hohlziegeln im römischen Format auf und stehen noch etwas über. Das Regenwasser kann so frei abtropfen.
Das Langhaus wird auf seiner Westseite durch seine Fassade abgeschlossen (siehe separater Abschnitt).

#### Querhaus und Vierungsturm
Die Querhausarme ragen gerade um circa 1,60 Meter über die Langhauswände hinaus. Ihre Satteldächer verlaufen quer zur Längsachse des Gebäudes, haben die gleichen Traufhöhen, deren konstruktive Ausbildung, und Firsthöhen wie die des Langhauses. Ihre Dachneigung ist deutlich steiler, die Dacheindeckung besteht aber aus roten Ziegelschindeln. Ihre Giebelwände ragen ein gutes Stück über die Dachflächen dahinter hinaus und die Neigung ihrer Oberseiten ist etwas geringer, als die der Dachflächen. Diese Oberseiten sind mit flachen Steinplatten abgedeckt, die leicht auskragen. Die Kanten der Querhausarme werden in doppelten Wandrücksprüngen aufgelöst, die bis unter die Traufen reichen.
Auf der Nordseite werden die Giebelwände vertikal von zwei flachen Strebepfeilern aufgeteilt, etwa im Verhältnis 1 / 2 / 1, die nicht ganz bis in die Höhe der Ansätze der Giebelabschrägungen reichen. Etwa mittig zwischen Giebelbasis und Giebelfirst ist ein Fenster ausgespart, fast so groß wie die des Langhauses, nur deutlich höher angeordnet. In seinen Rückversätzen der Laibung ist eine Archivolte eingestellt, deren Bogen aus mehrfachen Rundstäben besteht, teils mit Rollenfries, der auf Säulchen ruht, die mit skulptierten Kapitellen und profilierten Basen ausgestattet sind. Ein kräftiges Kämpferprofil setzt sich bis über die Strebepfeiler hinweg fort.

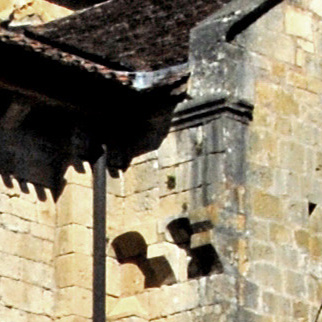
Abteikirche, Pecherker

Die Giebelwand des südlichen Querhausarms ist nur im oberen Bereich zu betrachten, weil darunter die zweigeschossigen Konventsgebäude anschließen. Es gibt dort keine Strebepfeiler. Das in einer früheren Phase auf der Giebelwand ebenfalls existierende Fenster ist gänzlich unter den Dächern der Anbauten verschwunden. Dass es ein solches gegeben hat, kann man innenseitig im südlichen Querhausarm noch erkennen. Auf der Giebelwand über den Dächern der Anbauten erkennt man die Konturen zweier verschiedener Anschlüsse von Satteldächern, mit deutlich steileren Neigungen, als beim heutigen Dach. Im Winkel zwischen südlicher Langhauswand und dem anschließenden Querhausarm ist unter den Traufen ein Erker angefügt, der an Maschikulis (Pecherker) erinnert, aber als solcher an dieser Stelle eigentlich keinen Sinn ergibt. Unterseitig weist er zwei Öffnungen auf, über die sich rundbogige Arkadenausschnitte öffnen. Er könnte allerdings, wie auch das Fenster auf der Giebelwand, aus einer Zeit stammen, als es die hier anschließenden Konventsgebäude noch nicht gab (?).

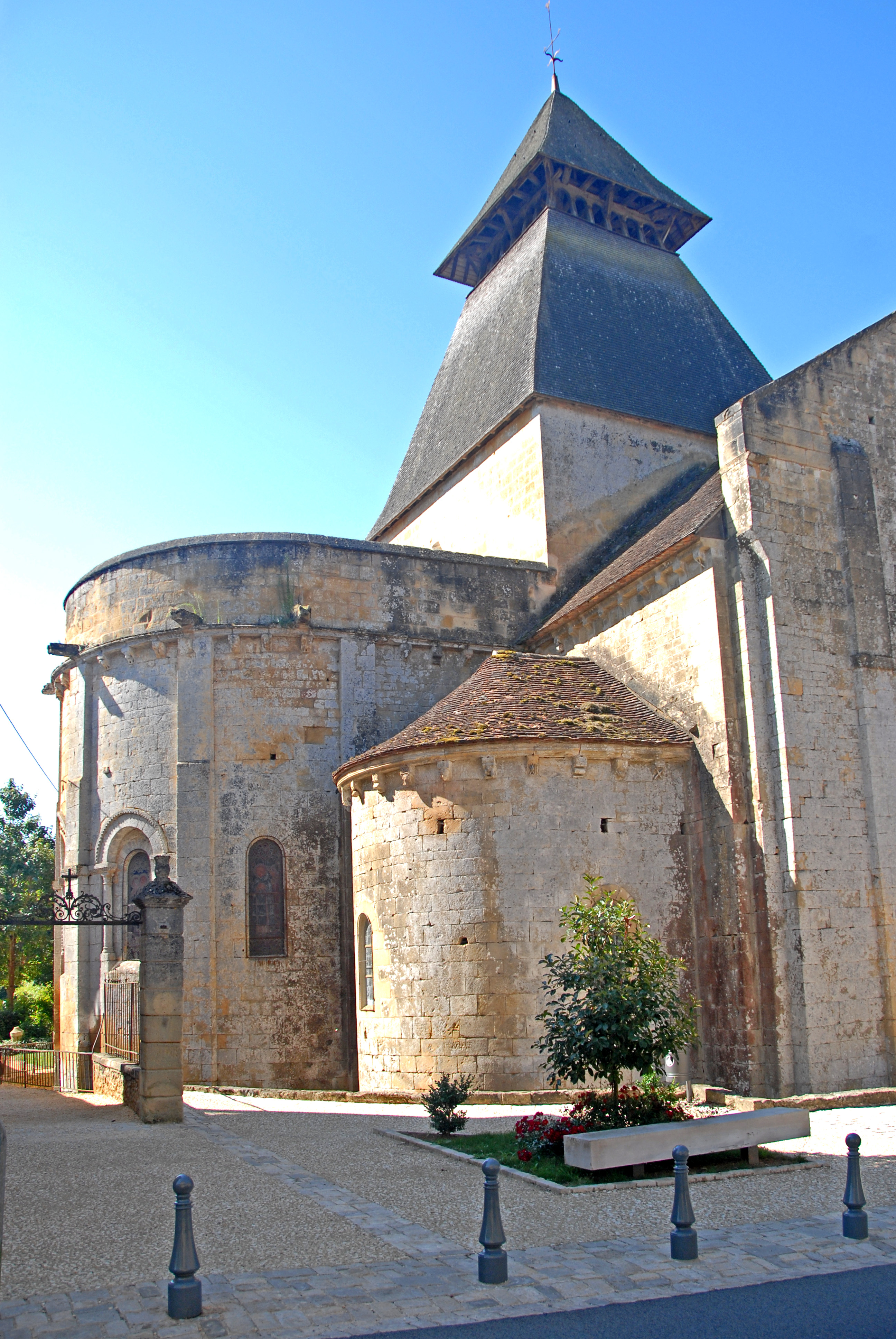
Abteikirche, Chorhaupt von NO

Genau über der Kreuzung von Mittelschiff, Querhaus und Chor ragen aus deren Dächern die glatten und geschlossenen Wände des Vierungsturms heraus, bis kurz über den Firsten des Lang- und Querhauses. In seinem Inneren verbirgt er die Pendentifkuppel der Vierung. Der in der Höhe abgestufte hölzerne Turmhelm, mit einer kleinformatigen dunkelgrauen Schiefereindeckung, entstammt nicht der romanischen Epoche. Der untere Teil, etwa in zwei Drittel der Gesamthöhe, weist die Form eines steil geneigten Pyramidenstumpfes auf, das obere Drittel die Form einer geringfügig weniger steil geneigten Pyramide. Der untere Abschnitt des Turmhelms kragt gegenüber den Wänden des Turms geringfügig aus. Der untere Rand der Pyramide kragt gegenüber dem oberen des Pyramidenstumpfes weit aus. Die Unterseiten dieses Versatzes der Dachflächen bleiben offen, und man kann das Innere der hölzernen Konstruktion des Helms erkennen. Vermutlich sind das die Klangöffnungen des später installierten Glockenturms.

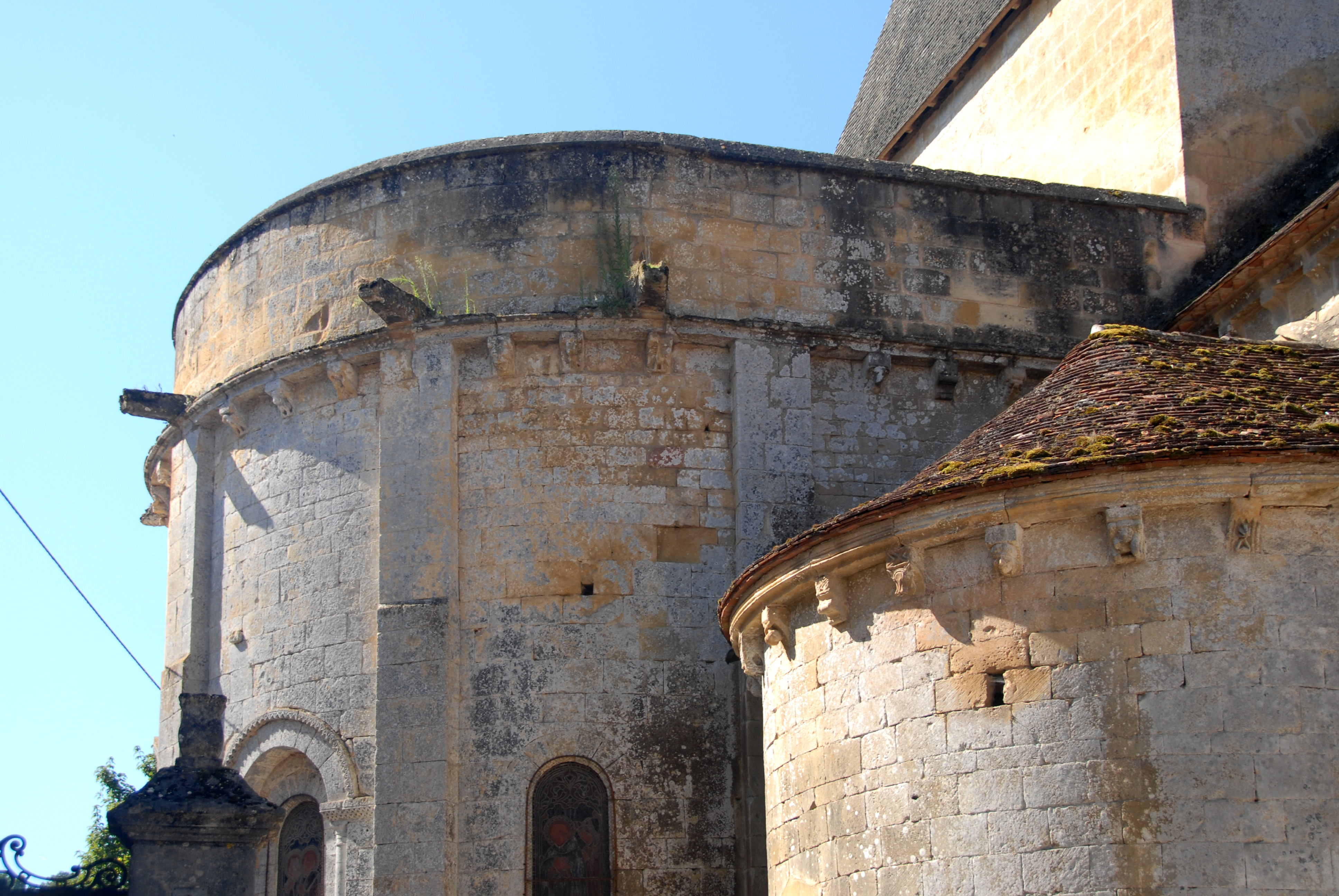
Abteikirche, Chor- und Kapellentraufen

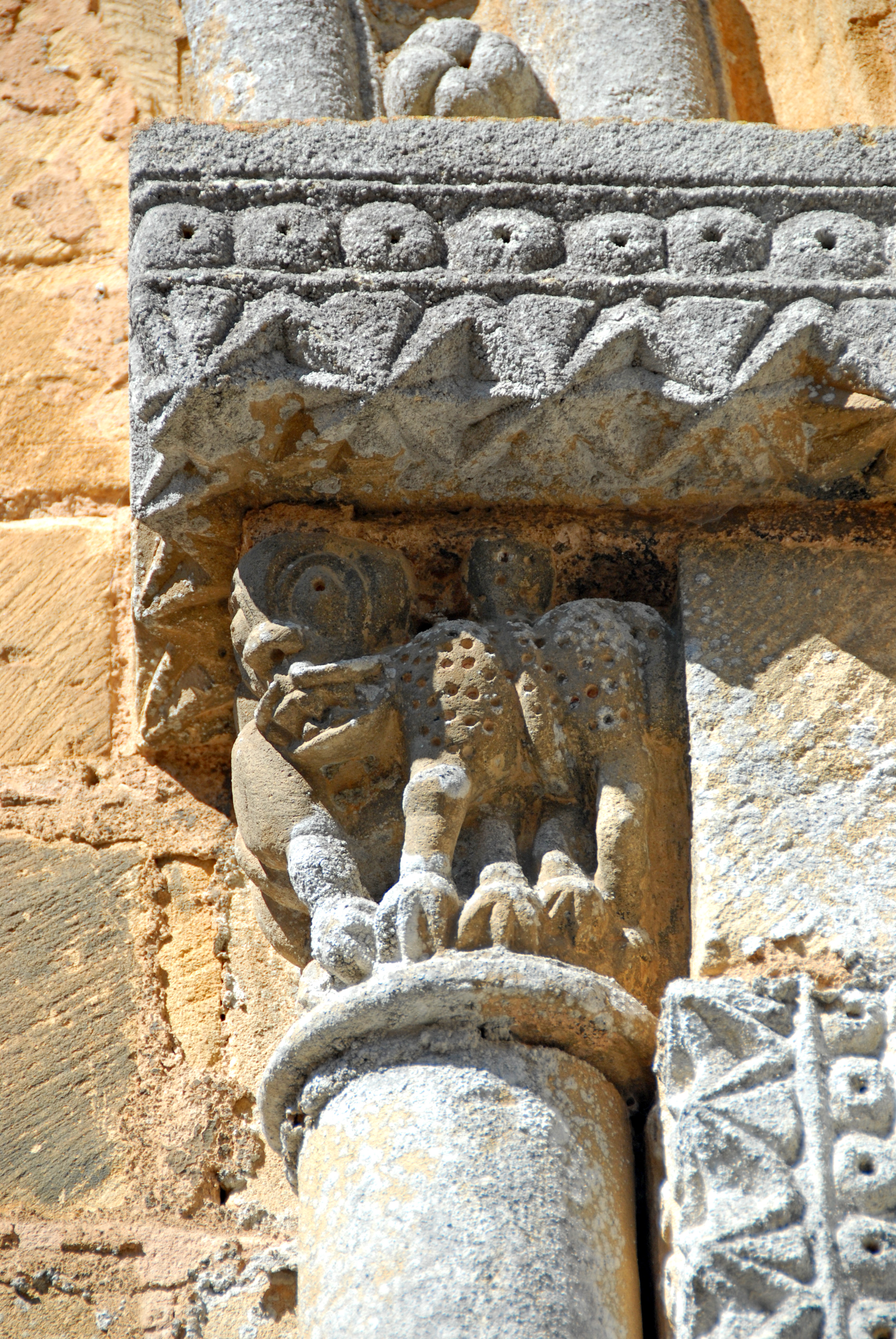
Abteikirche, Kapitell Chorfenster
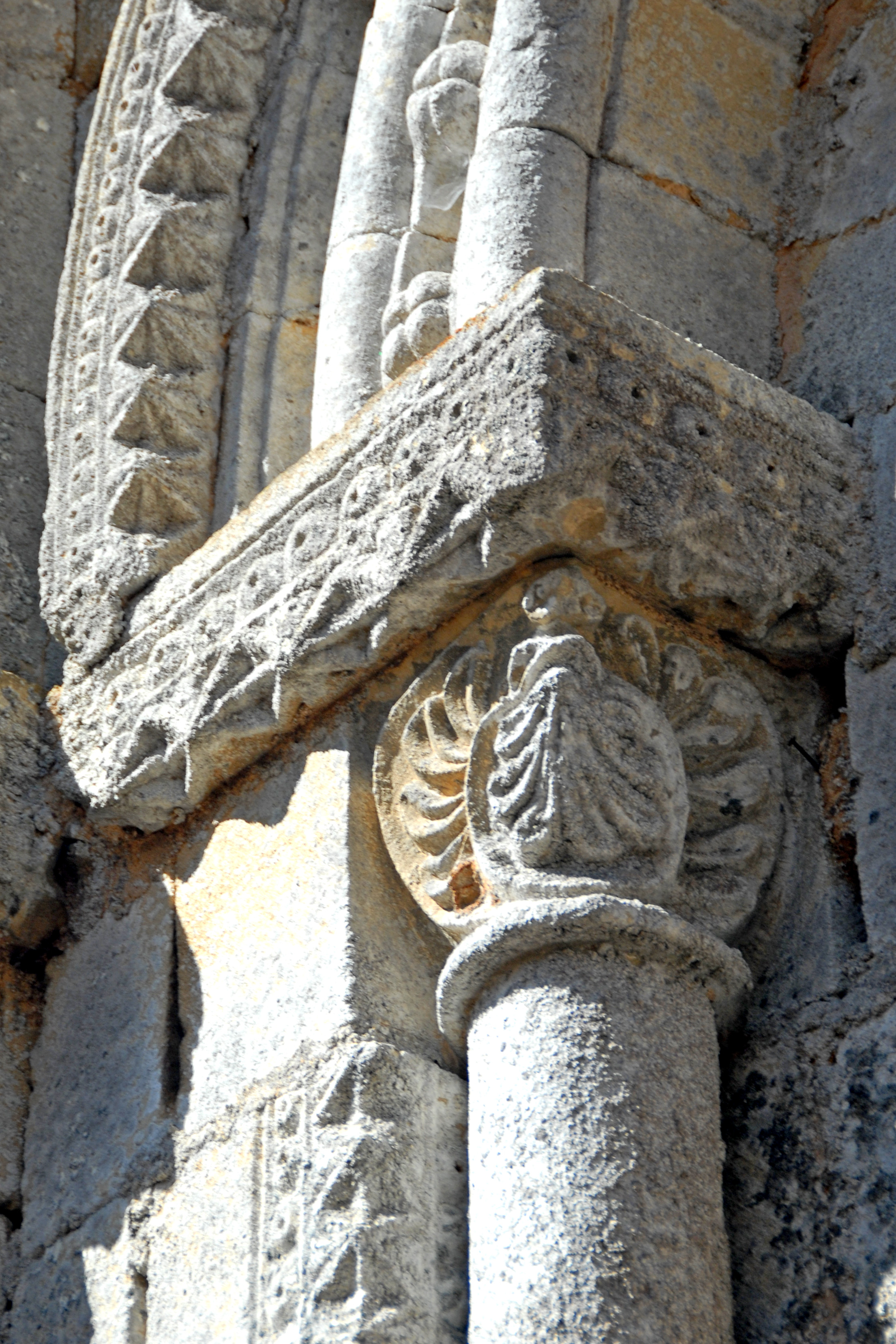
Abteikirche, Kapitell mittleres Chorfenster
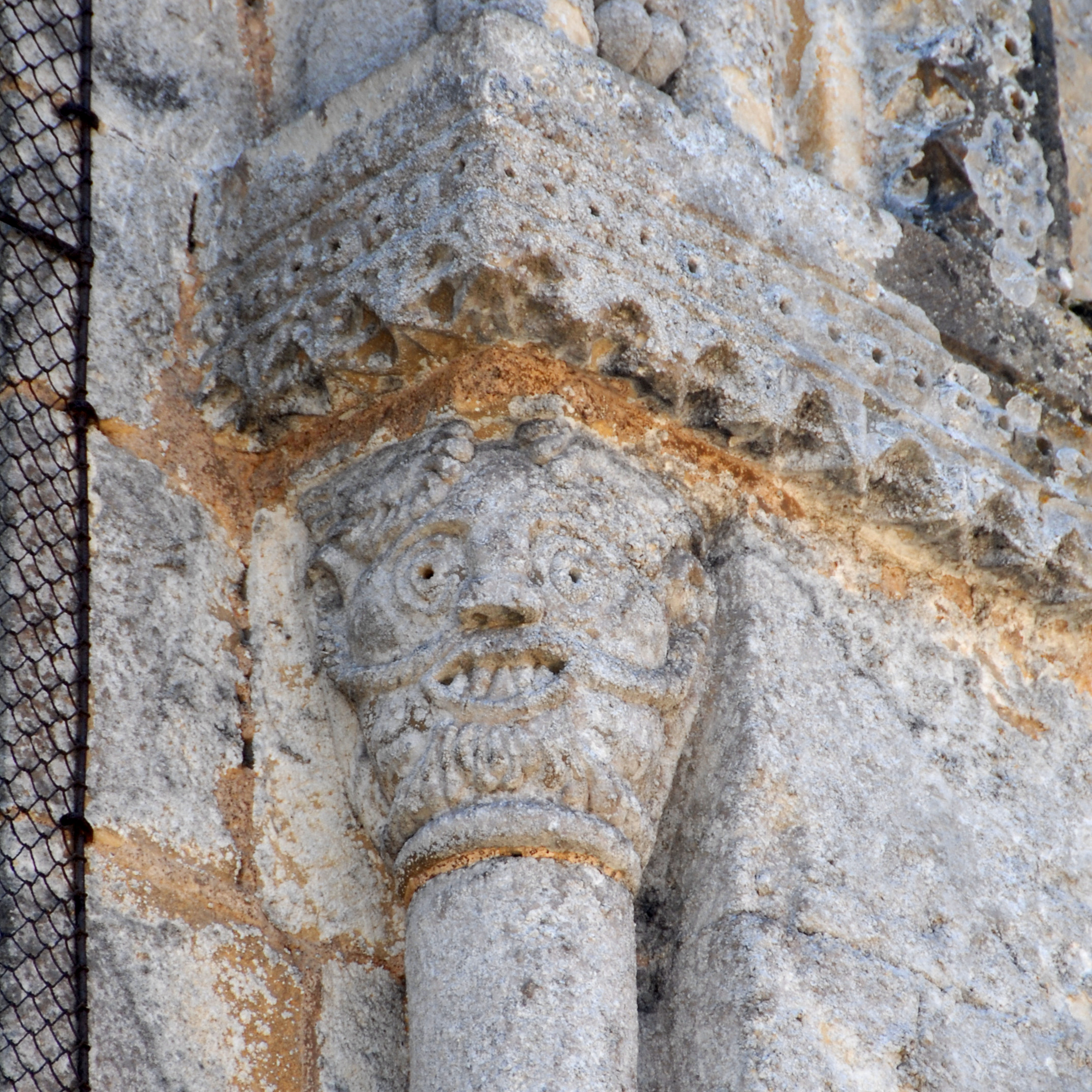
Abteikirche, Kapitell nördl. Querhausfenster, Maske
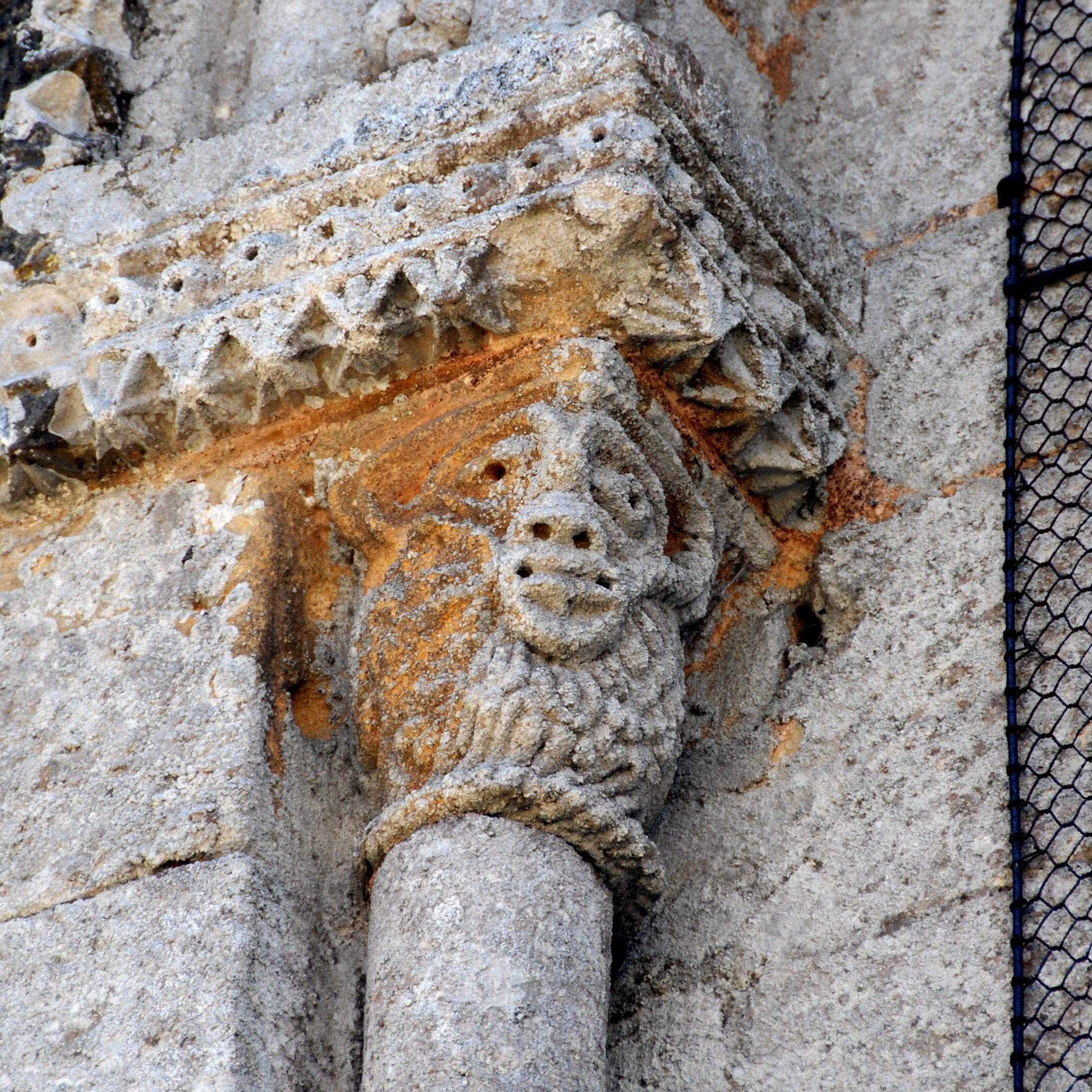
Abteikirche, Kapitell nördl. Querhausfenster, Steinbock

#### Chorhaupt

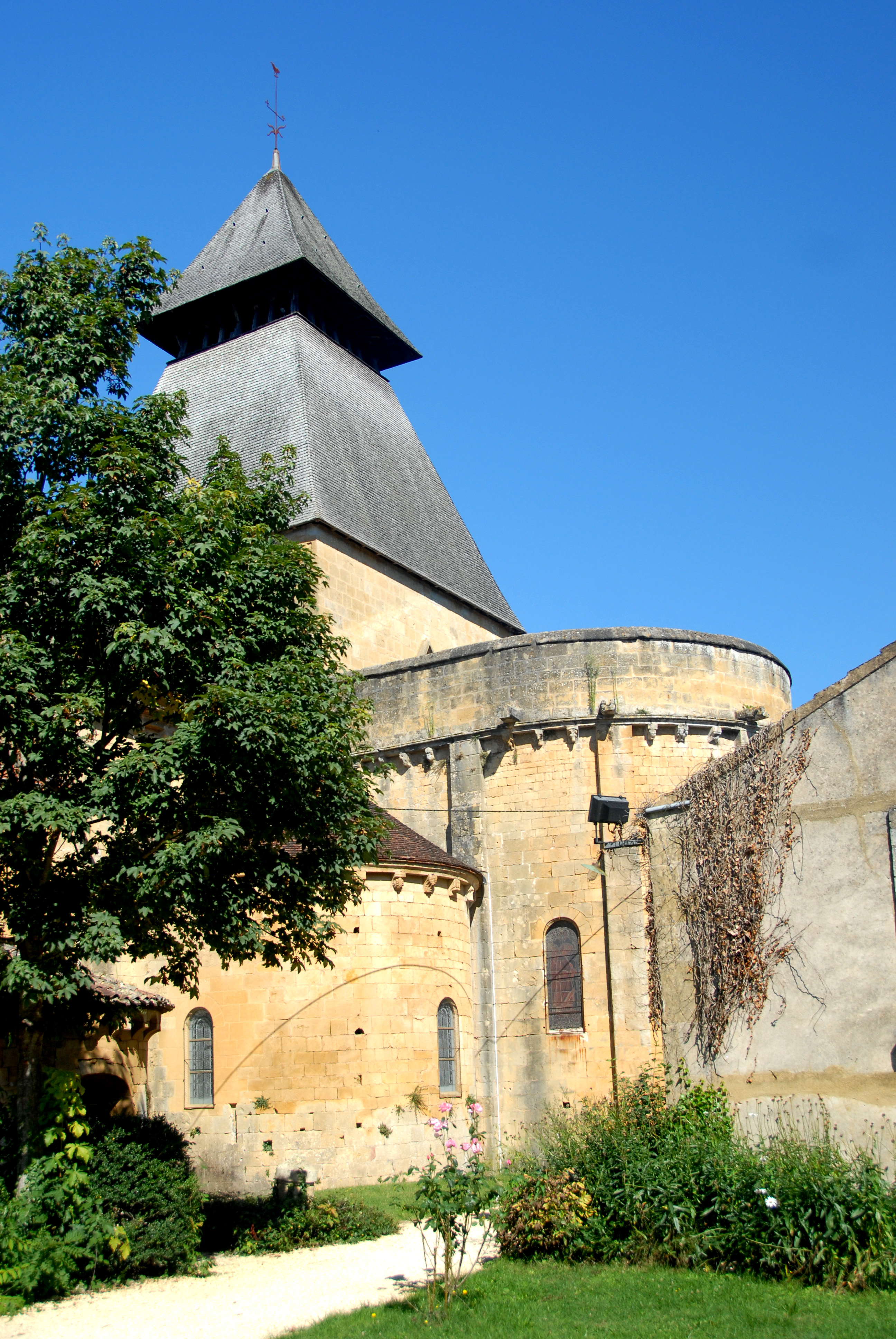
Abteikirche, Chorhaupt von SO

Der Chor steht auf einem Grundriss aus einem rechteckigen Chorjoch und einer halbkreisförmigen Apsis. Er verbirgt seine Dachflächen hinter einer etwas über einen Meter hohen Wehrattika, die sehr wahrscheinlich nachträglich auf dem Traufgesims, in gleicher Höhenlage wie beim Querhaus, aufgemauert worden ist. Sie wird von auskragenden Steinplatten abgedeckt. Ihre Außenseiten stehen oberflächenbündig über denen der Chorwände. Das „Traufgesims“ hat seine eigentliche Aufgabe, die Dachtraufen zu tragen, verloren. Es besteht aus Gesimsplatten, deren Sichtkante in eine Hohlkehle und einen Rundstab aufgelöst ist, und liegt auf engständigen Kragkonsolen, die alle in unterschiedlichen figürlichen Skulpturen gestaltet sind, wie zum Beispiel: menschliche Porträts, Tierkörper, Tierköpfe, Frau mit großem Vogel, Hunde in Frontalansicht, Vogel putzt sein Gefieder und andere. Oberhalb der Gesimsplatten sind im Bereich der Apsis sieben weit auskragende Wasserspeier eingemauert. Das von unten nicht sichtbare Dach besteht aus einem Stück Satteldach, an das sich ein halbes Kegeldach anschließt. Hinter der Attika ist eine Regenrinne installiert, die das aufgefangene Wasser an die Speier nach außen weiterleitet.
Die auf das Traufgesims aufgemauerte Attika erinnert an die Attiken von Saint-Pierre in Chauvigny.

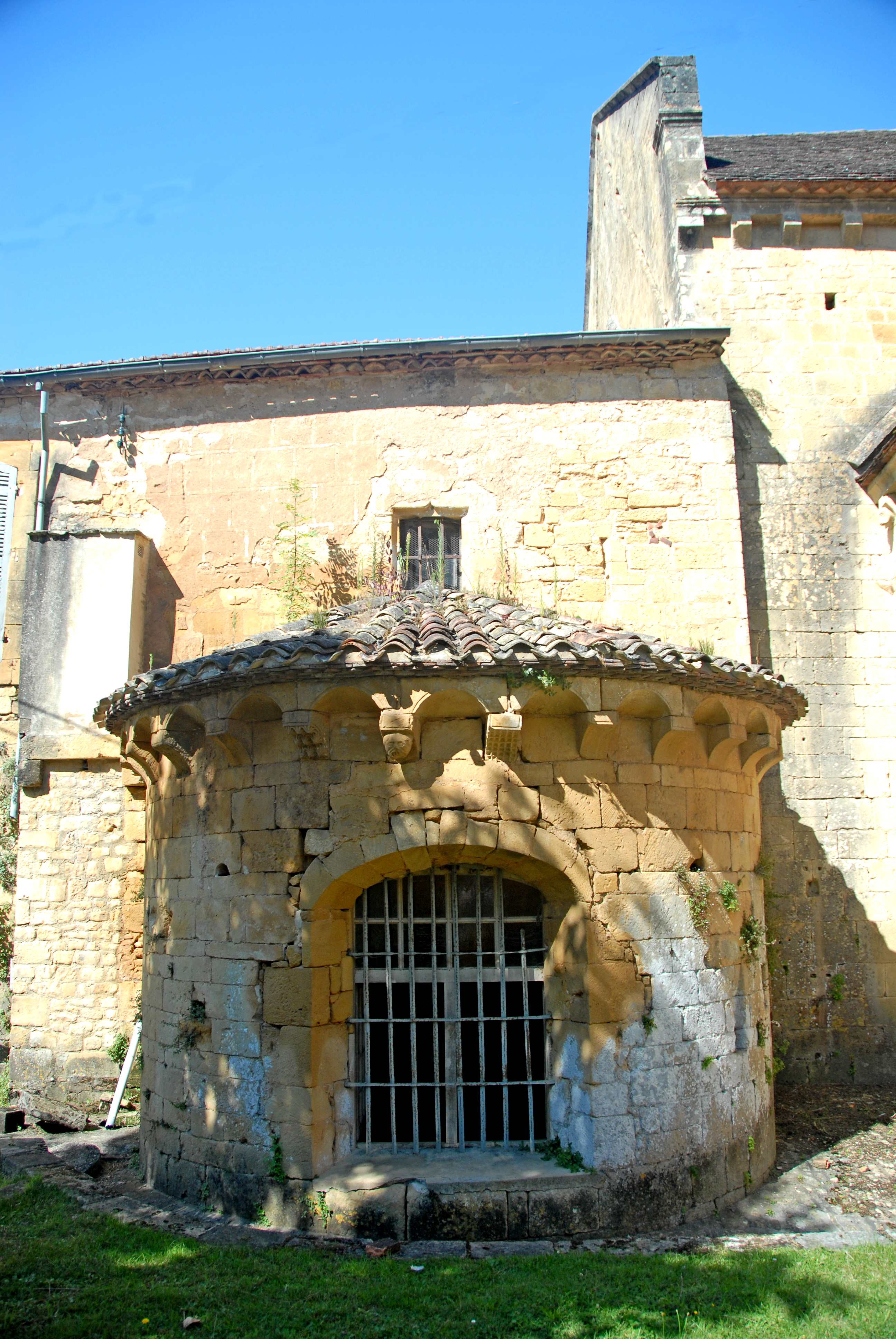
Abteikirche, Apsis der Sakristei von O

Die Apsisrundung wird vertikal in fünf Abschnitte unterteilt, die durch flache, einmal in der Höhe abgestufte Strebepfeiler getrennt werden. Sie reichen unmittelbar unter die Gesimsplatten. Jeweils in der Mitte der Wandabschnitte ist je ein schlankes rundbogiges Fenster ausgespart, dessen Scheitel etwa bis zur halben Wandhöhe hinaufreicht. Die beiden äußeren Fenster sind ausschließlich scharfkantig begrenzt und besitzen keine schmückenden Skulpturen. Die nächsten beiden Fenster sind mit je einer Archivolte eingerahmt die in Laibungsrücksprüngen eingestellt sind. Ihr wandbündiger Bogen besitzt einen quadratischen Querschnitt ohne Dekor. Er wird aber von einem Kragprofil überfangen, das mit sternförmigen Rosetten dekoriert ist. Der Bogen ruht auf Säulchen, die mit pflanzlich skulptierten Kapitellen, profilierten Kämpfern und Basen, auf kantigen Plinthen stehend, ausgerüstet sind. Die Fensterbank ist steil abgeschrägt. Das mittlere Fenster ist ähnlich ausgestattet, jedoch noch aufwendiger dekoriert. Die Stirnseite des Archivoltenbogens ist in zwei Rundstäbe mit skulptierten Begleitern aufgelöst. Die seitlichen äußeren Laibungskanten sind wie das Überfangprofil mit sternförmigen Rosetten dekoriert. Die Kapitelle sind figürlich und pflanzlich skulptiert.

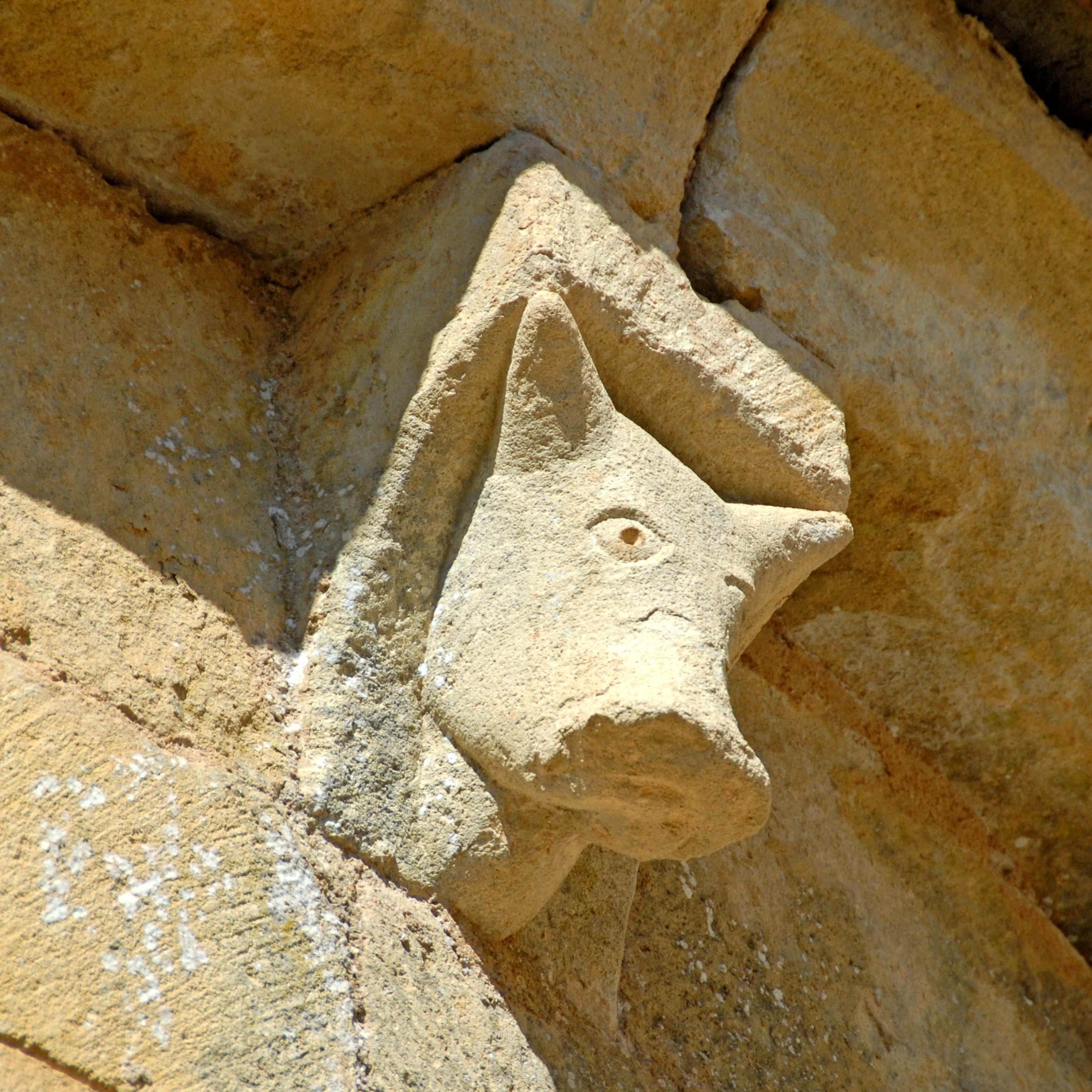
Abteikirche, Traufgesims, Kragstein

Die chorseitigen Wände der Kapellen der Querhausarme vereinigen sich mit den Seitenwänden des Chorjochs. Auch sie stehen jeweils auf einem Grundriss aus einem schmalen Rechteck und einer halbkreisförmigen Apsis. Ihr Dach setzt sich aus einem kurzen Stück Satteldach und einem halben Kegeldach zusammen und ist mit roten Ziegelschindeln eingedeckt. Der First endet kurz unter der Traufe des Querhausarms. Das kräftige Traufgesims besteht aus Gesimsplatten deren Sichtkante in einer großen Hohlkehle und mehrere feine Profile aufgelöst ist, das der südlichen Kapelle ist einfach abgestuft. Sie werden von Kragkonsolen getragen, in Art und Motiv derjenigen des Chors entsprechend. An der Traufe der südlichen Kapelle wiederholen sich geometrische Skulpturen, die Vorläufer der späteren Hobelspankragsteine gewesen sein könnten. In den Kapellenwänden sind je zwei kleine rundbogige Fenster ohne jeden Skulpturenschmuck ausgespart, eins zentrisch in Kapellenmitte, das andere auf der auswärts weisenden Seite.

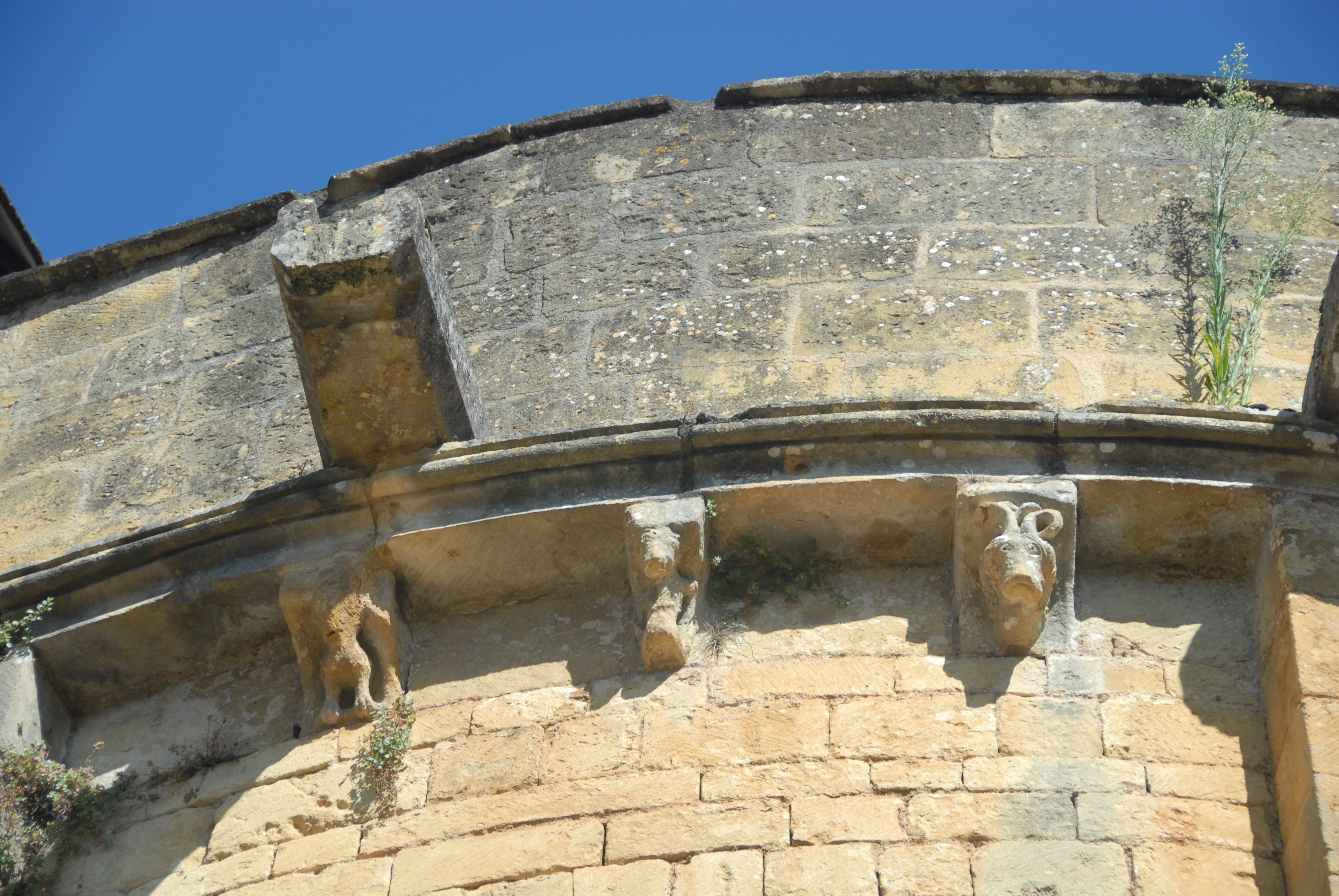
Abteikirche, Traufgesims, Chor, Wasserspeier
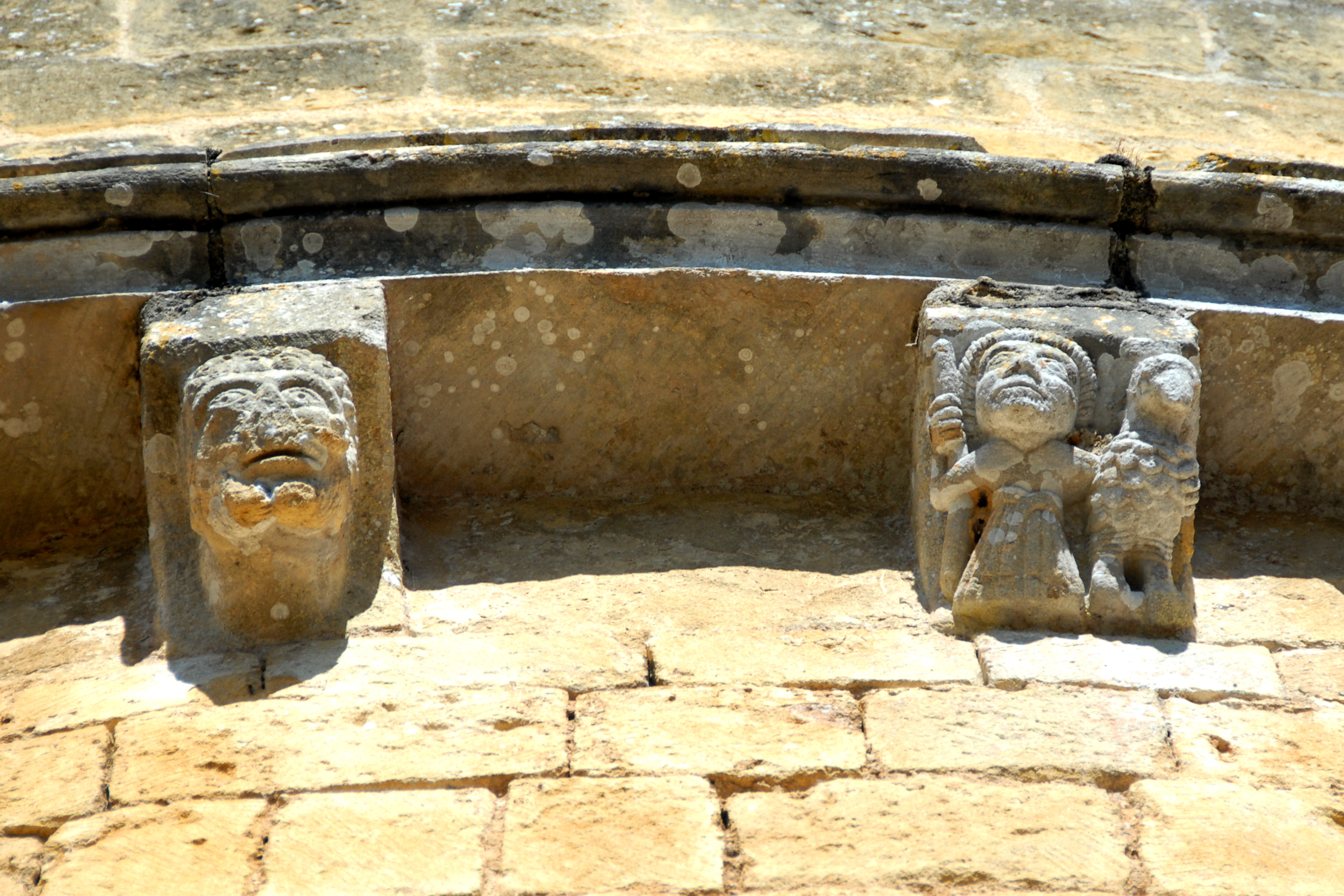
Abteikirche, Traufgesims, Chor, Kragsteine
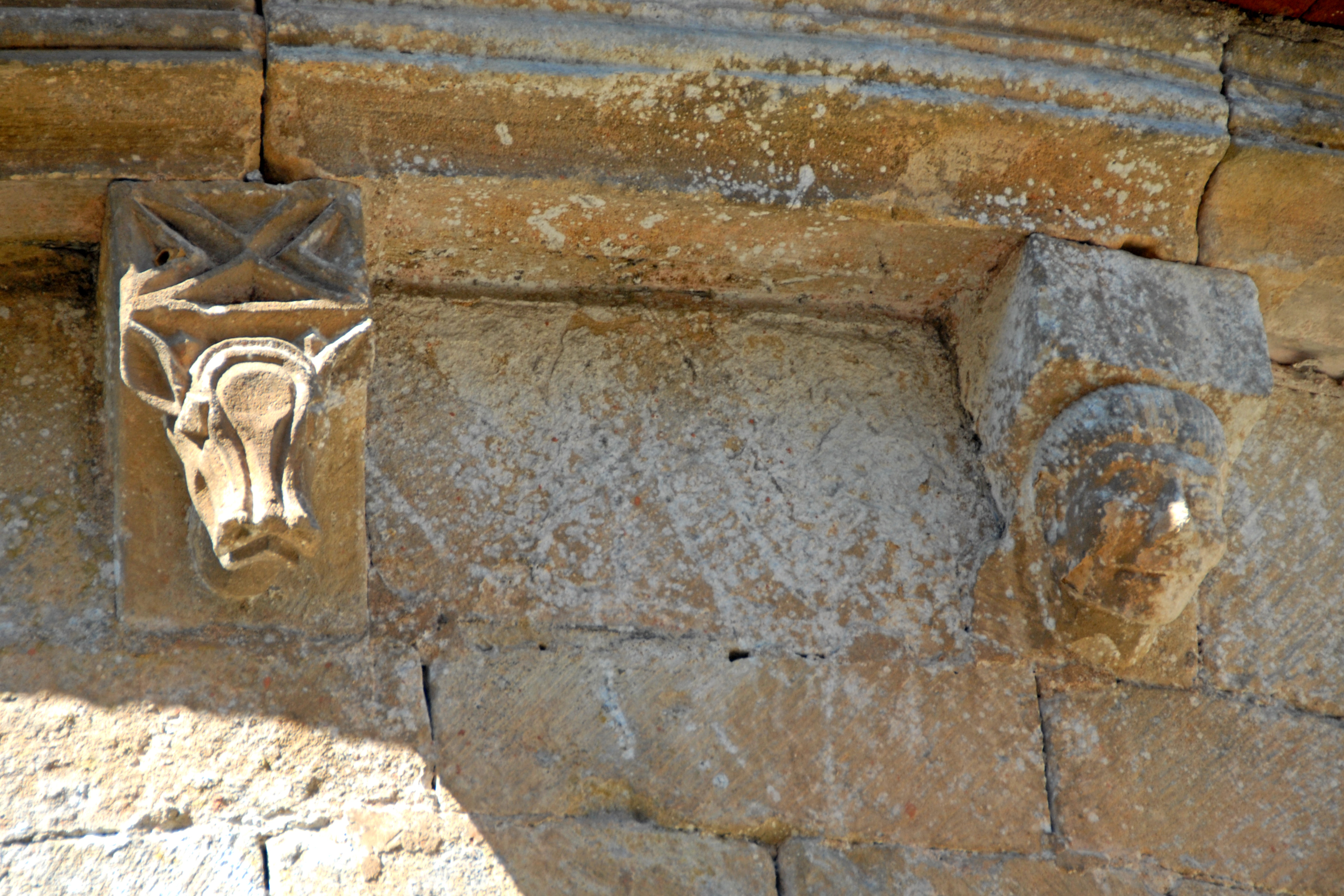
Abteikirche, Traufgesims, Chor, Kragsteine
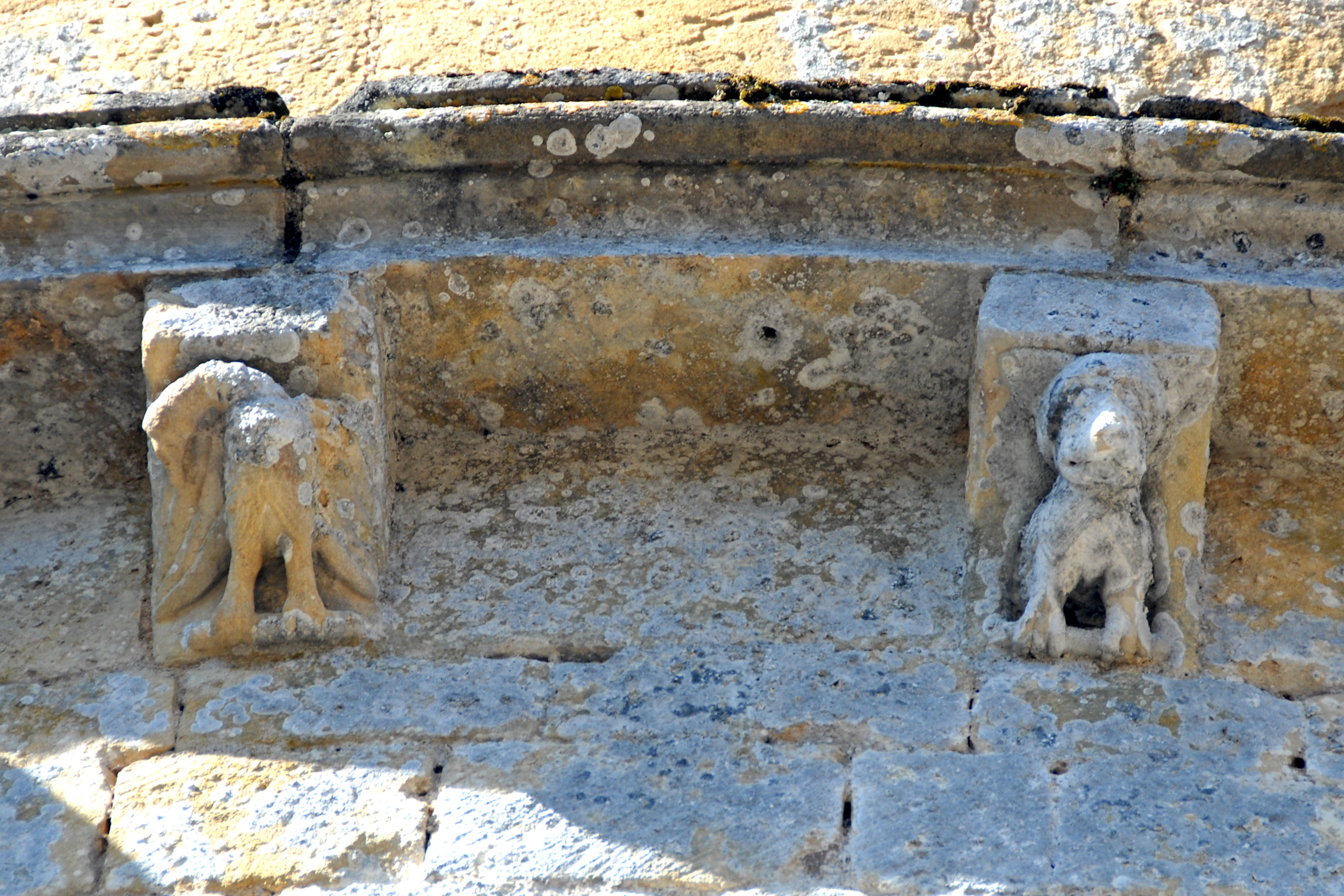
Abteikirche, Traufgesims, Chor, Kragsteine
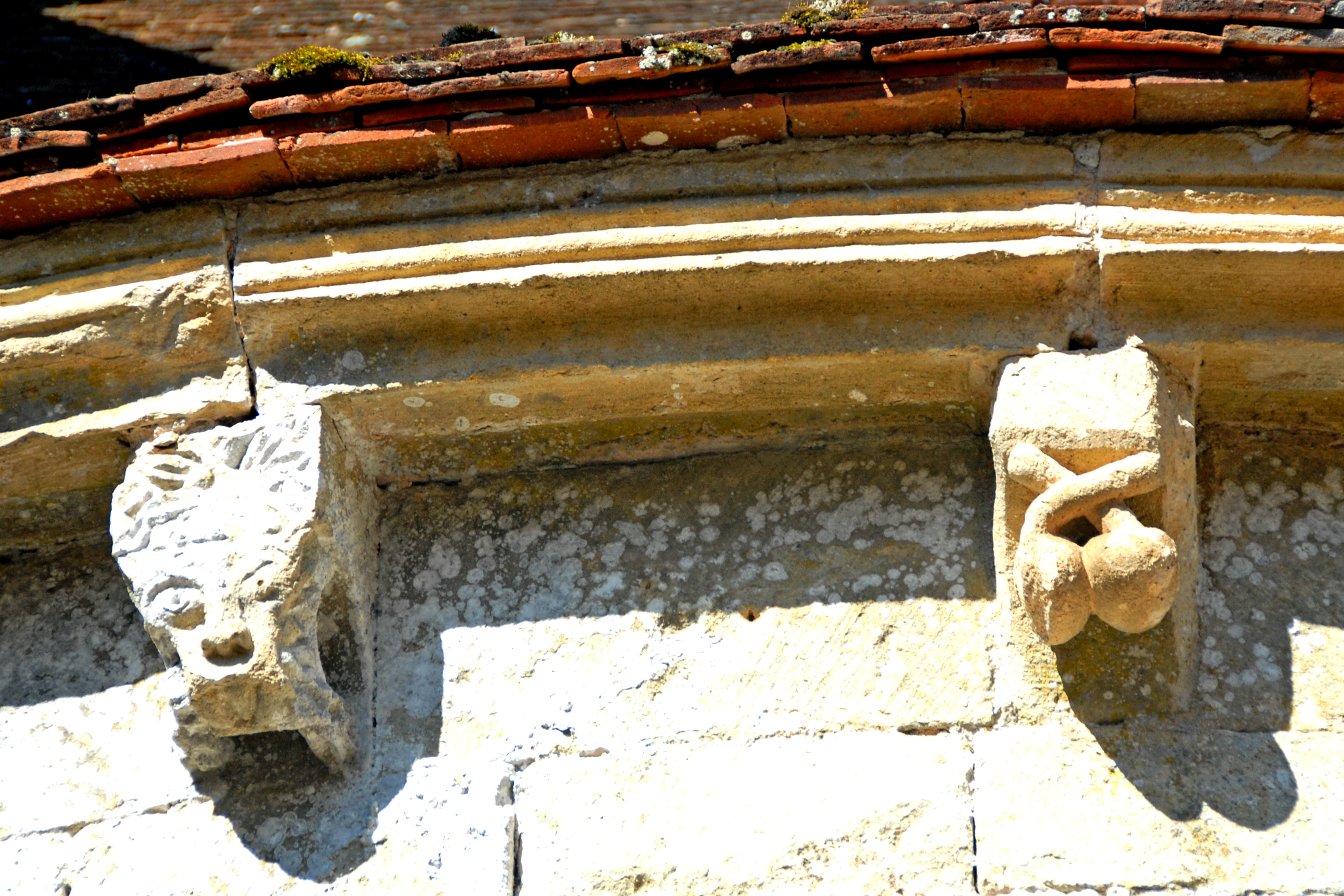
Abteikirche, Traufgesims, nördl. Querhauskapelle, Kragsteine
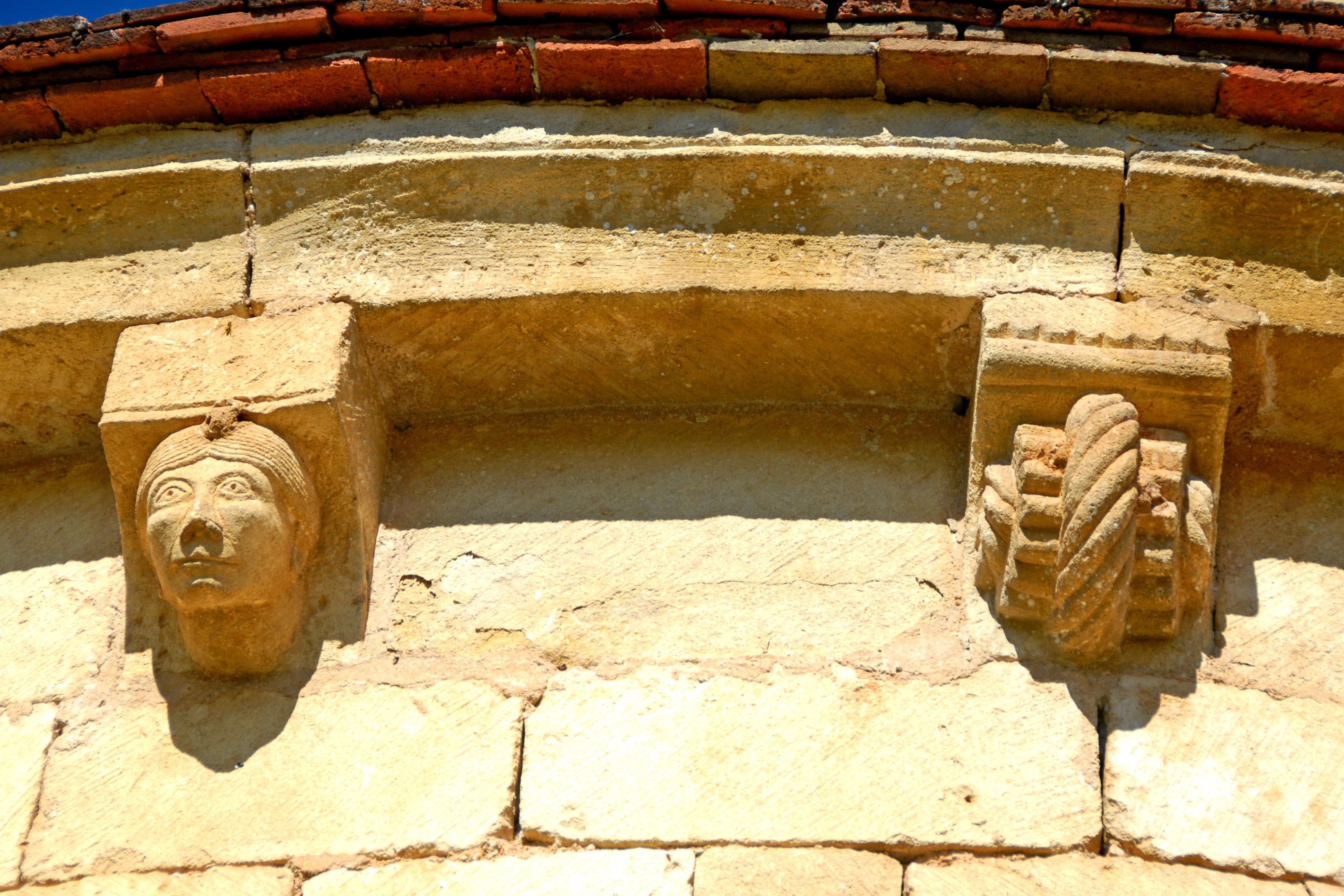
Abteikirche, Traufgesims, nördl. Querhauskapelle, Kragsteine
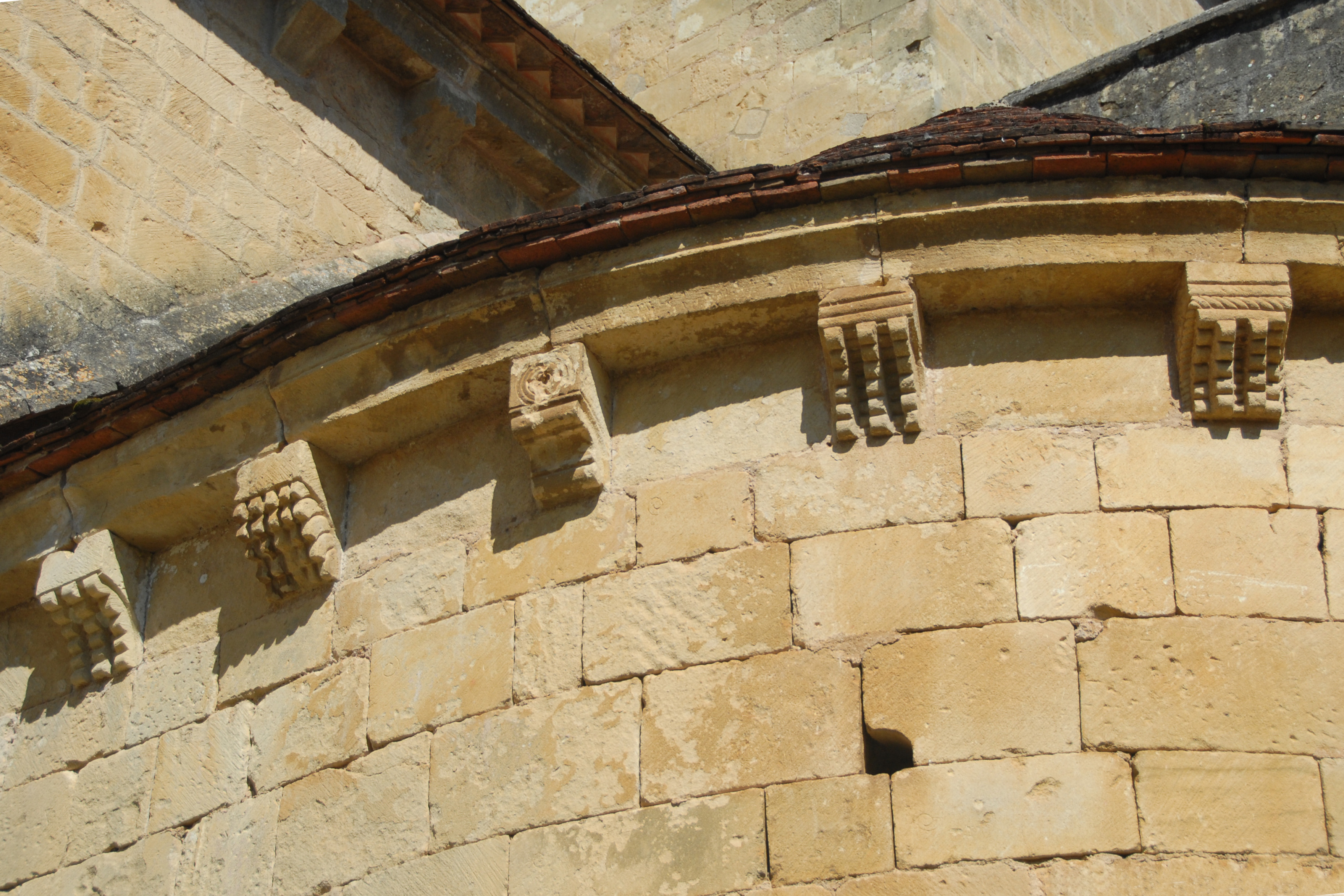
Abteikirche, Traufgesims, südl. Querhauskapelle, Kragsteine
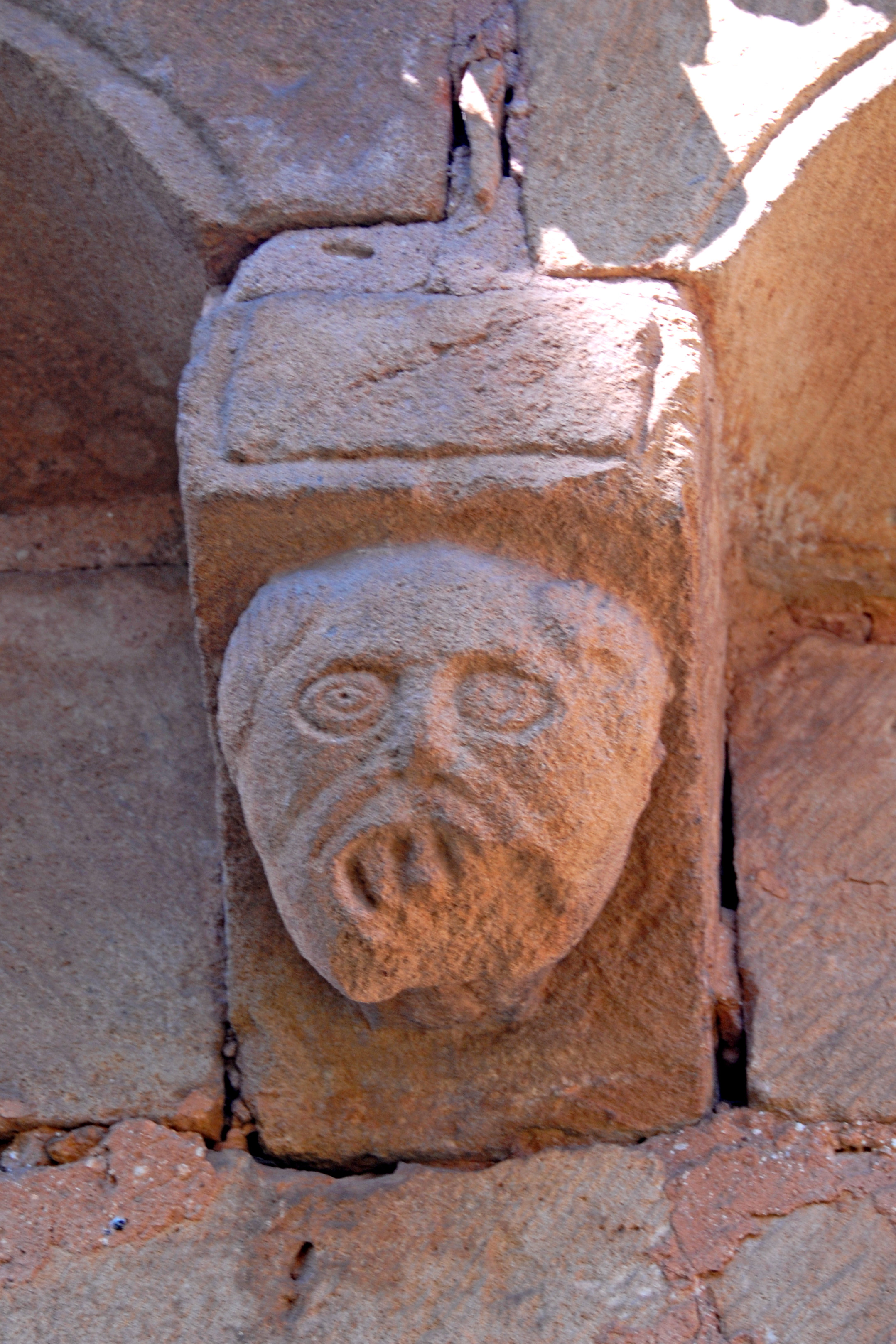
Abteikirche, Traufgesims, Kragstein Sakristeiapsis

#### Fassade

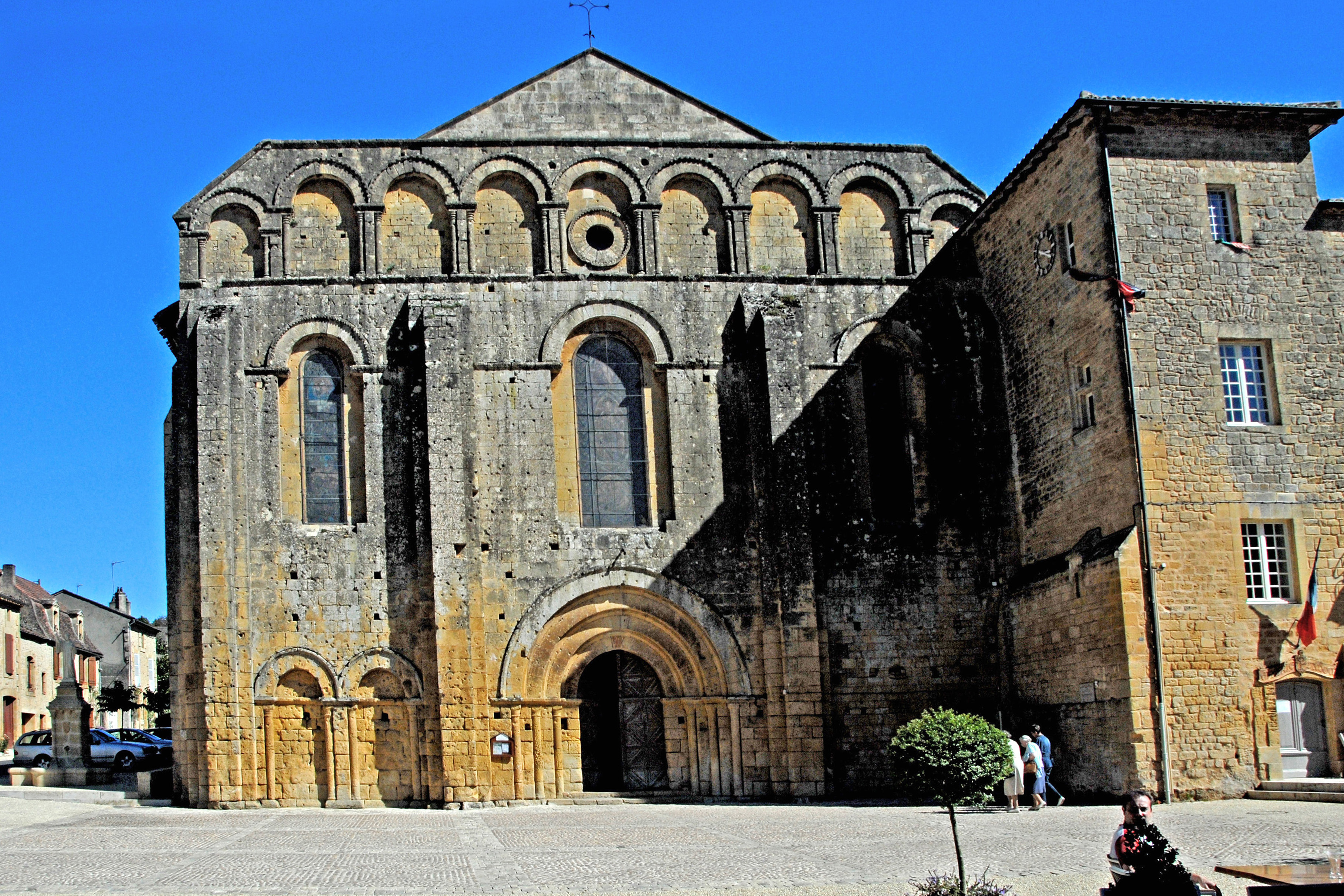
Abteikirche, Fassade

Die Fassade ist beeinflusst von denen der Saintonge, vor allem bezüglich ihrer dreifachen vertikalen und horizontalen Gliederung. Die vertikale entspricht der inneren Aufteilung in drei Schiffe und wird von vier wuchtigen Strebepfeilern übernommen, deren Kanten in große Rückversätze aufgelöst sind. Sie reichen bis knapp über die Scheitelhöhe der Fenster hinauf und sind oberseitig abgeschrägt. Der nördliche Pfeiler steht ein kurzes Stück eingerückt neben der Fassadenecke. Der südliche verschwindet hinter der dort angebauten Wand des Konventsgebäudes. Die horizontale Gliederung besteht aus der unteren Portalzone, der mittleren Fensterzone und der oberen Blendarkadenzone.

##### Portalzone

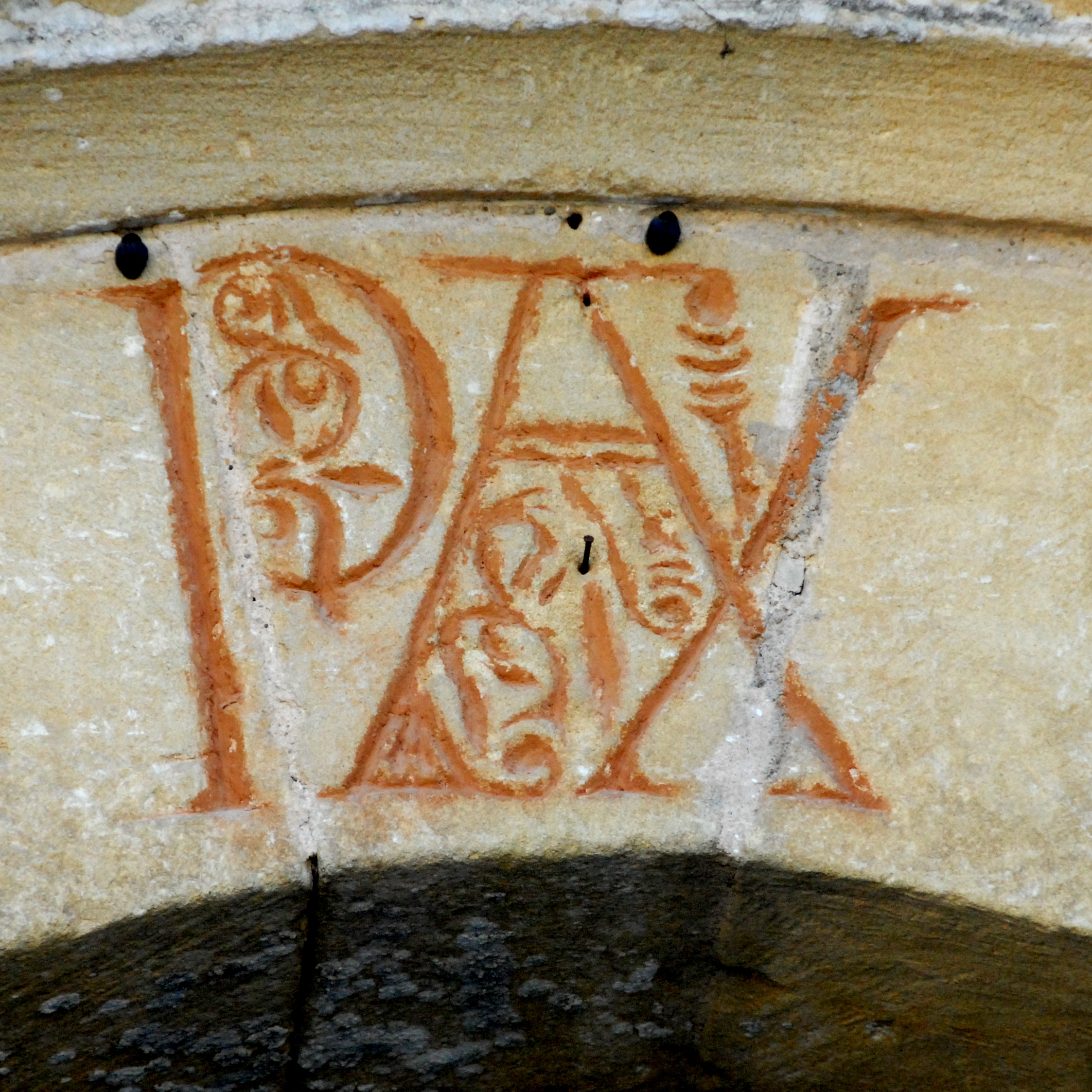
Abteikirche, Inschrift über Hauptportal

Das vierstufige Archivolten – Hauptportal nimmt fast die gesamte Breite zwischen den Strebepfeilern ein. Die vier halbkreisförmigen Archivoltenbögen, mit schlichtem quadratischen Querschnitt, weisen keinerlei dekorative Strukturen auf. Sie ruhen auf glatten Säulen in Laibungsrückversätzen, der innere auf einem nach innen vortretenden Wandstück. Die Säulen sind mit schlichten Kapitellen und einfach profilierten Basen ausgestattet, die auf kantigen Sockeln stehen. Die schlicht profilierten Kämpferplatten stoßen gegen die Pfeiler. Der äußere Bogen wird von einem einfachen Kragprofil überfangen. Über dem Scheitel des inneren Bogens ist auf dessen Stirnseite die lateinischen Inschrift PAX eingraviert und ausgeschmückt.
Die Breite des nördlichen Abschnitts wird von einer Zwillingsblendarkatur völlig ausgefüllt. In entsprechende Wandnischen sind zwei einstufige Archivolten eingefügt, die von einem schmalen Wandpfeiler getrennt werden. Ihre Kämpfer übernehmen das Profil und die Höhenlage derjenigen des Hauptportals, wie auch ihre Bögen und Säulen, einschließlich ihrer Ausstattung. Im südlichen Abschnitt gab es ganz rechts außen eine kleine rundbogige Türöffnung, deren Scheitel noch unter der Höhe der Kämpfer der Portale bleibt. Sie wurde aber nachträglich zugemauert.

##### Fensterzone
Das schlanke, zentrale rundbogige Fenster über dem Hauptportal ist das größte und höchste der Fassade, seine Fensterbank befindet sich etwas mehr als einen halben Meter über dem Überfangprofil des Portals. Das Fenster war einmal eingerahmt von einer einstufigen Archivolte, die in großzügige Laibungsrückversätze eingefügt war. Die ehemaligen Säulchen fehlen aber. Der verbliebene Bogen, den äußeren Bögen der Portale entsprechend, ruht nur noch auf den Kämpferplatten, die als Kragprofil bis gegen die Strebepfeiler verlaufen.
Die Fenster in den äußeren Fassadenabschnitten sind etwas niedriger und deutlich schmaler als das mittlere. Ihre architektonische Ausstattung entspricht derjenigen des zentralen Fensters. Kurz über dessen Bogenscheitel schließt die Fensterzone mit einem schmalen Kraggesims ab.

##### Blendarkadenzone
Diese Zone ist sehr viel schmaler als die vorherigen und bedeckt den unteren Teil des Giebeldreiecks. Sie wird oberseitig mit flachen Steinplatten abgedeckt, die leicht auskragen. In entsprechende Arkadennischen sind 9 einstufige Archivolten eingestellt, von denen die beiden äußeren wesentlich kleiner sind. Die Archivolten sind wieder so geformt und ausgestattet wie bei den Portalen. Die Bogensteine werden von Kragprofilen mit Rollenfries überfangen. Die äußeren oberen Ecken der Arkadenzone sind etwa in Breite der kleineren Arkaden und im Neigungswinkel des Giebeldreiecks abgeschrägt worden. In der mittleren Arkadennische ist ein kleines kreisrundes Fenster, ein Okulus, ausgespart worden, das von keilförmigen Bogensteinen eingefasst ist, die wiederum von einem Kragprofil mit Rollenfries umgeben sind. Hinter der Arkadenzone taucht noch ein Stück des zurückliegenden Giebeldreiecks auf.

### Gebäudeinneres

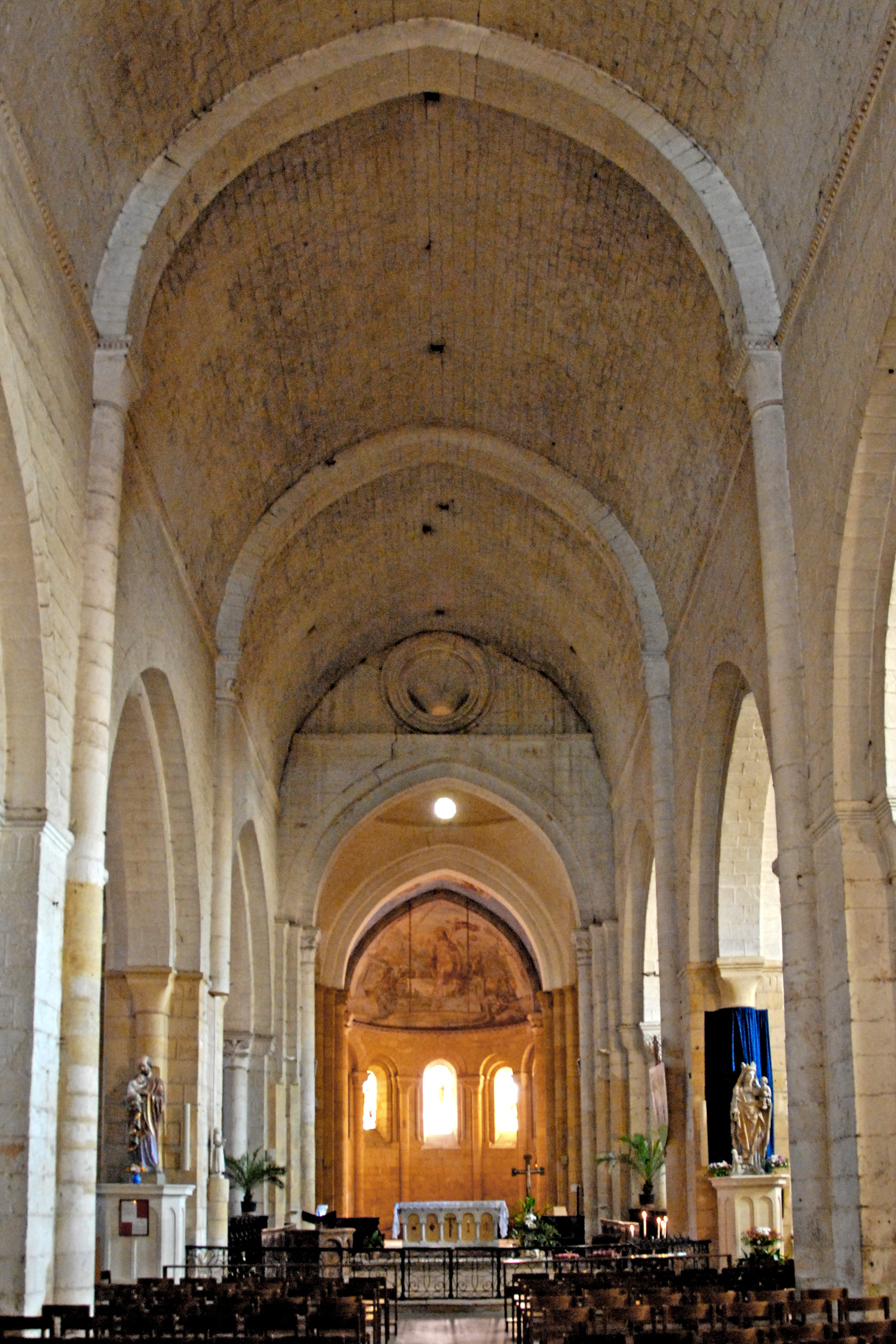
Abteikirche, Mittelschiff zum Chor

Wie auch das äußere Erscheinungsbild zeigt, sind auch die Bauteile der Innenräume überwiegend aus sauber geschnittenen Werksteinquadern im regelmäßigen Schichtenverband gemauert. Die Steine der Bögen und Gewölbe sind dagegen kleinformatiger. Nahezu alle Bauteile sind unverputzt geblieben, aber mit einer hellen fast weißen Farblasur überzogen worden.

#### Langhaus

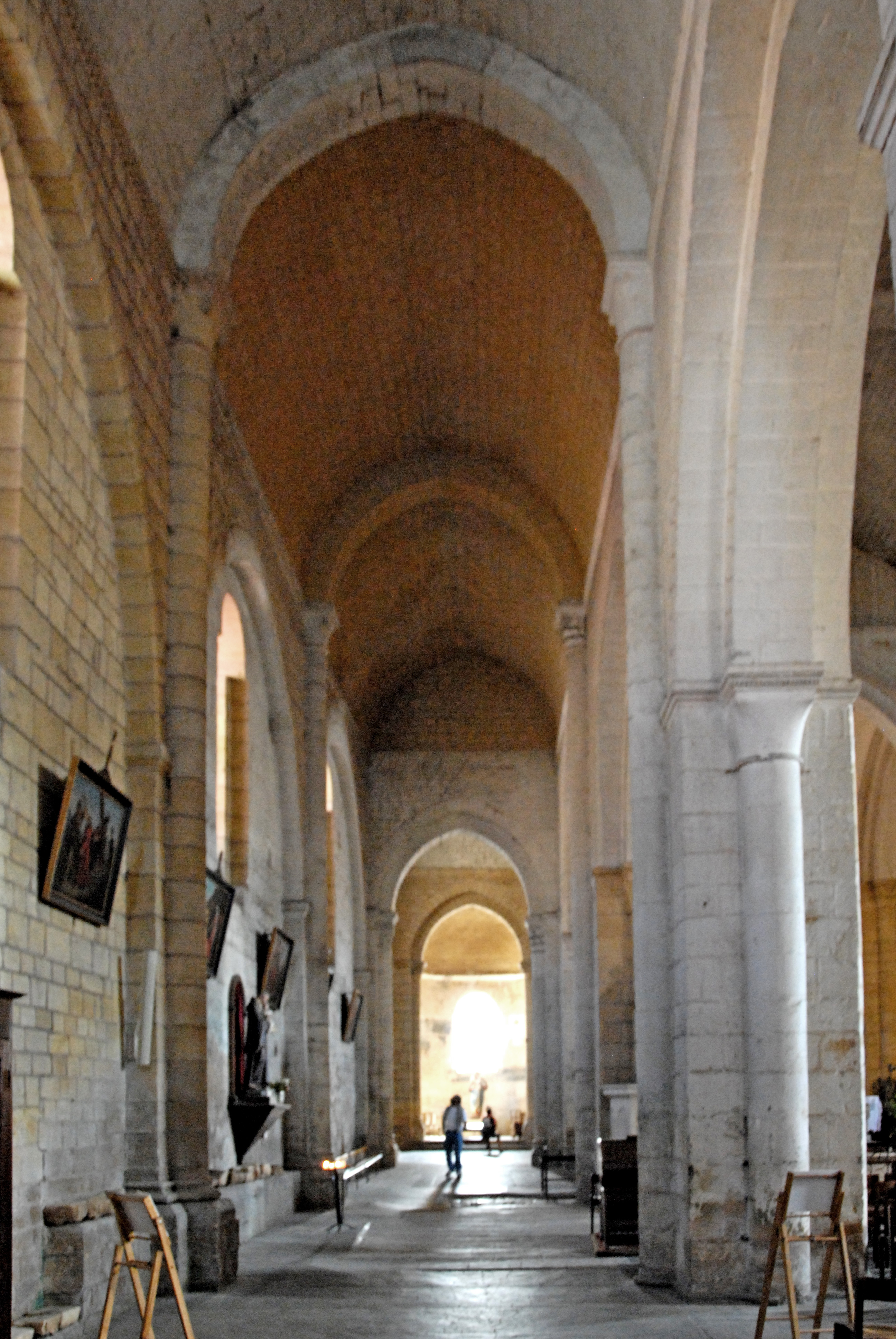
Abteikirche, nördl. Seitenschiff

Das Langhaus weist den Aufriss einer dreischiffigen Halle auf, mit einem leicht erhöhten Mittelschiffgewölbescheitel, bei gleich hohen Gewölbeansätzen. Man spricht von einer Pseudobasilika oder Stufenhalle. Es erstreckt sich über vier Joche.
Auf einer Infotafel wird das erste Joch mit „Narthex“ (Vorhalle) bezeichnet, obwohl es nicht anders gestaltet ist als die anderen. Das zweite ist für Familiers, Hôtes, Pelerins (Familien, Hotelgäste, Pilger) reserviert. Das dritte Joch wird Choeur des convers (Chor der Konversen) und das vierte Choeur des moines (Chor der Mönche) bezeichnet.

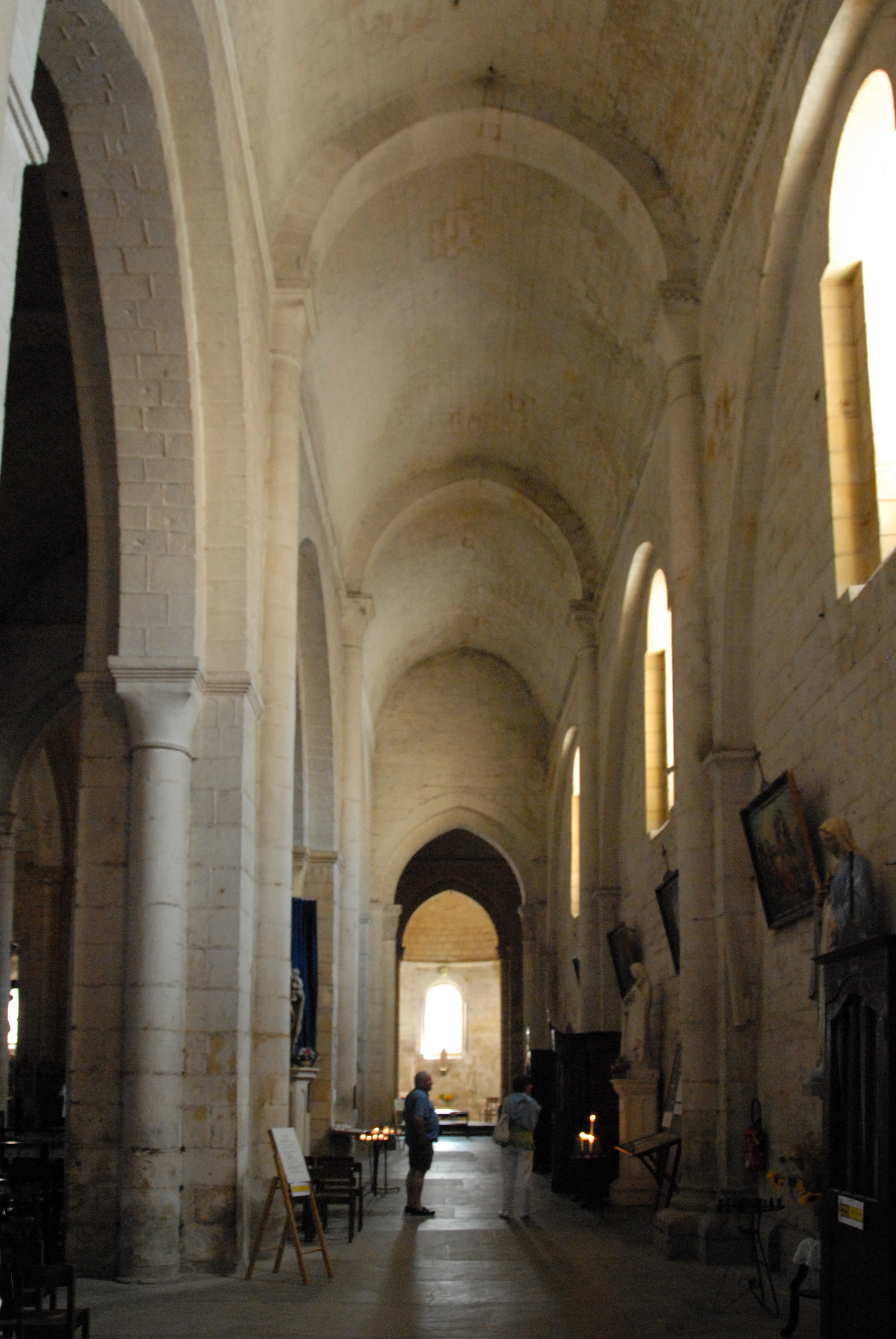
Abteikirche, südl. Seitenschiff

Das Mittelschiff wird von einem angespitzten Tonnengewölbe überdeckt, das zwischen den Jochen von ebenso angespitzten Gurtbögen unterstützt wird. Diese stehen auf halbrunden Säulen, die auch Dienste genannt werden, die von schlichten Kapitellen und profilierten Kämpfern bekrönt sind. Die Kämpfer befinden sich in Höhe der Bogenansätze, die zwischen den Kapitellen mit einer Art Zahnprofil markiert werden.
Die Seitenschiffe werden ebenfalls von angespitzten Tonnengewölben überdeckt, deren Scheitel wegen der geringeren Spannweite etwas tiefer liegt als beim Mittelschiff. Dienste, Kapitelle, Kämpfer und Höhe mit Markierung der Bogenansätze sind mit denen des Mittelschiffs identisch.
Die Wände zwischen den Schiffen öffnen sich untereinander in jedem Joch durch Arkaden mit angespitzten Scheidbögen, deren Bogenansätze etwa halb so hoch liegen, wie die der Gewölbe. Die Kanten der Scheidbögen sind beidseitig mit großen Rückversätzen ausgestattet. Sie ruhen auf schlichten Kapitellen, Kämpfern und halbrunden Diensten. Die so im unteren Bereich entstandenen Bündelpfeiler besitzen rechteckige Mauerkerne.

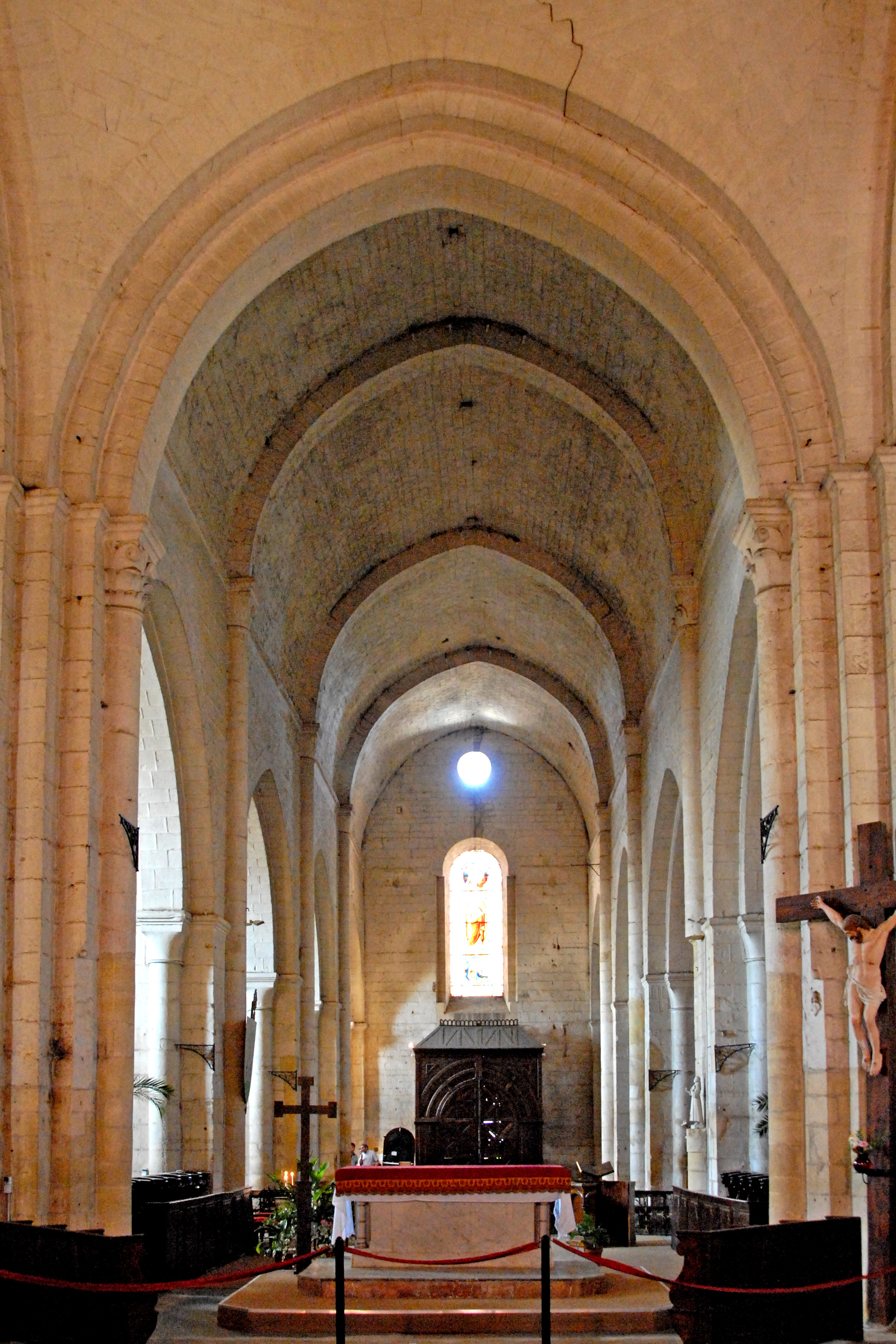
Abteikirche, Mittelschiff zum Hauptportal

Auf den Außenwänden ist in jedem Joch, in fast ganzer Jochbreite, eine große, leicht angespitzte Arkadennische untergebracht. Ihr Bogenscheitel reicht bis kurz unter die Gewölbeansätze hinauf. Darin ist ein rundbogiges Fenster ausgespart, dessen Scheitel sich knapp unter dem Scheitel der Arkadennische befindet. Die seitlichen Fensterlaibungen sind mit Rückversätzen ausgerüstet, deren ehemals dort eingestellte Säulchen fehlen. Entlang den Außenwänden sind den Wänden, Pfeilern und Diensten etwas über einen halben Meter hohe Sockel vorgelagert. In der südlichen Außenwand befindet sich im vierten Joch eine zweiflügelige Tür, die in die Nordgalerie des Kreuzgangs führt und Königspforte genannt wird.
Der Durchlass vom Mittelschiff in die Vierung wird von einem angespitzten Bogen in einer deutlich niedrigeren Höhe überspannt, als die des Mittelschiffgewölbes. Seine zum Mittelschiff weisende Kante ist einfach abgestuft. Das zwischen Bogen und Gewölbe befindliche Wandstück der Vierung wird kurz über dem Bogenscheitel von einem Kragprofil waagerecht unterteilt. Darüber befindet sich eine größere kreisrunde Öffnung (Okulus), die von verschiedenen Profilen kreisringartig umschlossen wird. Die Öffnung verjüngt sich kuppelseitig bis zu einer wesentlich kleineren über dem unteren Rand der Vierungskuppel.
Die Durchlässe von den Seitenschiffen in das Querschiff sind von angespitzten Bögen überspannt, deren Kanten einfach abgestuft sind. Die Bogenansätze liegen so hoch wie die der Scheidbögen. Durch ihre geringere Spannweite liegt deren Scheitel jedoch deutlich niedriger. Die Bögen stehen wieder auf Diensten mit pflanzlich skulptierten Kapitellen, und profilierten Kämpfern und Basen.
Auf der westlichen Abschlusswand sind die Tür- und Fensteröffnungen so ausgespart, wie man sie auf der Fassade vorfindet. Auch bei diesen Fenstern fehlen wieder die Säulchen in den Laibungsrückversätzen.

#### Querhaus und Vierung
Die Vierung steht inmitten des Querhauses auf gewaltigen Pfeilerbündeln mit Kernen, die zwischen den vier Diensten drei rechtwinklige Pfeilerkanten zeigen. Man könnte auch formulieren: … mit kreuzförmigen Kernen, in deren Kreuzarmwinkel quadratische Pfeilerchen eingefügt sind. Die Bogenkanten, die zur Vierung weisen, sind dementsprechend doppelt abgestuft, oder zeigen ebenfalls drei Kanten. Die Bogenansätze befinden sich in gleiche Höhe, wie der zuvor beschriebene Bogen aus dem Mittelschiff.
Die obere halbkugelförmige Kuppel befindet sich mit ihrem Grundkreis nur ein kurzes Stück über den Scheiteln der äußeren Bögen. Letztere treffen sich spitz zulaufend auf der mittleren Pfeilerkante. Die vier gewölbten Flächen, Segmente einer größeren Halbkugel, zwischen den äußeren Bogenkanten und dem Grundkreis der Kuppel werden Pendentif genannt. Die gesamte Kuppel, aus halber Kugel und vier Pendentifs, nennt sich danach Pendentifkuppel, eine wesentlich elegantere Konstruktion als die der Trompenkuppel. Der Grundkreis der oberen Kuppel wird durch ein schlankes Kragprofil markiert.

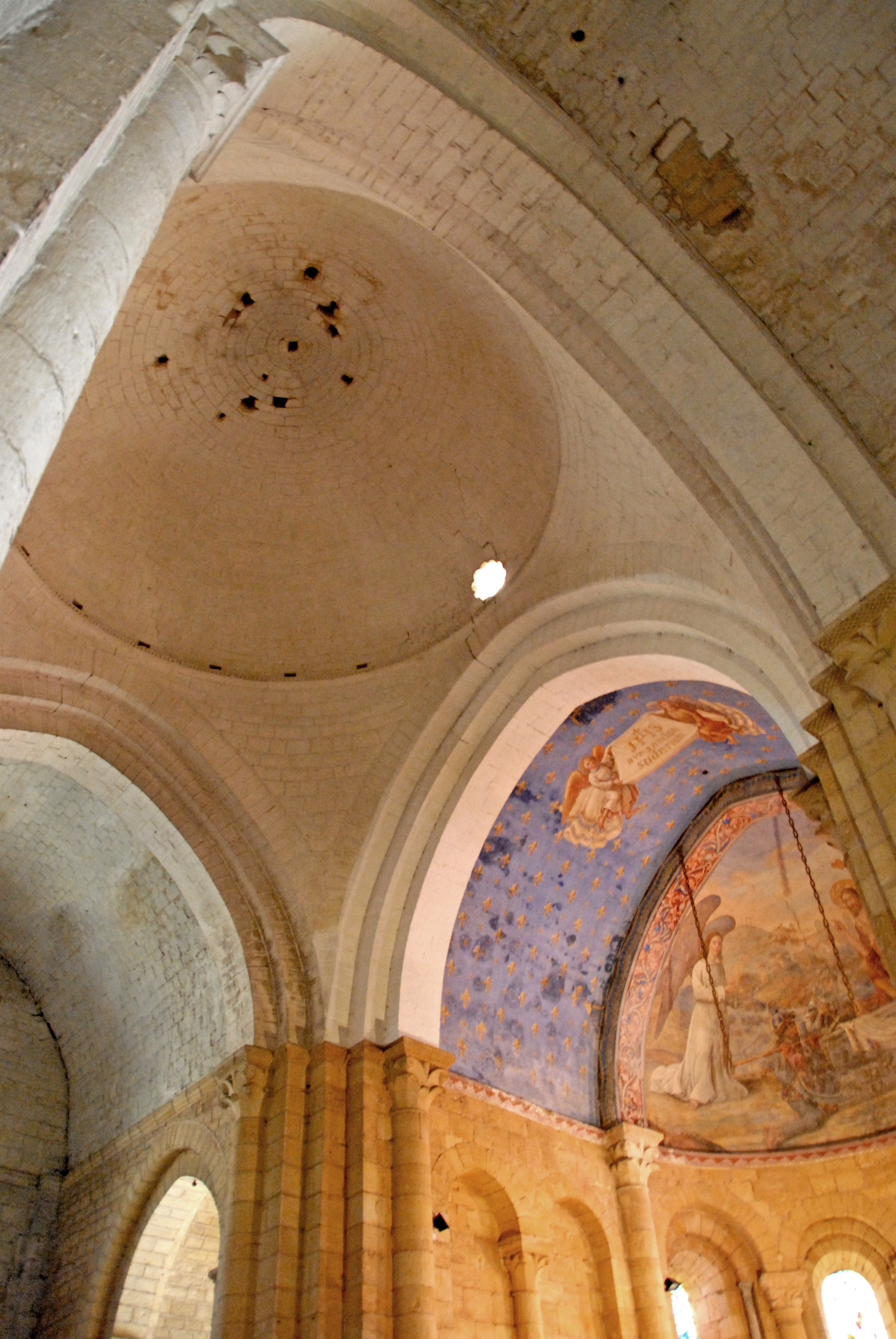
Pendentifkuppel in Vierung

Unmittelbar darüber sind zwei kleine Okuli ausgespart, einer der nach Westen in das Langhaus weist, der andere nach Osten ins Freie, über dem First des Chors.
Die exakte Aufreihung der insgesamt drei Okuli, eines in der Fassadenwand und zwei in der Vierungskuppel, auf einer Linie knapp unter dem Scheitel des Mittelschiffgewölbes hat eine besondere Bedeutung. Bei jeder Tagundnachtgleiche (Äquinoktium) soll ein Sonnenstrahl durch alle drei Okuli scheinen und damit die symbolische Ausrichtung des Kirchengebäudes nach Osten vergegenwärtigen.
Die inneren Bögen der Vierungsarkaden stehen auf halbrunden Diensten mit grob gegliederten Blattkapitellen. Die schlicht profilierten Kämpferplatten laufen rechtwinklig abgeknickt über die gesamten Bündelpfeiler herum, bis sie in Kraggesimse übergehen, die in den Querschiffarmen und im Chor die Gewölbeansätze markieren und über die Giebelwände hinweg geführt werden.

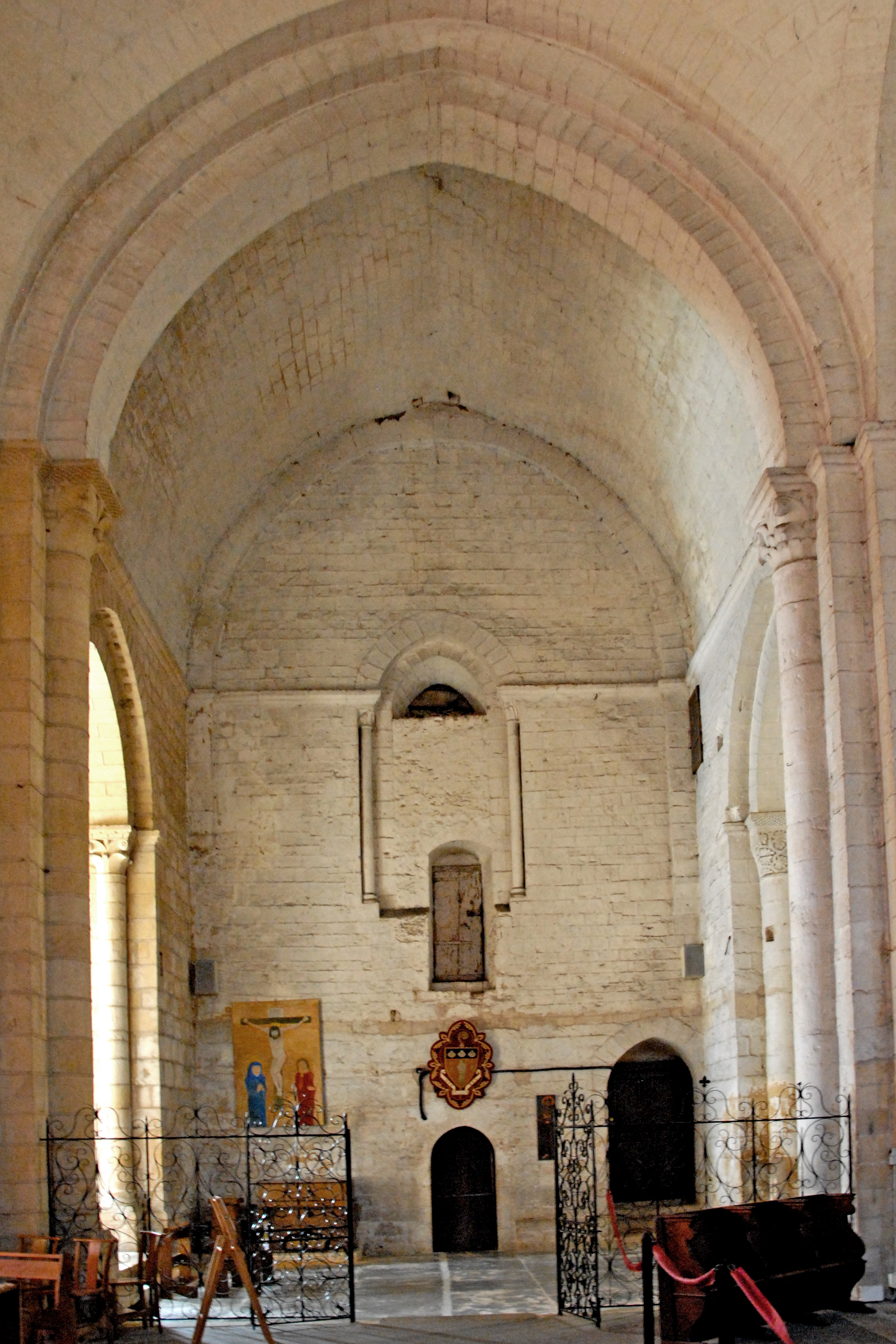
Abteikirche, südl. Querhausarm

Die Querhausarme werden in Querrichtung zur Gebäudeachse von angespitzten Tonnengewölben überdeckt. Den nördlichen Querhausarm erhellt ein rundbogiges Fenster, etwa so groß und gestaltet wie die der gleichen Langhausseite. Ihre Kämpfer gehen in das vorstehend genannte Kraggesims über. Auf der gegenüberliegenden Giebelwand des südlichen Querschiffarms ist das ehemalige Fenster bis in Höhe seiner Kapitelle zugemauert worden. Das Bogenfeld ist weiter zurückliegend verschlossen worden. Die Säulchen an den seitlichen Laibungen sind noch erhalten geblieben. In Höhe der Fensterbank ist eine Türöffnung ausgespart und mit einem Stichbogen überdeckt worden, in welcher der hölzerne Türflügel noch vorhanden ist. Die Tür führte in das Obergeschoss der Konventsgebäude, vermutlich in das Dormitorium. Die ehemalige Treppe dort hinauf gibt es nicht mehr. Unter dieser Tür ist eine weitere einflügelige und rundbogige Tür ausgespart, die bodengleich in die Sakristei führt. Sie ist mit einem Kreuzrippengewölbe überdeckt und besitzt auf der Ostseite eine kleine Apsis mit einem Fensterchen. Rechts neben der Sakristeitür befindet sich eine etwas größere Tür, deren Bogen leicht angespitzt ist. Über sie und zwei Stufen aufwärts gelangt man in die erdgeschossigen Räume der Konventsgebäude, nach einem Flur direkt in den Kapitelsaal. Der südliche Querhausarm wird nur über die beiden Fenster der Querhauskapelle belichtet.

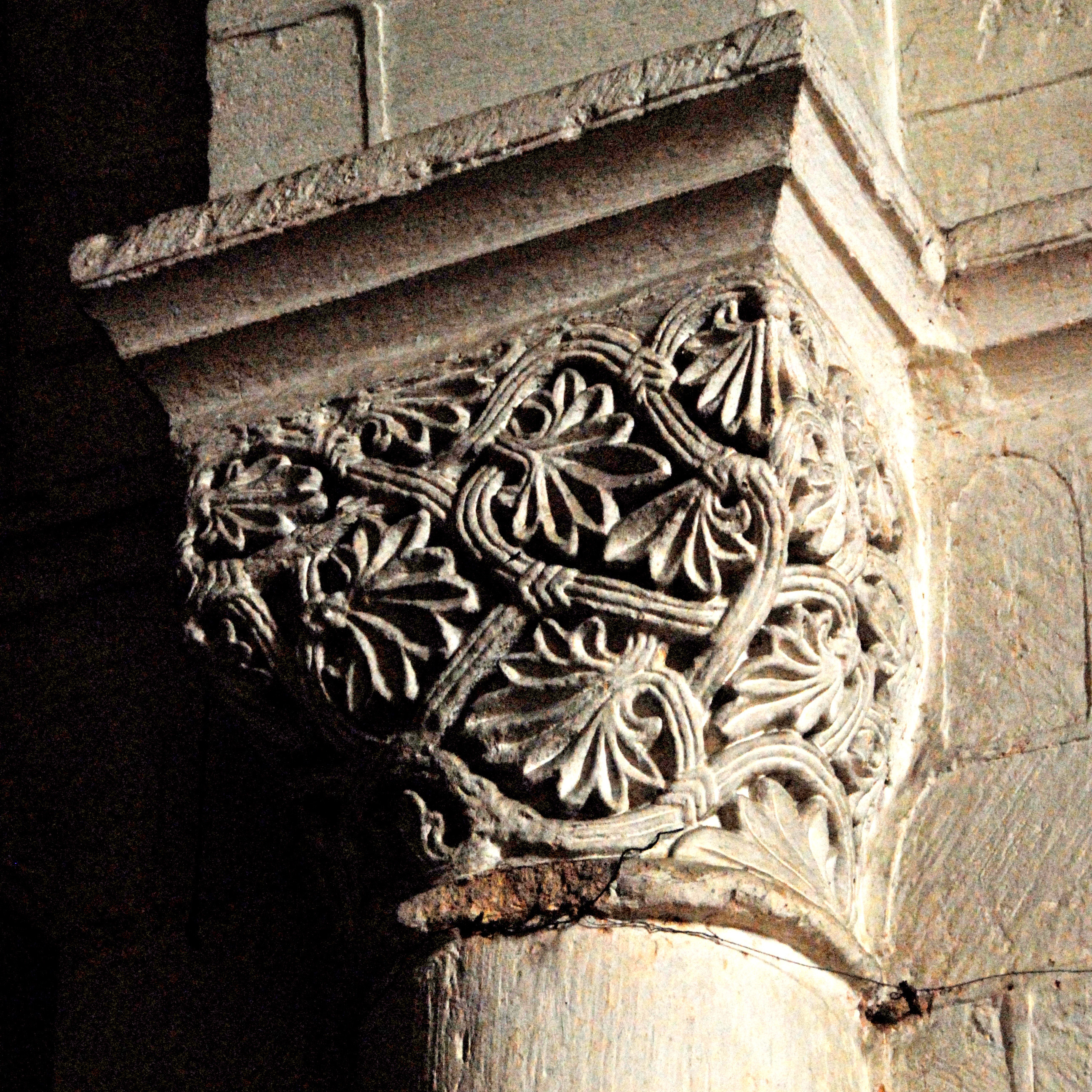
Kapitell, Rankenwerk mit Blattfächern

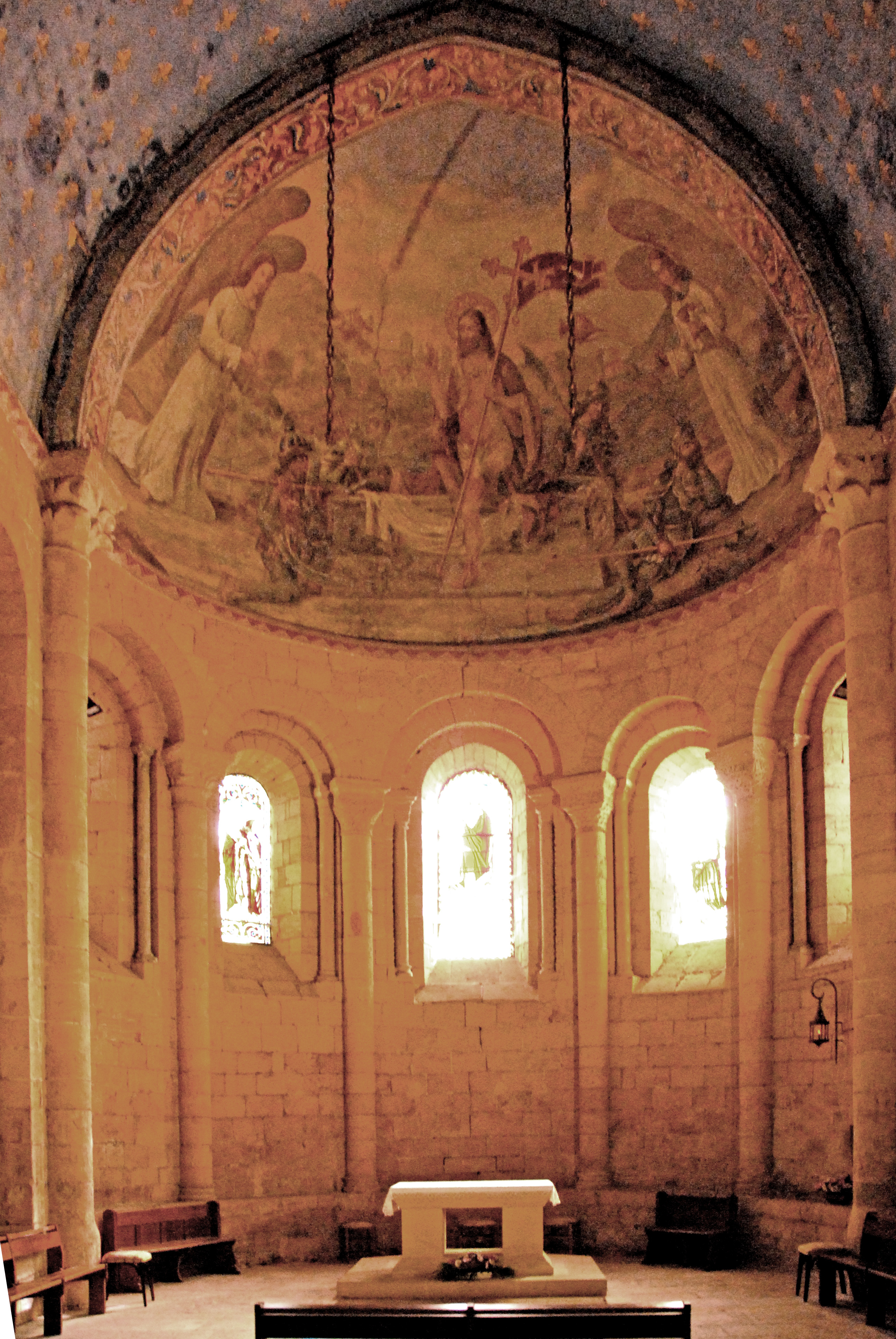
Abteikirche, Chor

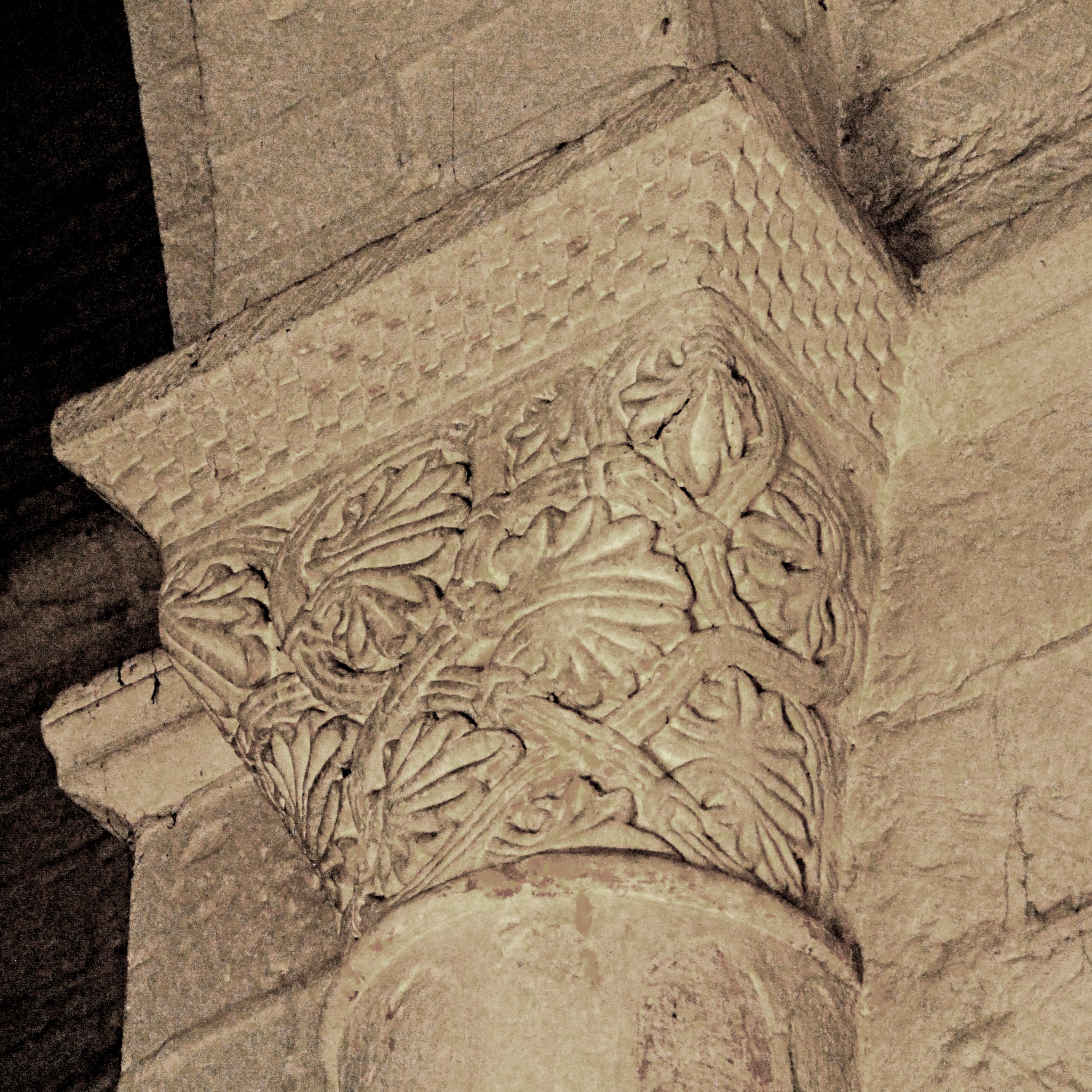
Kapitell, Rankenwerk mit Blattfächern
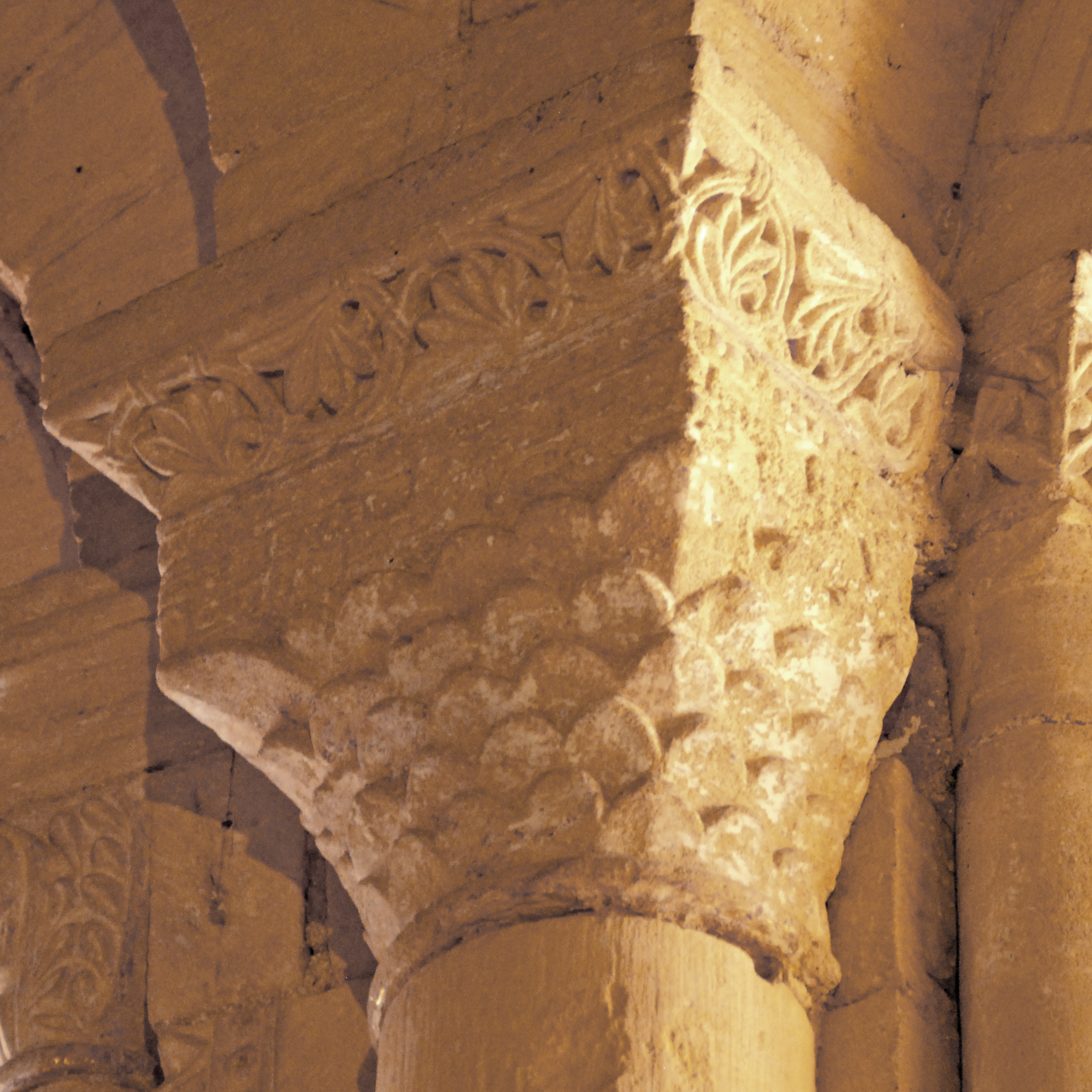
Kapitell, Chorapsis
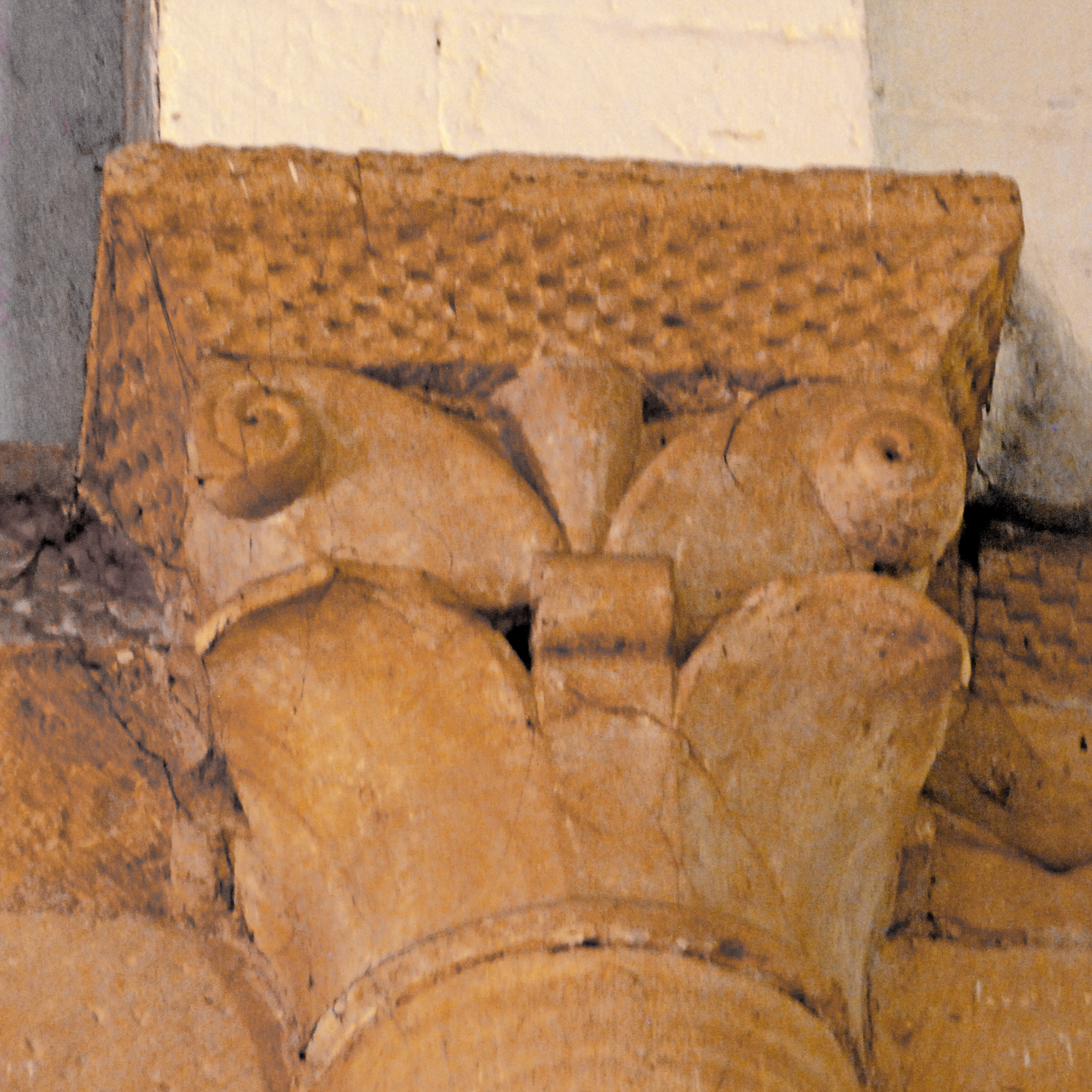
grobes Blattkapitell

#### Chor und Querhauskapellen
Der Chor besteht aus einem im Grundriss rechteckigen Joch, das von einer angespitzten Tonne überwölbt wird, und einer halbkreisförmigen Apsis mit einer Kalottenwölbung in Form einer halben Kuppel. Die beiden Raumteile werden von einem angespitzten Gurtbogen, auf halbrunden Diensten, mit grob gestalteten Blattkapitellen und profilierten Kämpfern und Basen getrennt. In Höhe der Kämpfer läuft ein schlichtes Kragprofil um den ganzen Chorraum, das mit aufgemalten Dreiecken wie ein Zackenprofil wirkt. Die runde Apsiswand ist mit fünf schlanken rundbogigen Fenstern bestückt, deren abgeschrägte Fensterbänke auf der gleichen Höhe angeordnet sind, mit ihrer Unterkante etwa in halber Wandhöhe. Die äußeren und das mittlere Fenster sind etwas größer, als die beiden dazwischen. Ihre Laibungen sind als abgeschrägte Gewände ausgebildet. In Laibungsrückversätzen stehen im Querschnitt rechteckige Bögen auf schlanken Säulchen mit schlichten Kapitellen und profilierten Kämpfern und Basen. Zwischen den Fenstern sind auf den Apsiswänden fünf Arkaden vorgeblendet, aus einfachen Bögen, oberflächenbündig mit der darüber aufgehenden Wand, auf halbrunden Diensten mit schlichten Kapitellen, profilierten Kämpfern und Basen. Letztere stehen auf einem vortretenden, gut einen halben Meter hohen Sockel. Entsprechend den unterschiedlich großen Fenstern sind die äußeren und die mittlere etwas breiter und höher als die Arkaden dazwischen. Die Wände des Chorjochs werden von je zwei schlanken Arkadennischen ohne besonderen Dekor gegliedert, die etwa so hoch sind, wie die Apsisarkaden.

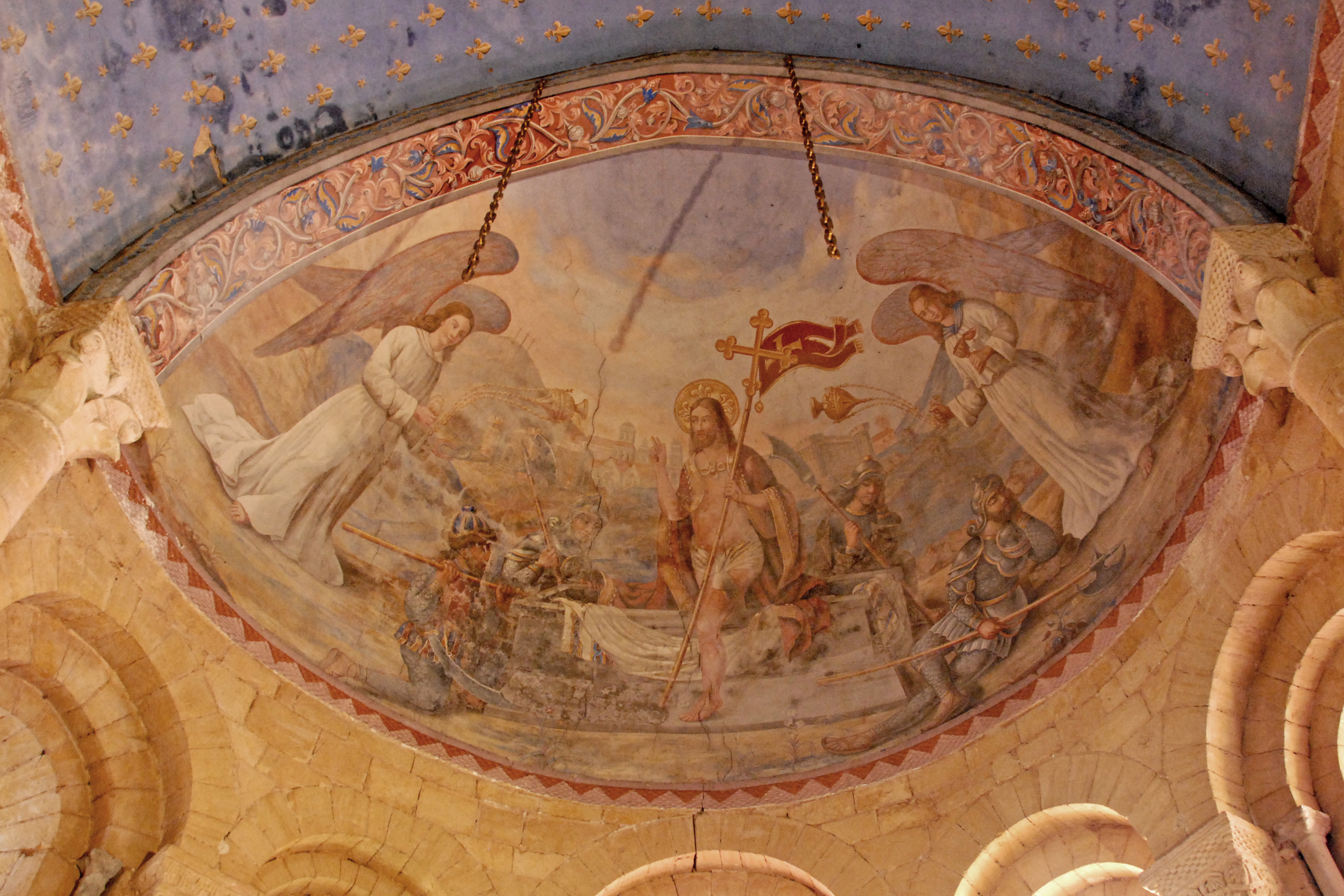
Abteikirche, Apsiskalotte mit Putzmalerei

Die Gewölbe des Chors und ihr Gurtbogen sind verputzt und polychrom bemalt. Im Chorjoch wird ein blauer Himmelhintergrund gezeigt, auf dem sich ein Raster von goldenen „Fleur de Lys“ (königliche Lilie) abhebt. Inmitten des Gewölbes präsentieren zwei Engel ein Tuch mit einer lateinischen Inschrift, auf dem ein großes IHS prangt. Der trennende Gurtbogen ist mit pflanzlichem Dekor bemalt. Die Apsiskalotte zeigt einen paradiesischen Garten, in dem sich der lebendige Christus aus einem steinernen Sarkophag erhebt und sich dabei auf einen langen Stab stützt, der in einem Lazaruskreuz (auch Kleeblattkreuz) endet, an dem ein Wimpel befestigt ist. Auf dem Boden um den Sarg herum sitzen und liegen schlaftrunkene Wächter, mit Speeren und Rüstungen bewaffnet. Auf beiden Seiten dieser Szene steht je ein Engel, mit erhobenen Flügeln, einer schwenkt ein Räucherfass.
Die beiden Querhauskapellen sind nahezu identisch gestaltet, aber spiegelbildlich. Ihre leicht angespitzten Öffnungen in der östlichen Querhauswand sind genau so groß wie die gegenüber stehenden Durchlässe in den Seitenschiffen. Sie werden von etwas zurücktretenden Gurtbögen unterfangen, die auf halbrunden Diensten ruhen, die mit groben Blattkapitellen, profilierten Kämpfern und Basen ausgerüstet sind. Der Grundriss umfasst ein kurzes Stück eines Rechtecks, an dem eine halbkreisförmige Apsis anschließt. Die Einwölbung besteht dementsprechend aus einem Stück angespitzter Tonne, die nahtlos in eine Kalotte in Form einer Halbkuppel übergeht. Der Wölbungsansatz wird durch ein umlaufendes Kragprofil markiert. Die beiden etwas gedrungen wirkenden rundbogigen Fenster im Scheitel der Apsis und auf der Außenseite, mit abgeschrägten Laibungen, werden eingerahmt von einfachen wandbündigen Bögen, die auf Säulchen, mit schlichten Kapitellen, mit profilierten Kämpfern und Basen ruhen, welche in Rückversätzen der Laibungen stehen. Ihre Fensterbänke sind nach innen abgeschrägt. Auf der zum Chor gewandten Seite gibt es jeweils ein gleiches, aber blindes Fenster.

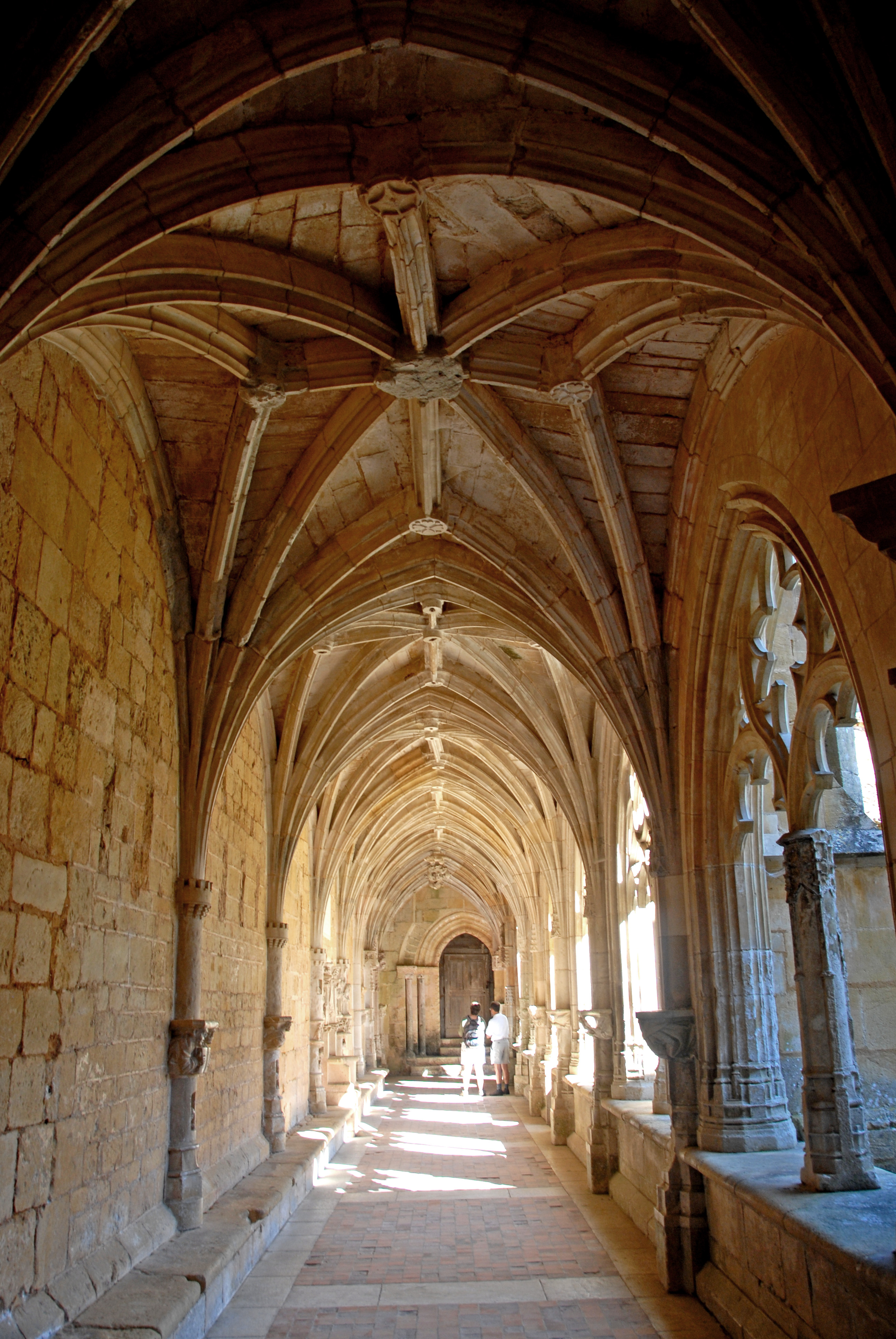
Cloître, Nordgalerie, mit Bank der Mönche
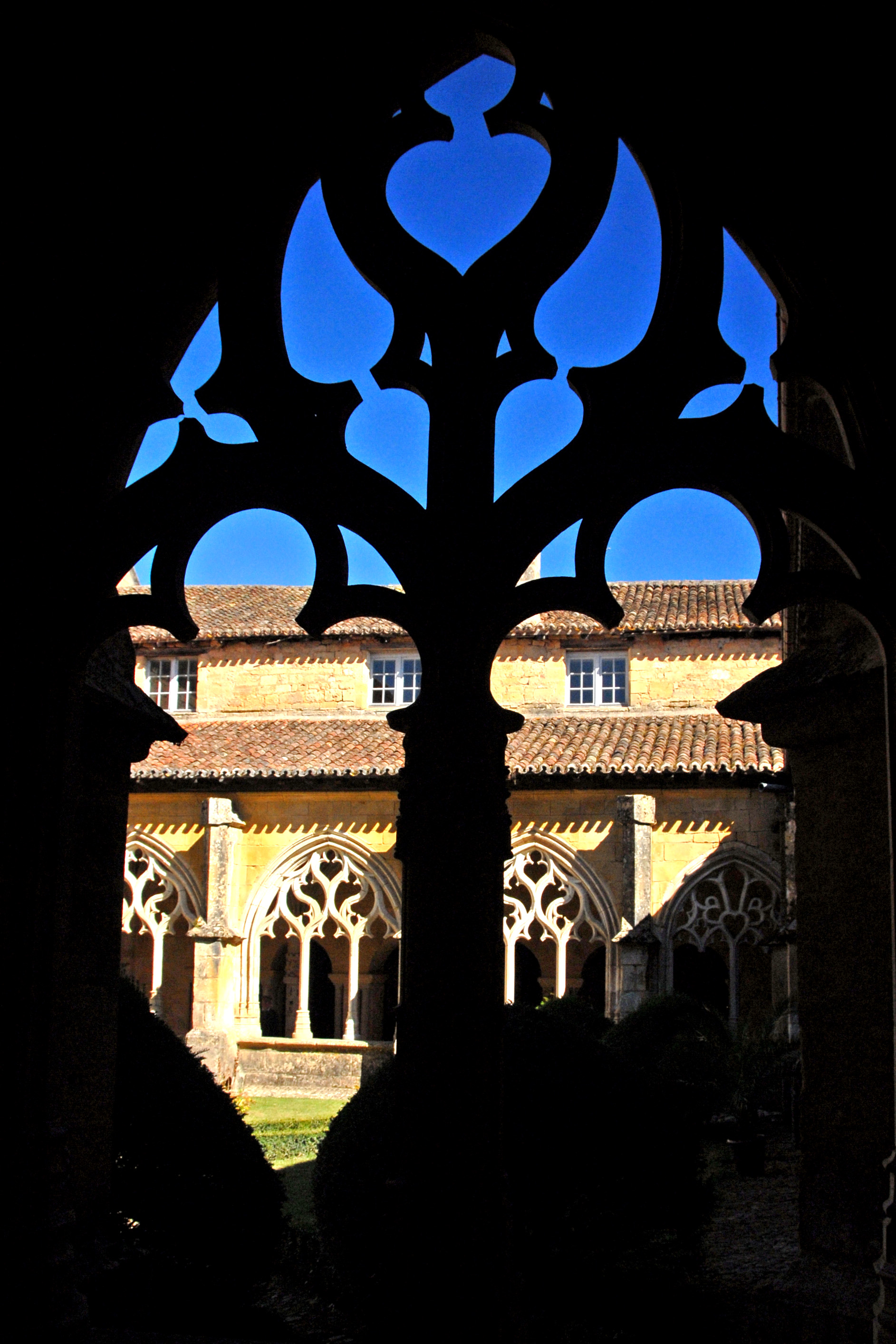
Cloître, Fenster Nordgalerie
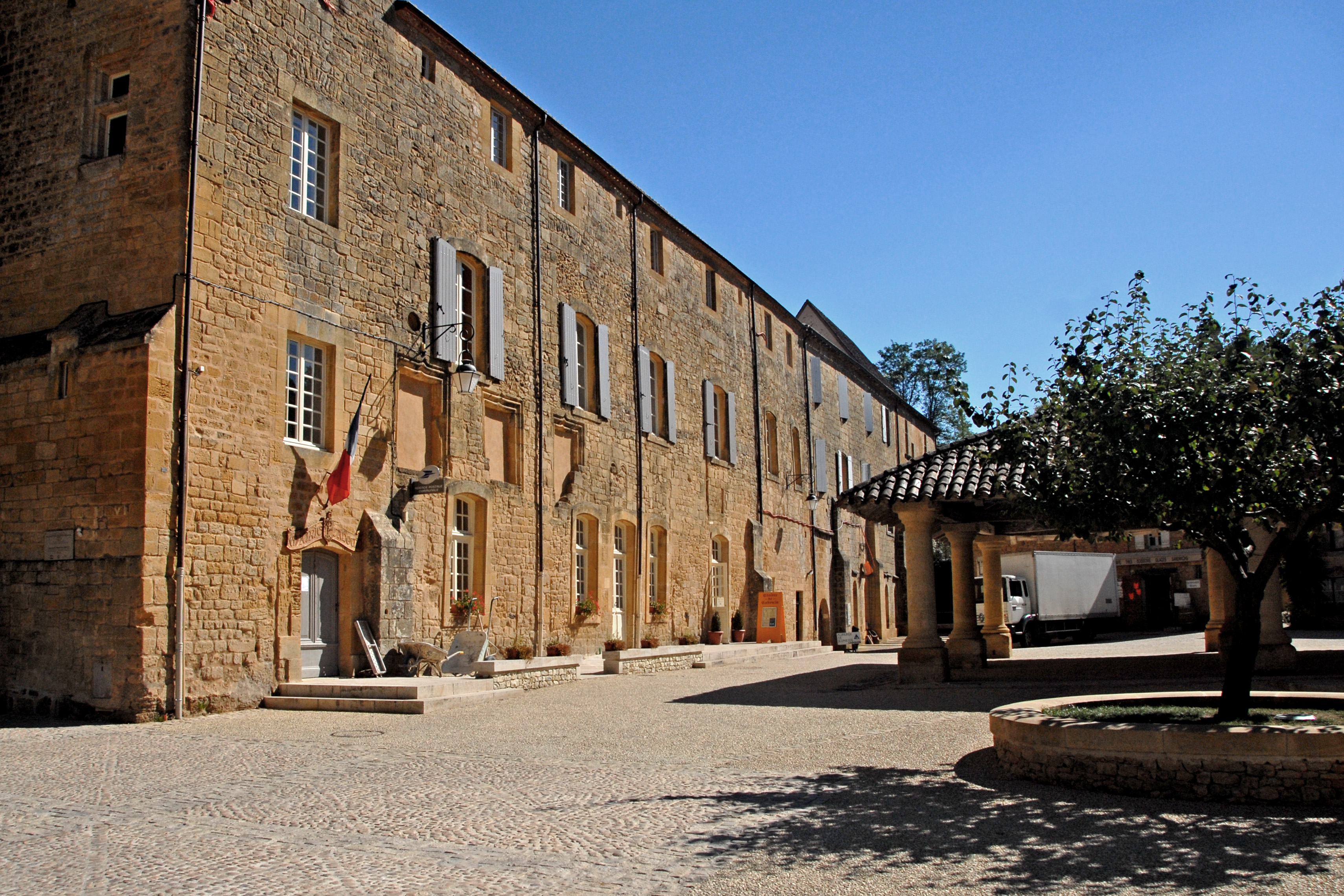
Abteigebäude, Westseite
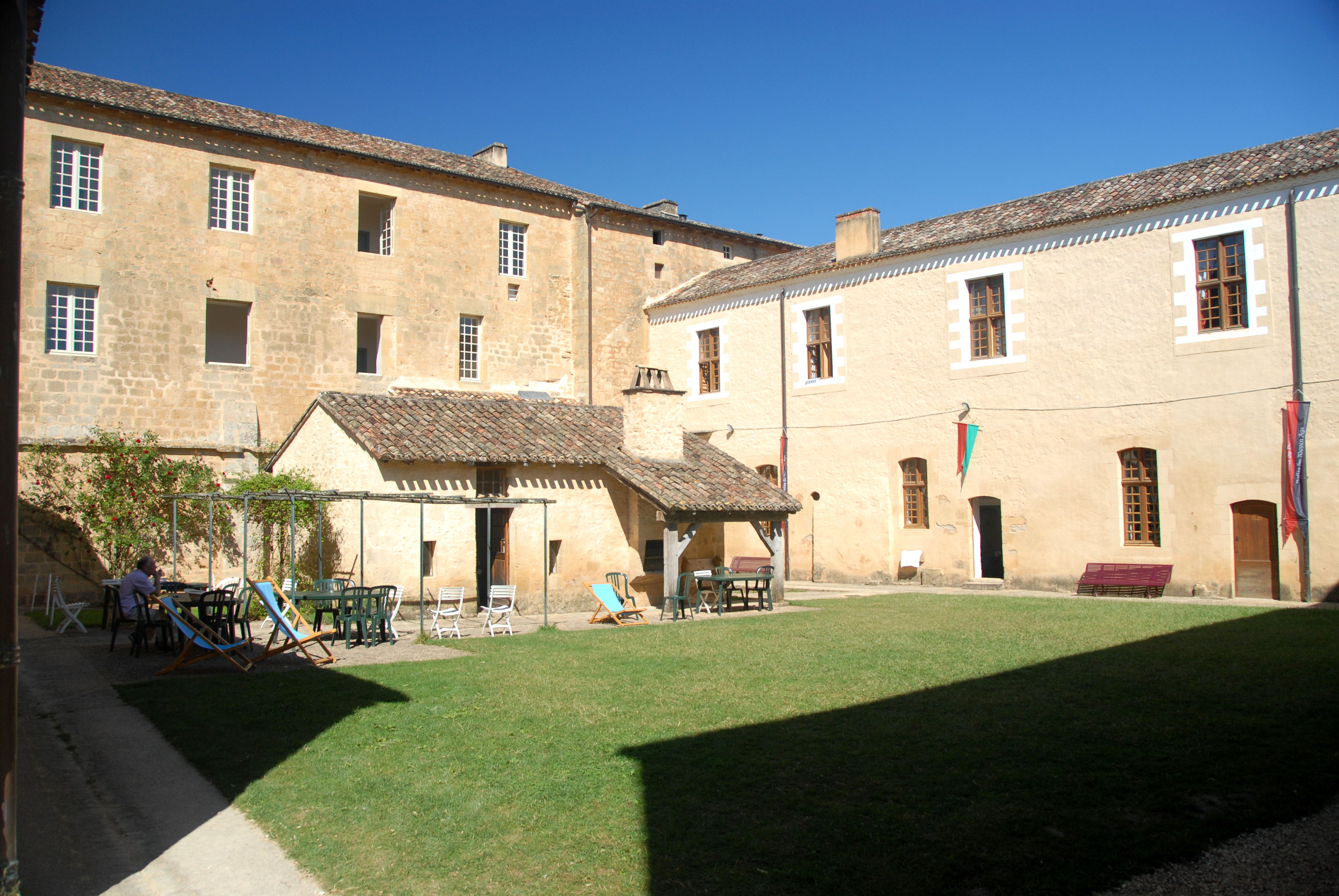
Abteikirche, südl. Abteihof

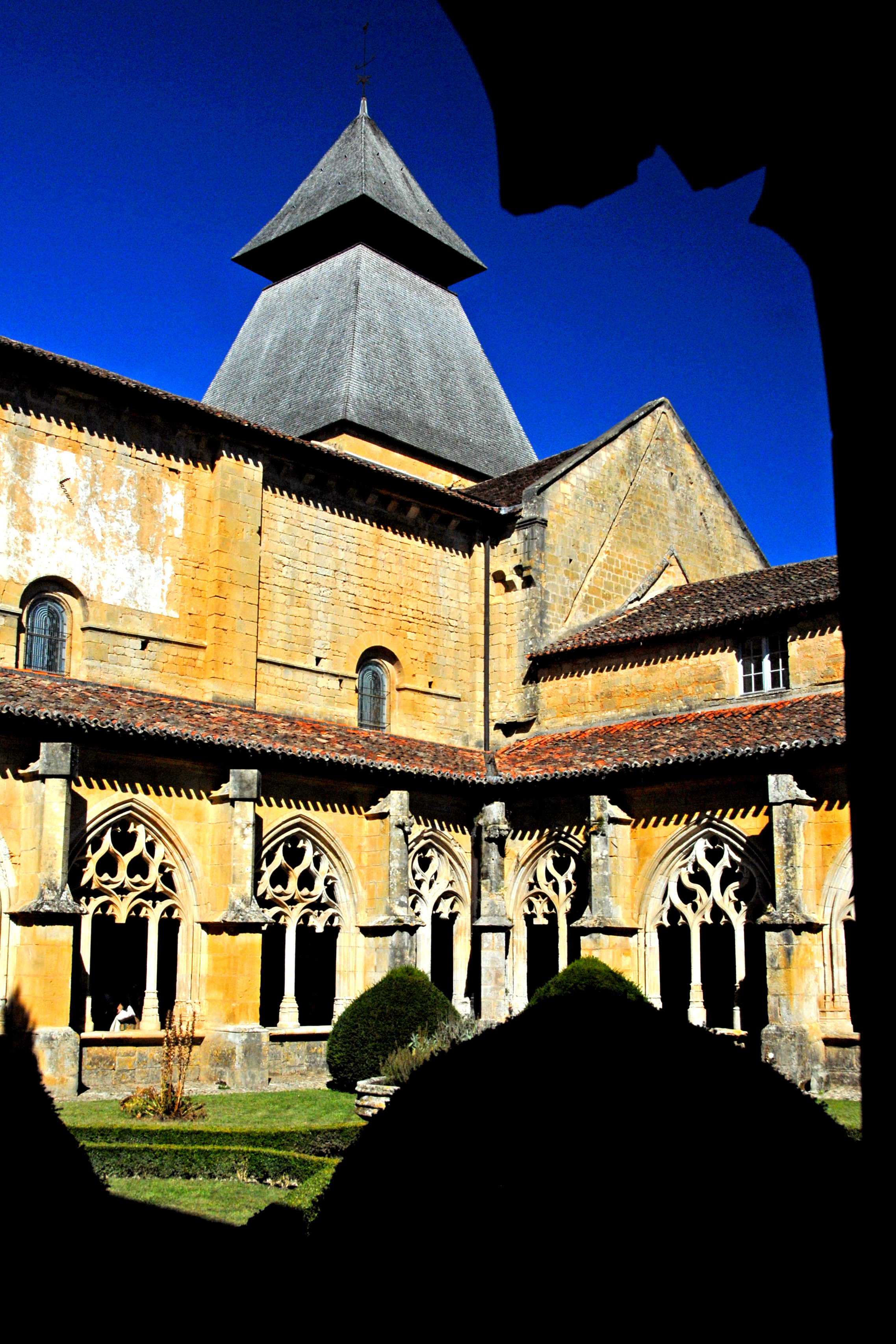
Kreuzgang, Schiffe (mit Maschikulis) und Vierungsturm

## Kreuzgang
Trotz seiner Beschädigungen in den Religionskriegen und der Französischen Revolution kann der Cloître (= franz. Kreuzgang) von Cadouin nach seiner Rettung und Restaurierung im 19. und 20. Jahrhundert heute den Besucher mit einer lebendigen und teilweise humorvollen Skulpturensprache der Spätgotik begeistern.
Der rechteckige Gartenhof wird umschlossen von vier eingeschossigen Galerien, die mit Gewölben und Skulpturen ausgestattet sind, und zwar in der Nord-, Ost- und Südgalerie im Stil der Spätgotik und in der Westgalerie im Stil der Renaissance. Die Lasten der Gurt- und Diagonalrippen der Kreuzrippengewölbe werden eingeleitet in halbrunde Pfeilervorlagen. Beim Übergang der Rippenbündel in den Pfeiler gibt es in Sichthöhe teilweise Kapitelle, im Nordflügel noch zusätzliche Kapitelle in halber Pfeilerhöhe und auch teilweise in Sitzhöhe bei den Bänken der Mönche. Dargestellt sind Szenen des täglichen Lebens und Themen über die Gefährdung durch Sünden.

### Nordgalerie

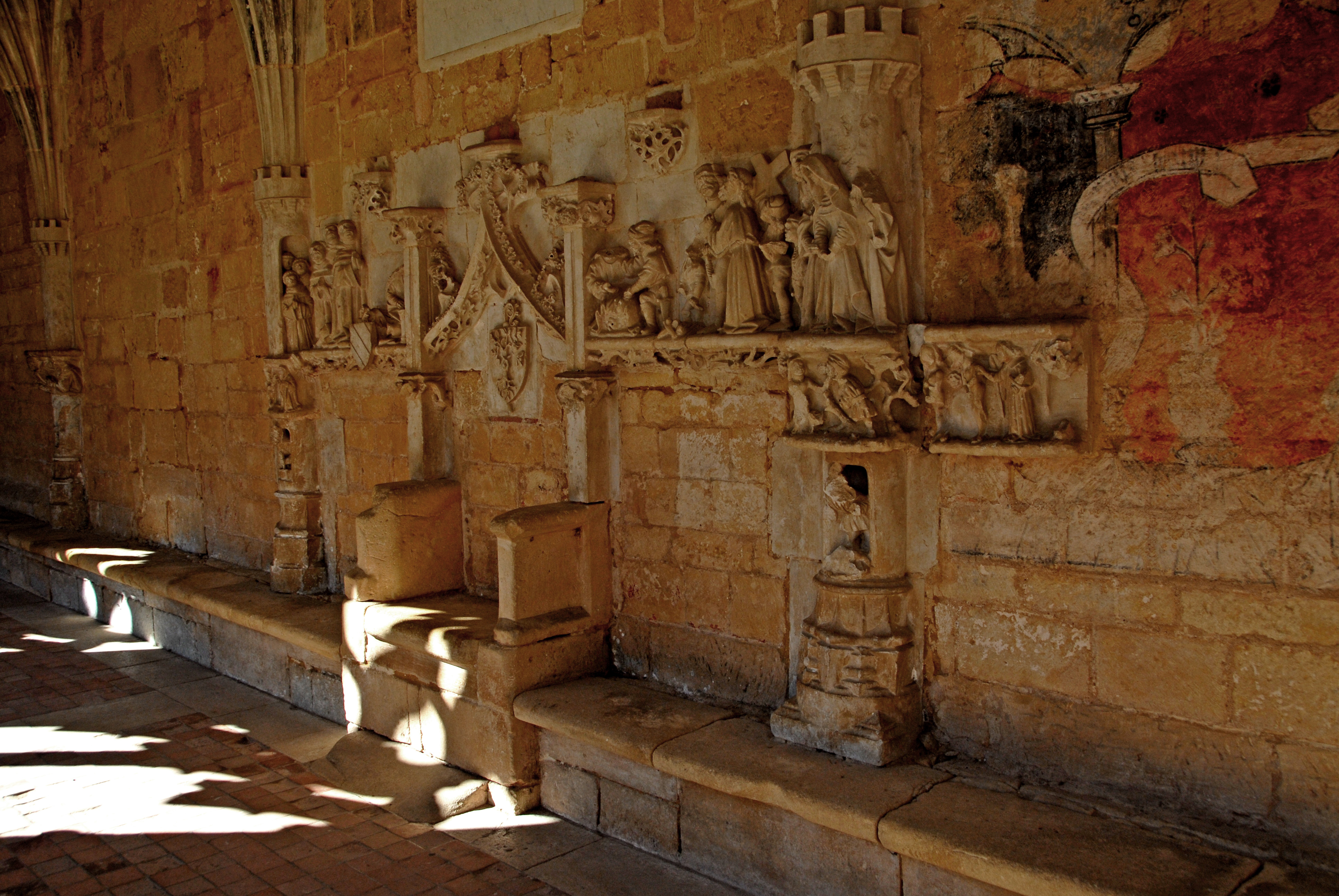
Nordgalerie, Gesamtrelief

Die Nordgalerie ist besonders reich mit Skulpturen ausgestattet, und zwar im Bereich oberhalb des Abtsitzes, bei den sog. „Abhänglingen“ und an den Türen.
Der Sitzplatz des Abtes, der Hocker des Vorlesers und die Bänke der Mönche sind an der Außenwand der Kirche angeordnet, hergestellt aus ockerfarbenen Steinen der Umgebung. Sie sind Überreste des ursprünglichen Kreuzgangs. Das Relief über dem Abtstuhl wurde gegen Ende des 15. Jahrhunderts gefertigt. In seinem oberen Teil befand sich ein Kalvarienberg, der heute nicht mehr vorhanden ist. Im linken Teil zieht eine Prozession karikierter Mönche auf den Gekreuzigten zu, geführt vom Abt, durch ein Wappen als Pierre V. de Gaing namentlich genannt. Er spielte beim Bau des Klosters eine bedeutende Rolle. Noch weiter rechts ist eine trauernde Maria Magdalena dargestellt. Im rechten Teil sieht man römische Soldaten, die um das Gewand Christi würfeln, sowie den Aufstieg der frommen Frauen und Marias zum Kalvarienberg.
Der Kielbogen im Mittelteil ist außen mit Wirsingblättern geschmückt, innen mit Distelblättern. Darunter befindet sich das Wappen der Abtei Cadouin mit einem Quittenbauern.

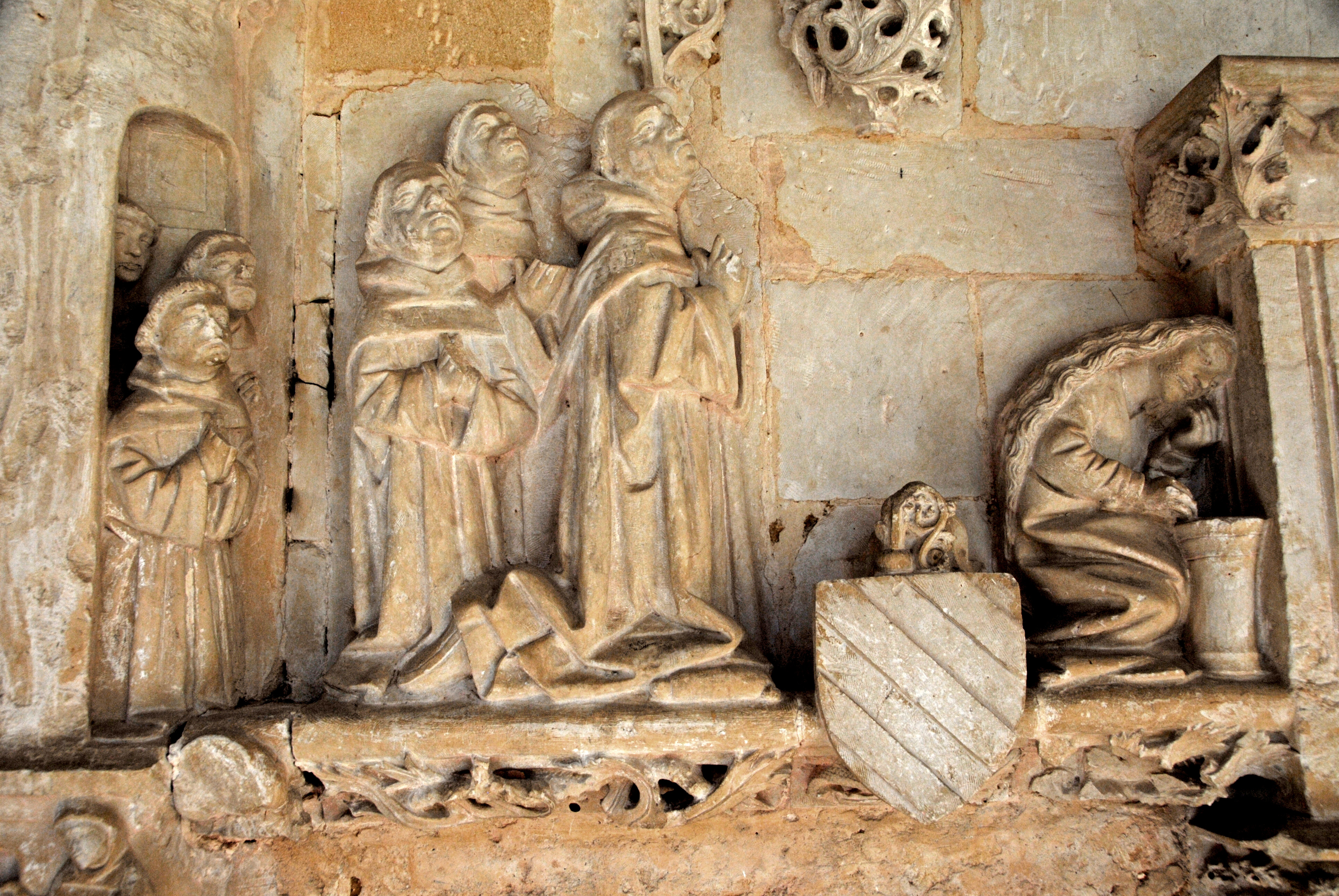
Nordgalerie, Relief links vom Abtstuhl
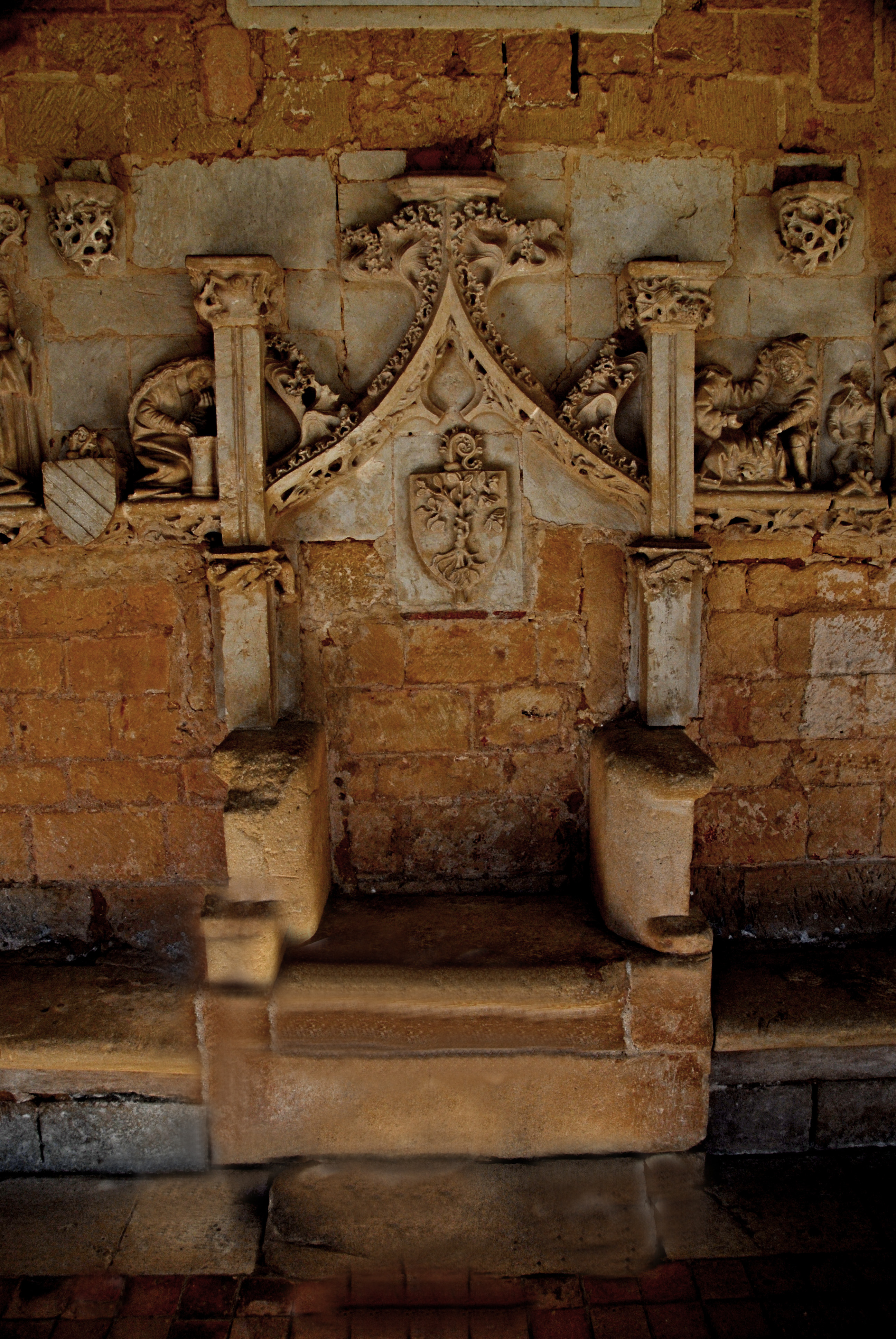
Nordgalerie, Abtstuhl mit Relief-Mittelstück
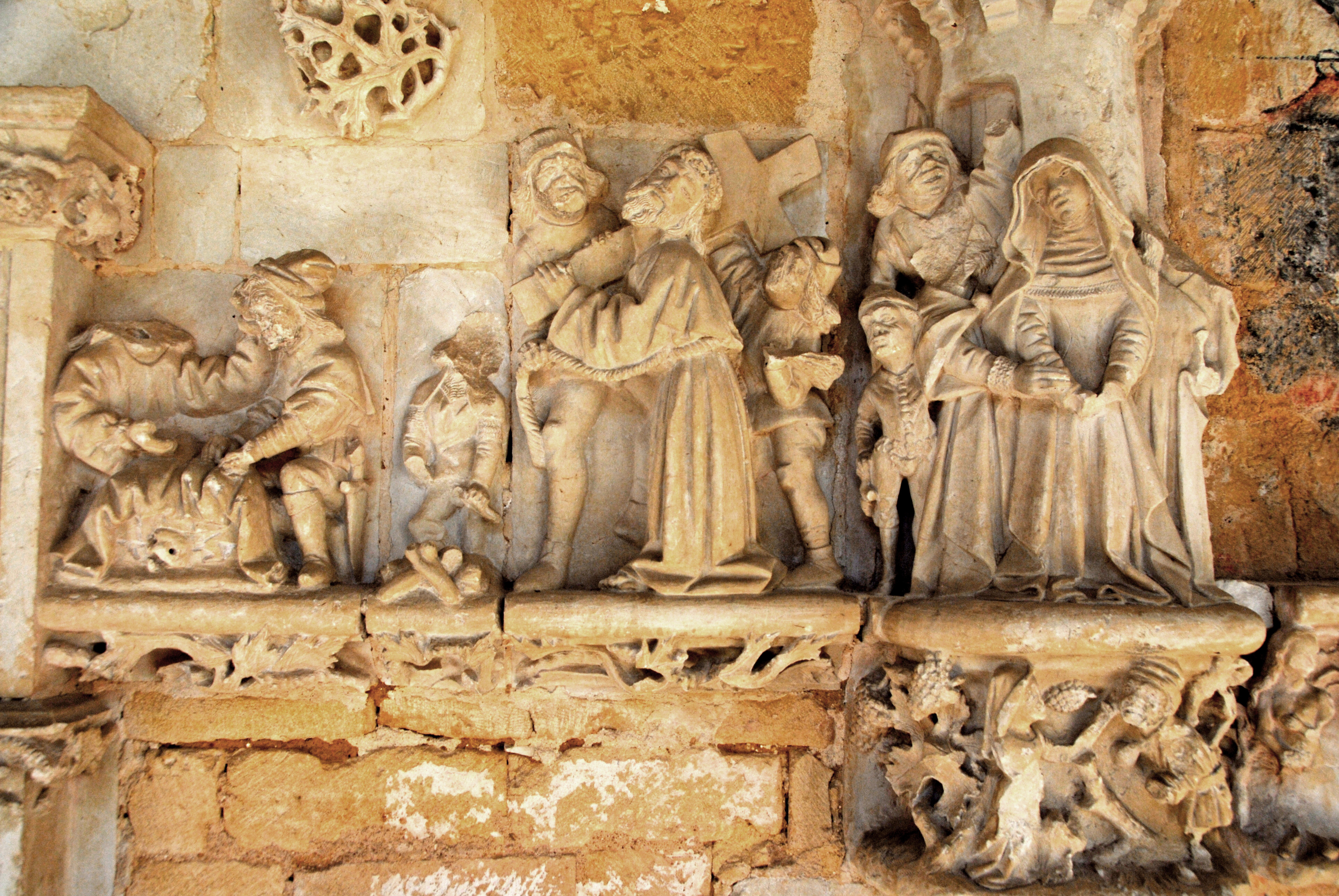
Nordgalerie, Relief rechts vom Abtstuhl
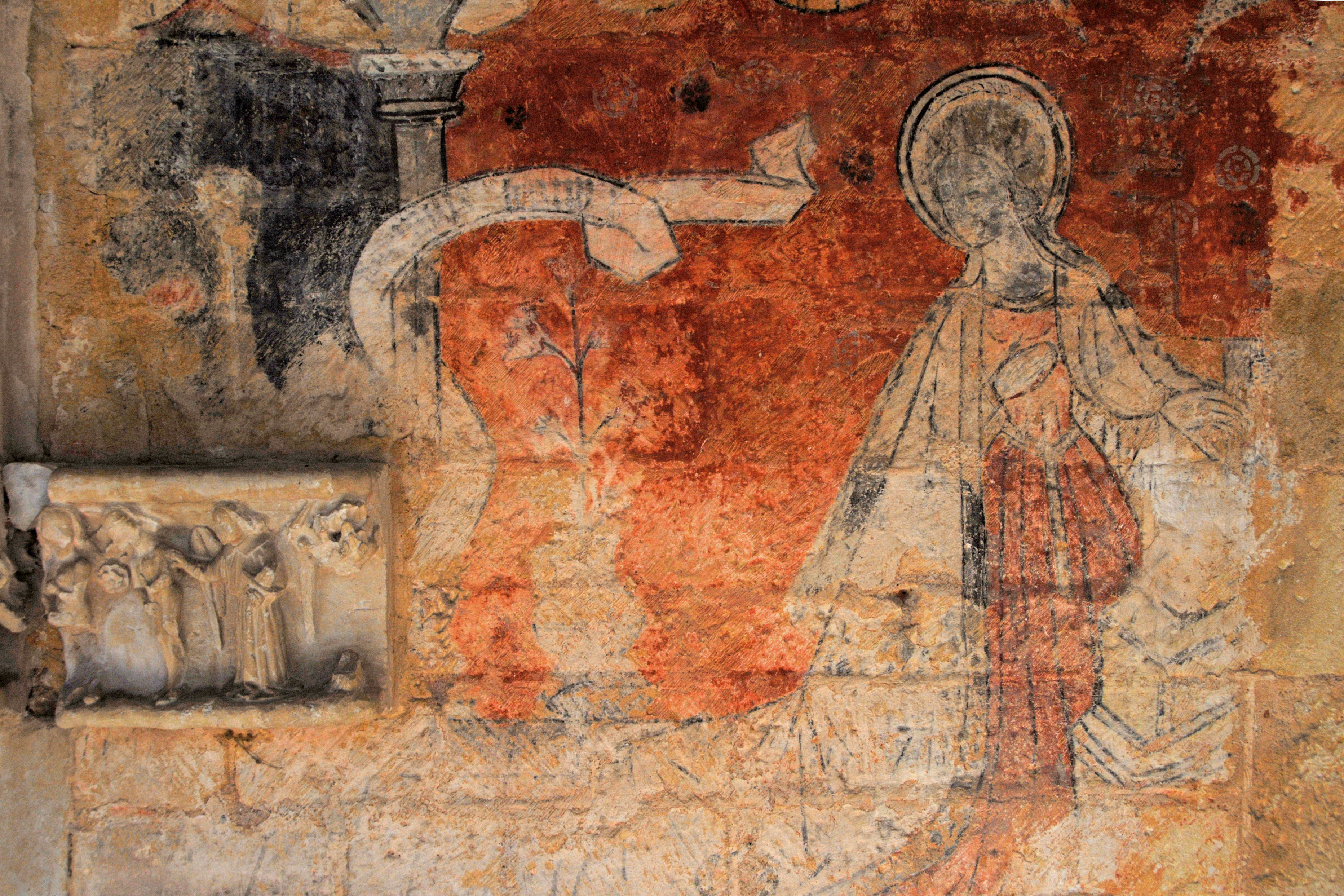
Verkündigung; Nordgalerie, Fresko rechts vom Abtstuhl

Die ehemals zahlreichen Fresken auf der nördlichen Außenwand der Kirche sind bis auf spärliche Reste rechts neben dem Abtstuhl nicht mehr erhalten. Die Verkündigung Mariens ist eine Darstellung aus der ersten Hälfte des 15. Jahrhunderts.
Ein wenig weiter zeigt ein Figurenrelief Zwei Mönche im Beichtstuhl.

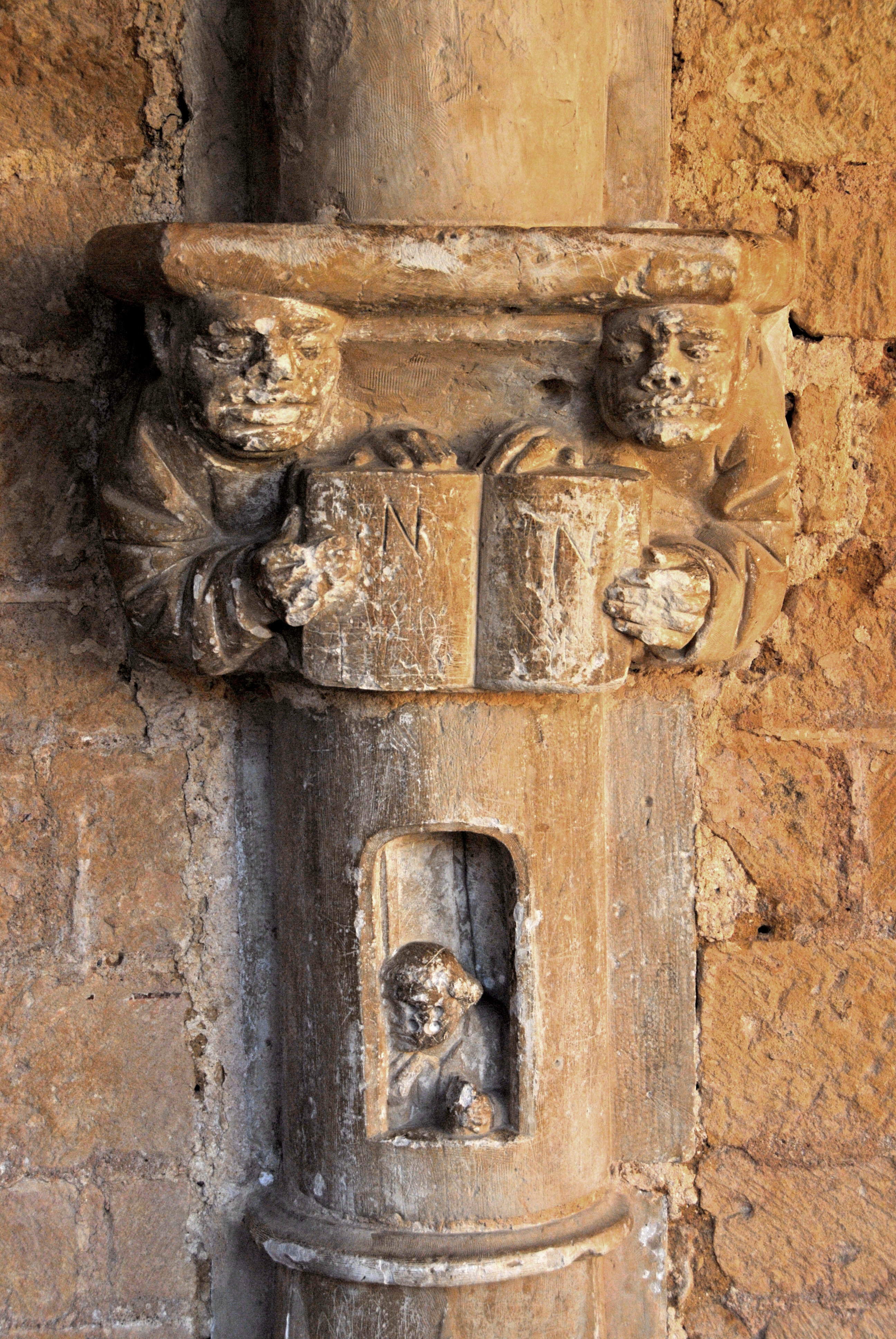
Halbsäule mit Kapitell
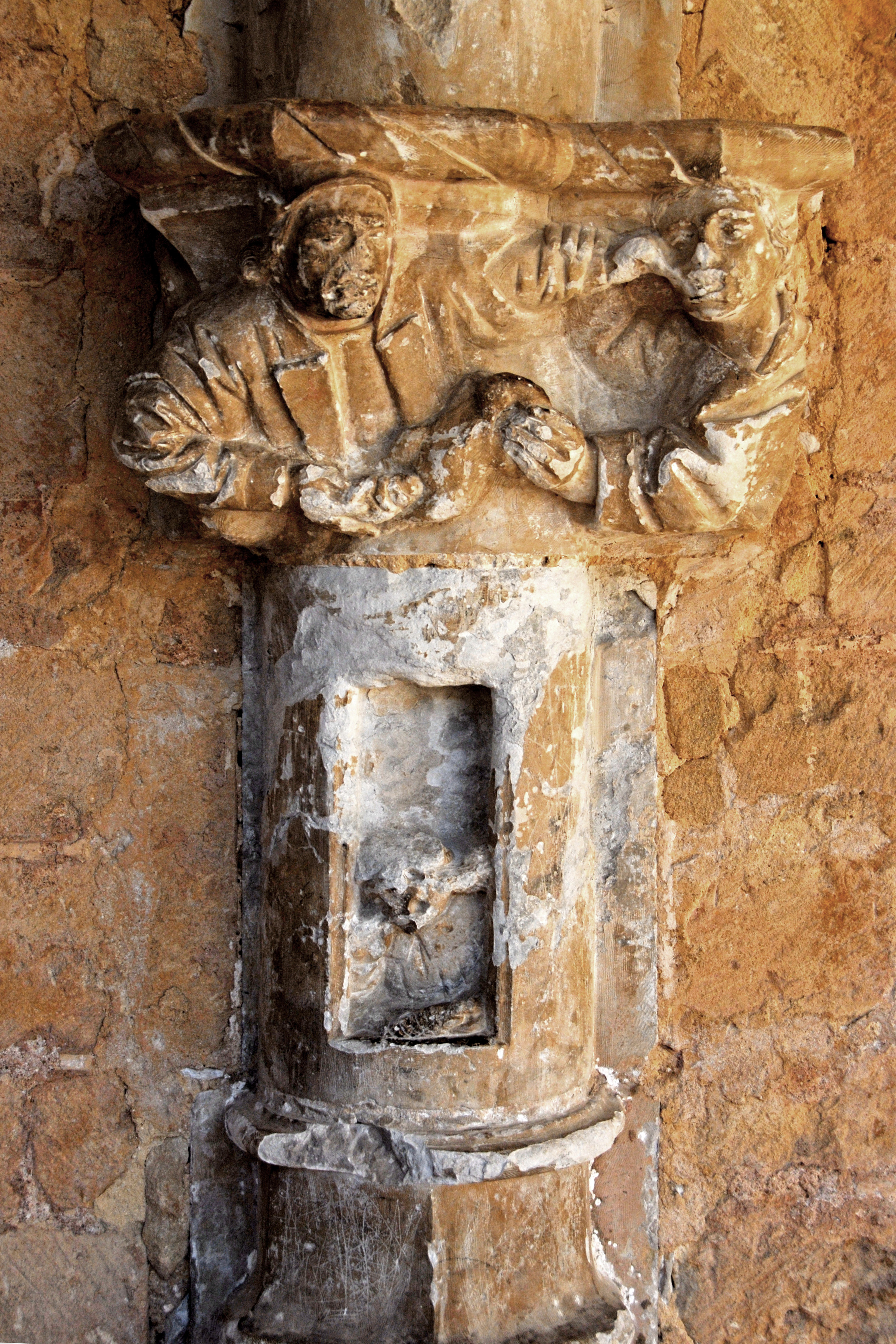
Halbsäule mit gefräßigem Mönch
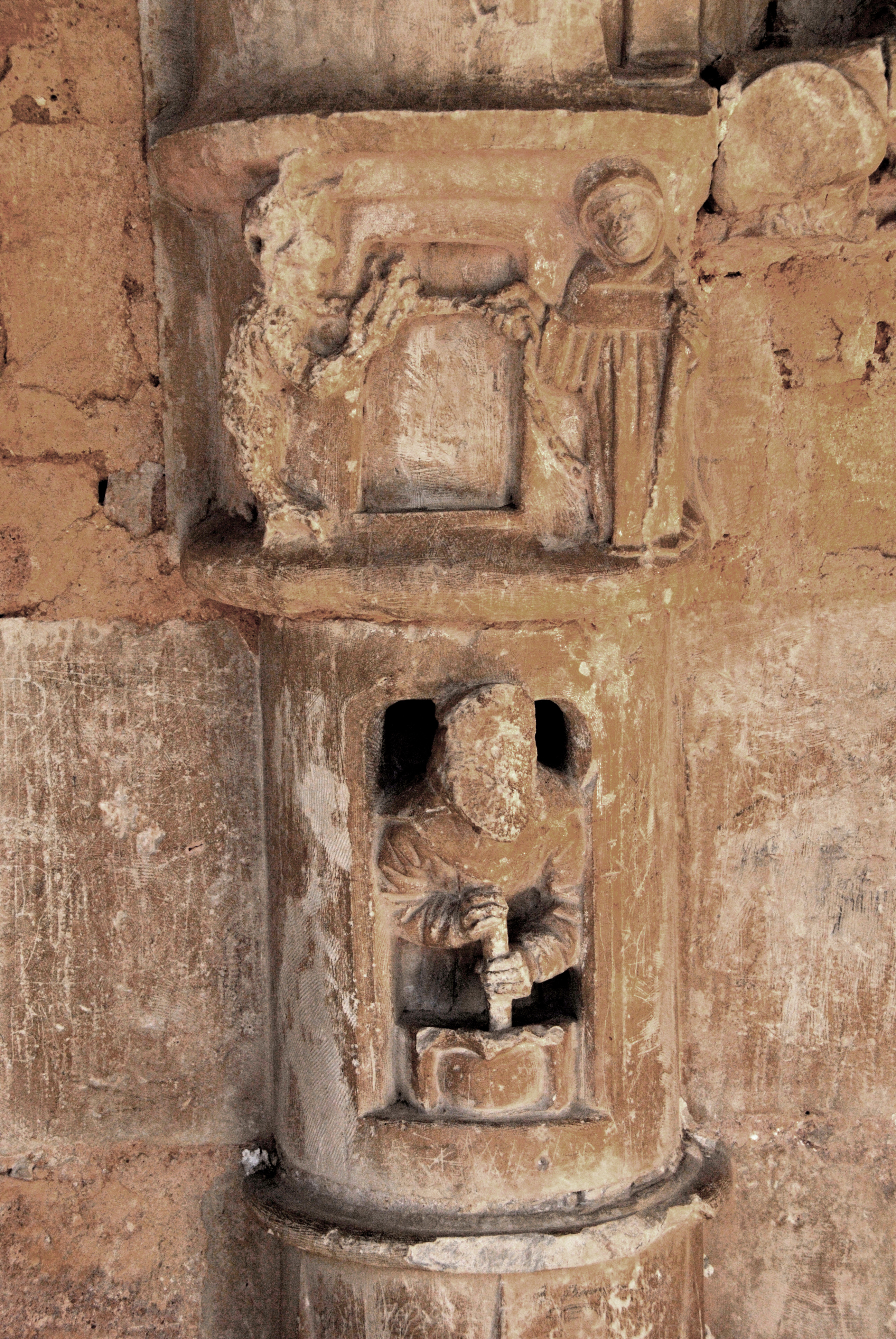
Halbsäule mit Kapitell
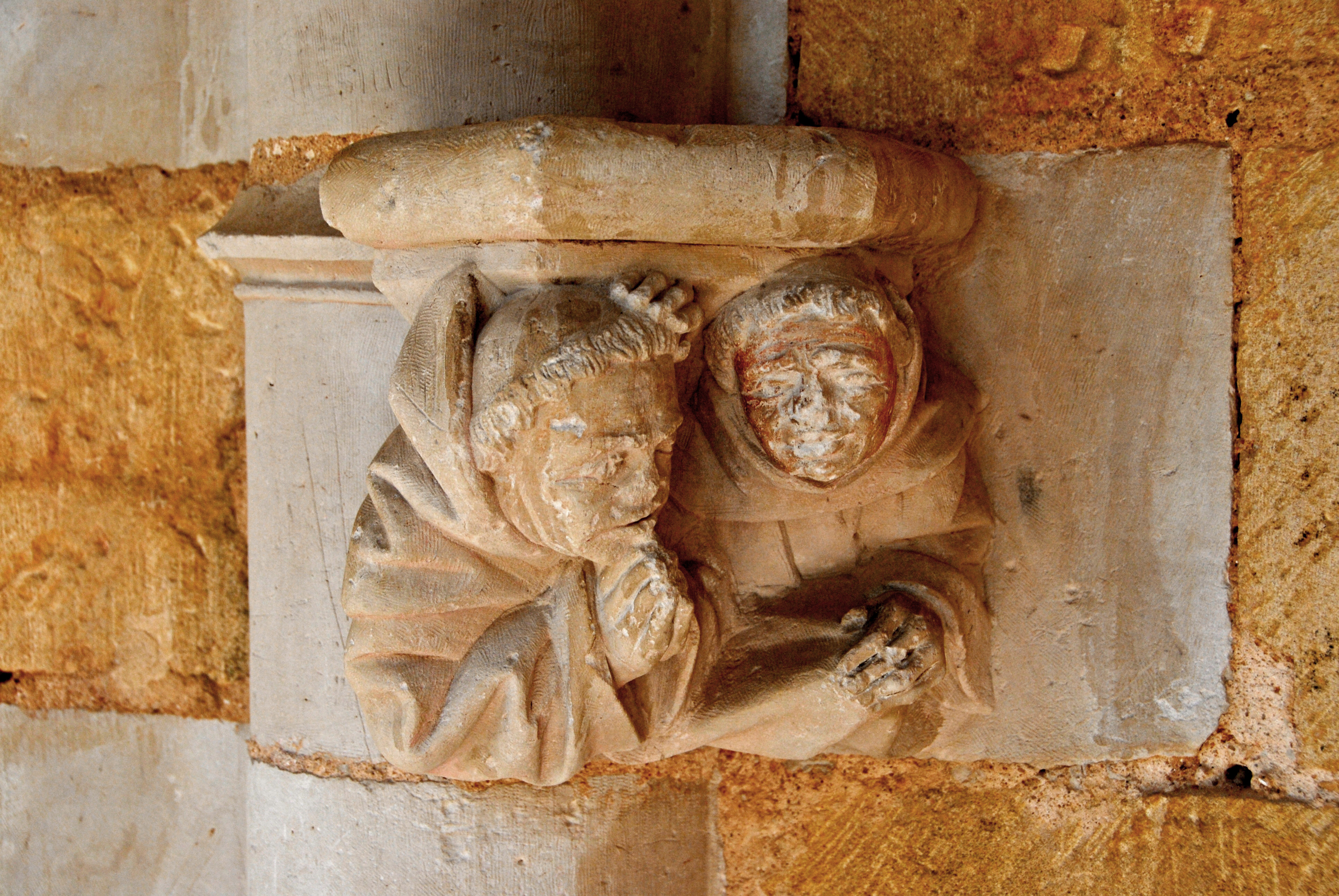
zwei Mönche bei der Beichte
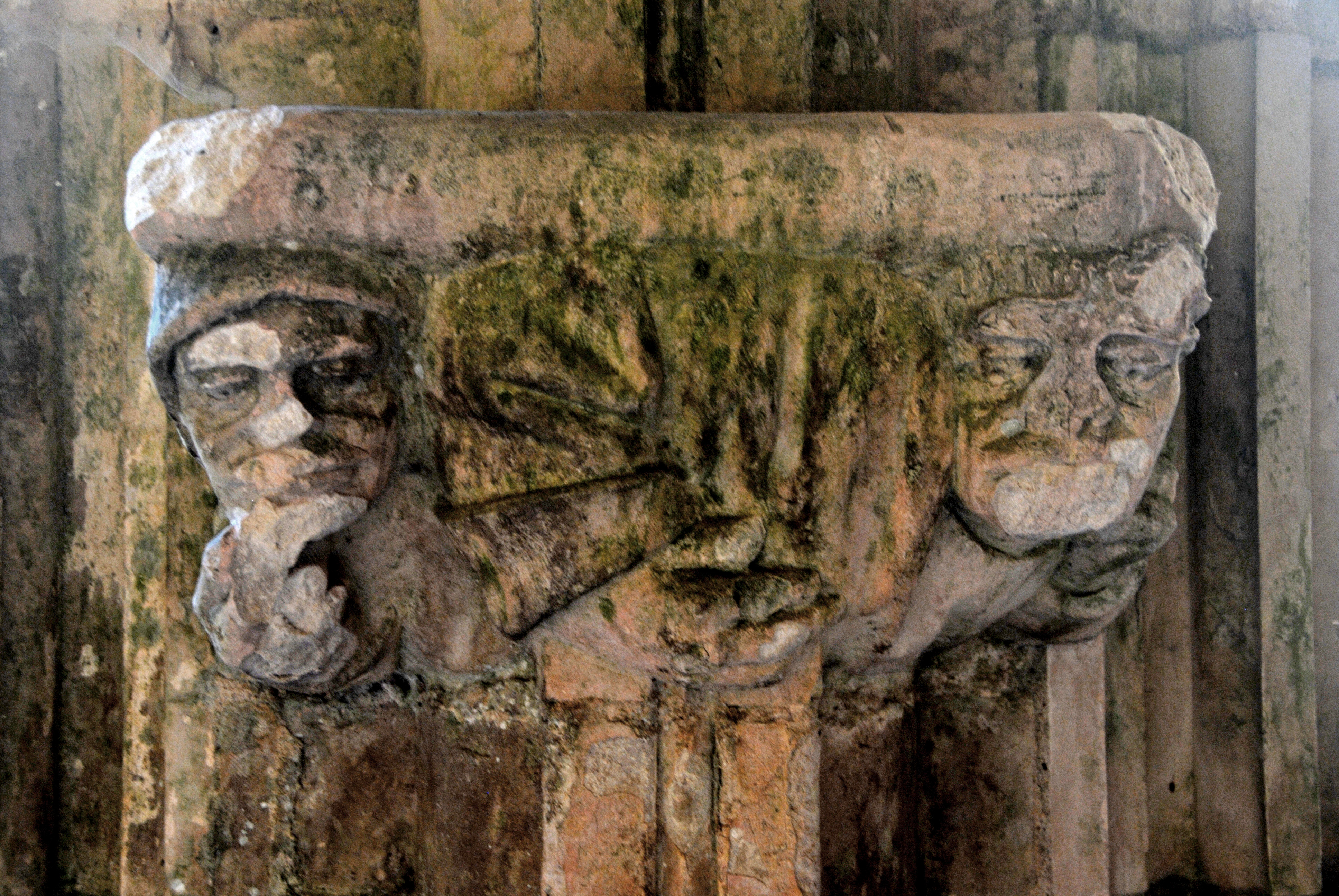
Kapitell
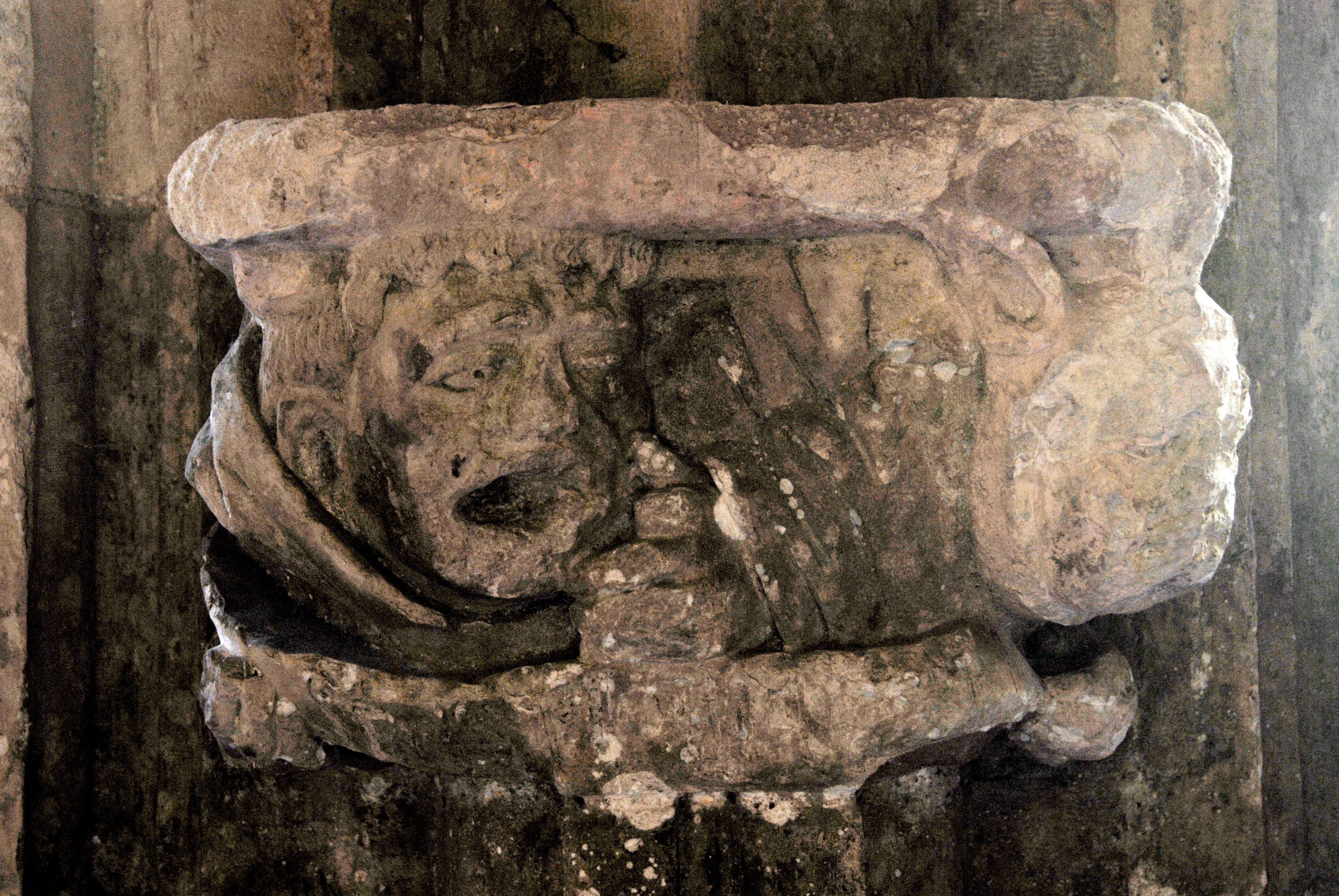
Kapitell
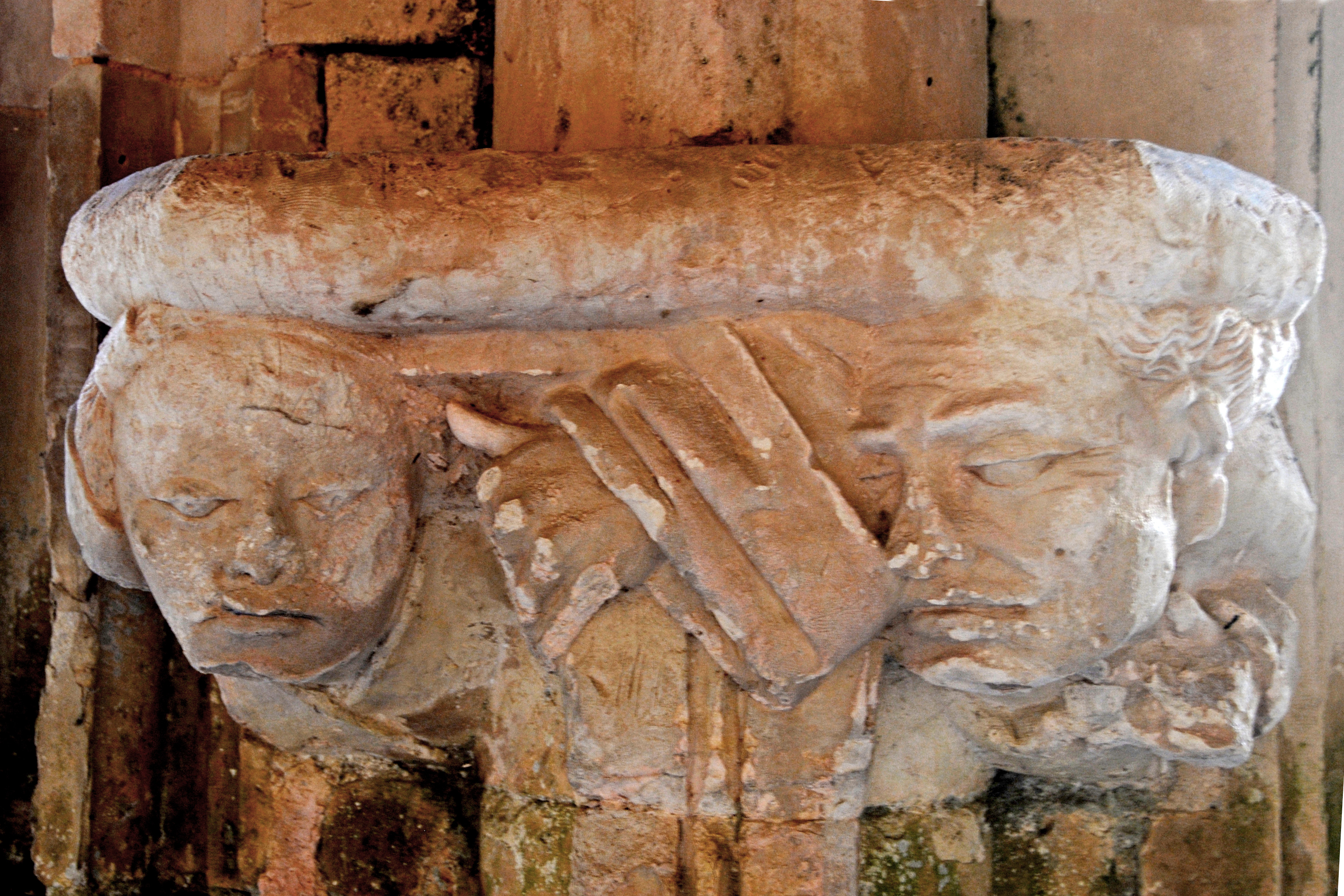
Kapitell
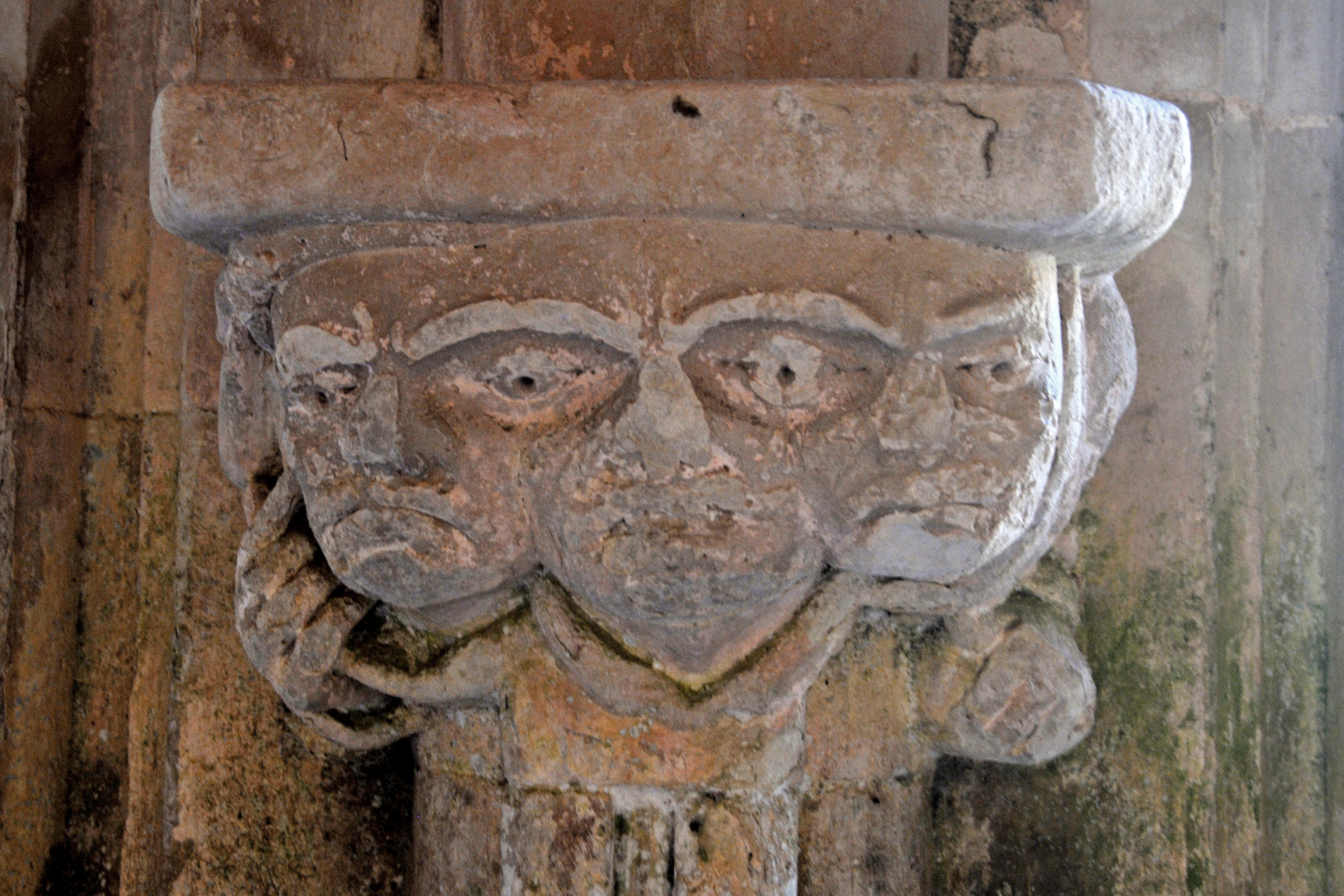
dreiköpfige Skulptur in Südgalerie

### Abhänglinge

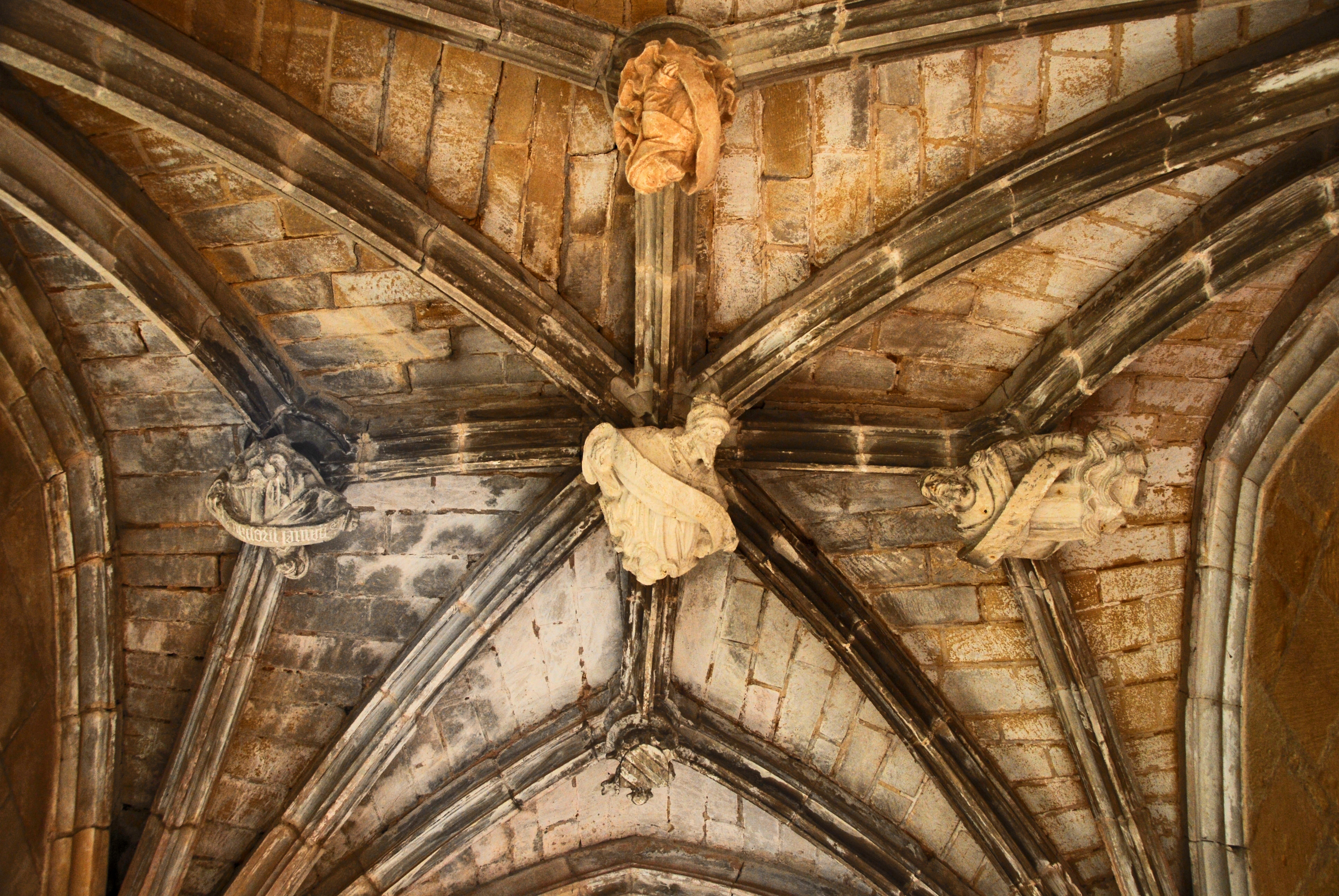
Kreuzrippengewölbefeld mit fünf Abhänglingen

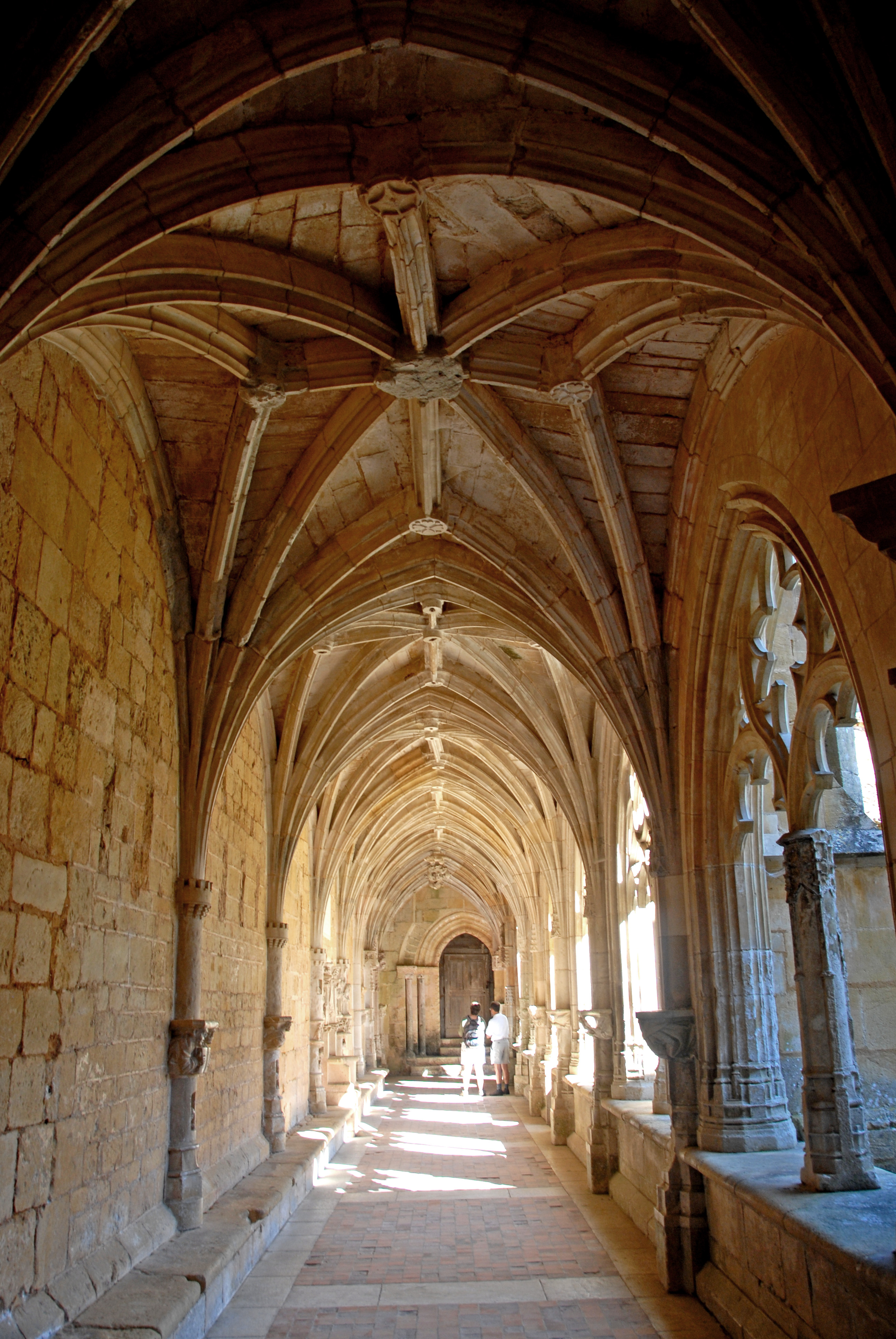
Nordgalerie, Schlusssteine ohne Abhänglinge

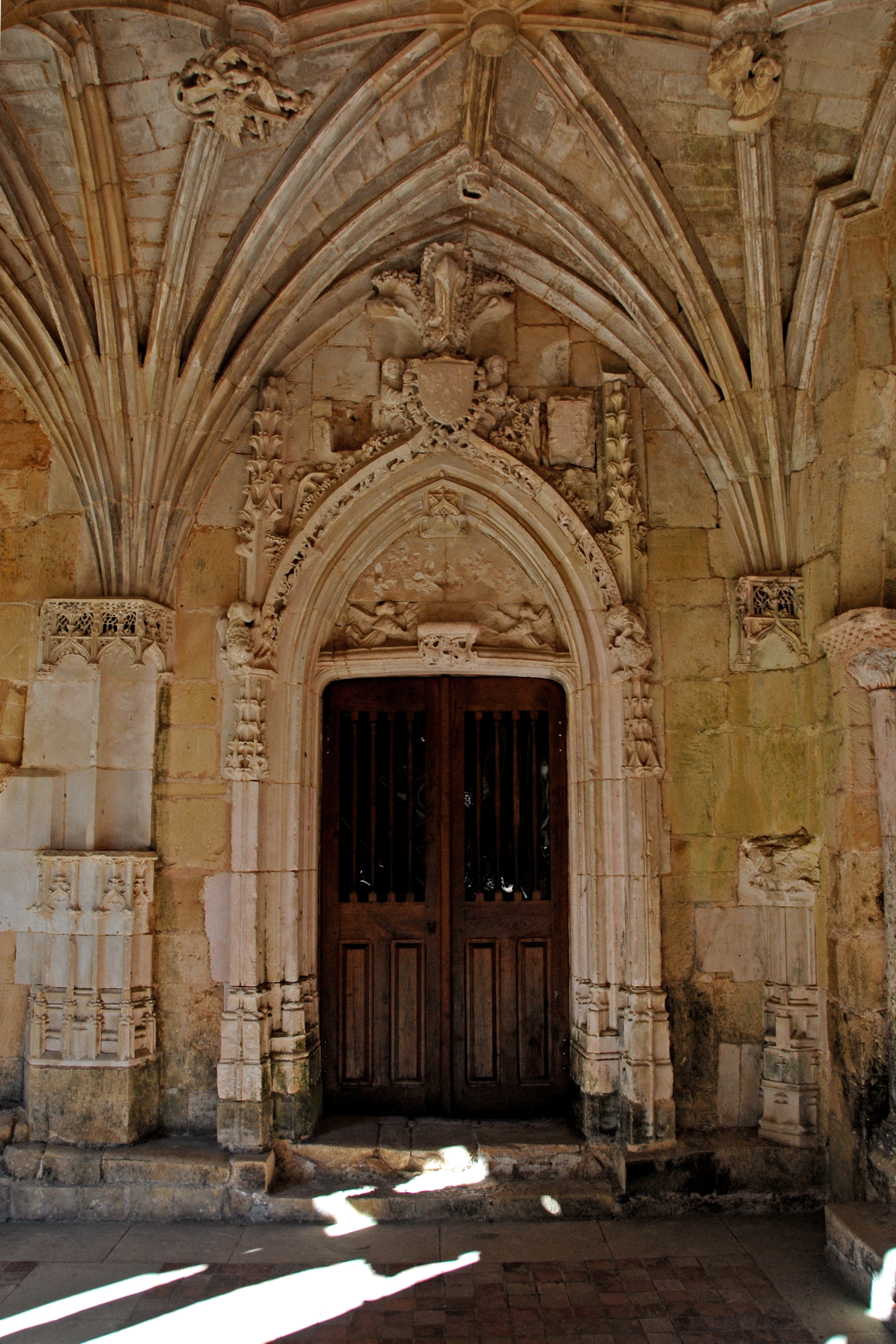
Königspforte

Die Abhänglinge von Cadouin sind selbstständige Skulpturen der Spätgotik, die mittels Metallankern an die konstruktiven, Last- übertragenden Schlusssteine oder Gewölbezwickel an- oder abgehängt sind. Sie sind stets unsymmetrisch, immer eigenständig gestaltet und sind teilweise deutlich größer im Umfang als die Schlusssteine. Sie tauchen im letzten Gewölbefeld der Nordgalerie auf sowie in der Ostgalerie. Von ehemals 95 Stück (ausgeführt oder geplant) sind 25 Stück erhalten. Die Schlusssteine des Cloître de Cadouin sind dort, wo die Abhänglinge fehlen, vollständig zu erkennen. Es handelt sich in der Regel um kreisrunde Scheiben aus Stein, die überwiegend am unteren Rand radial mit Profilen abgerundet sind. In der Mitte der Scheiben von ca. 20–25 cm Durchmesser sind unterseitig kreisrunde Bohrlöcher eingebracht, in die die Abhängeanker eingelassen werden können.

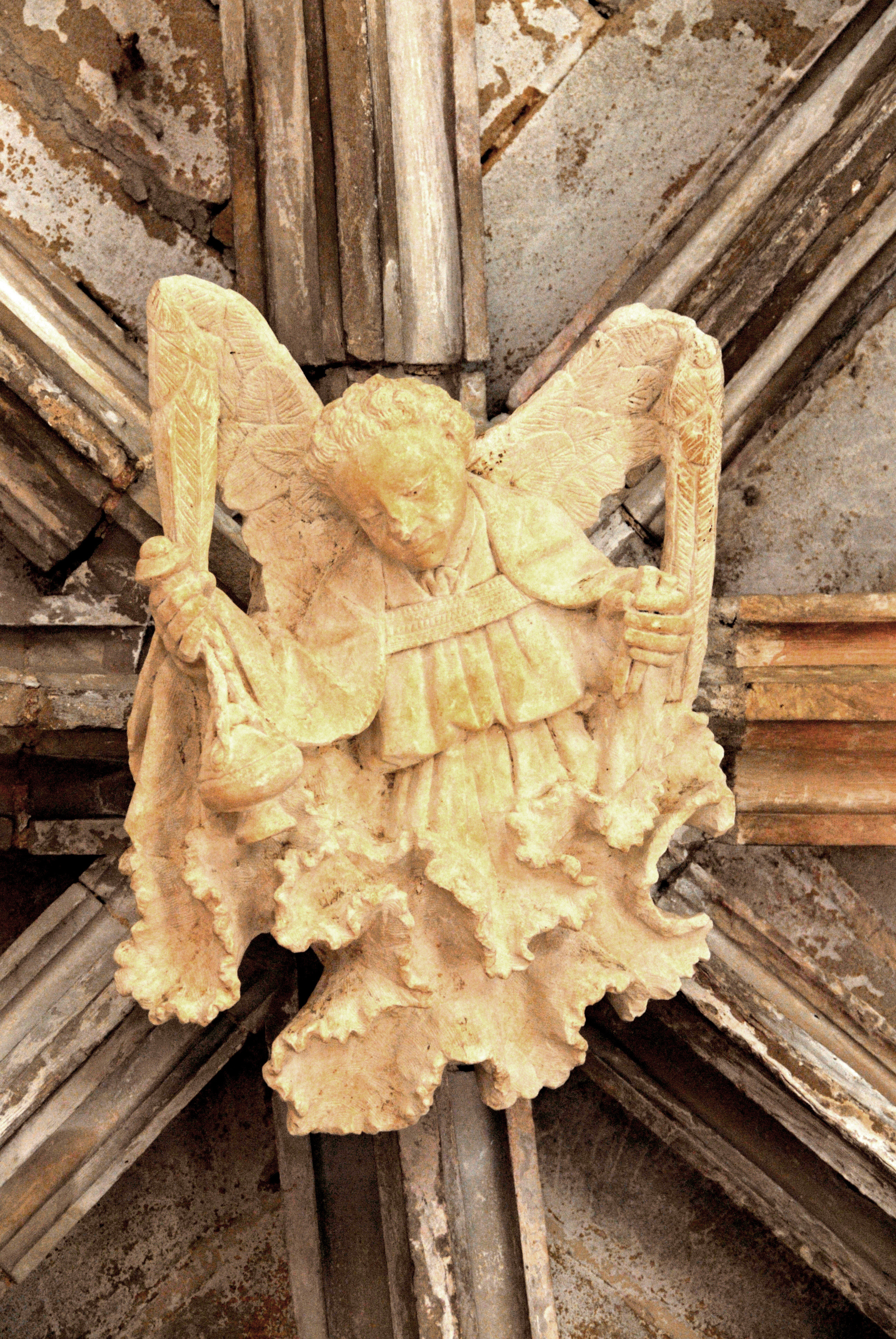
Engel mit Räucherfass
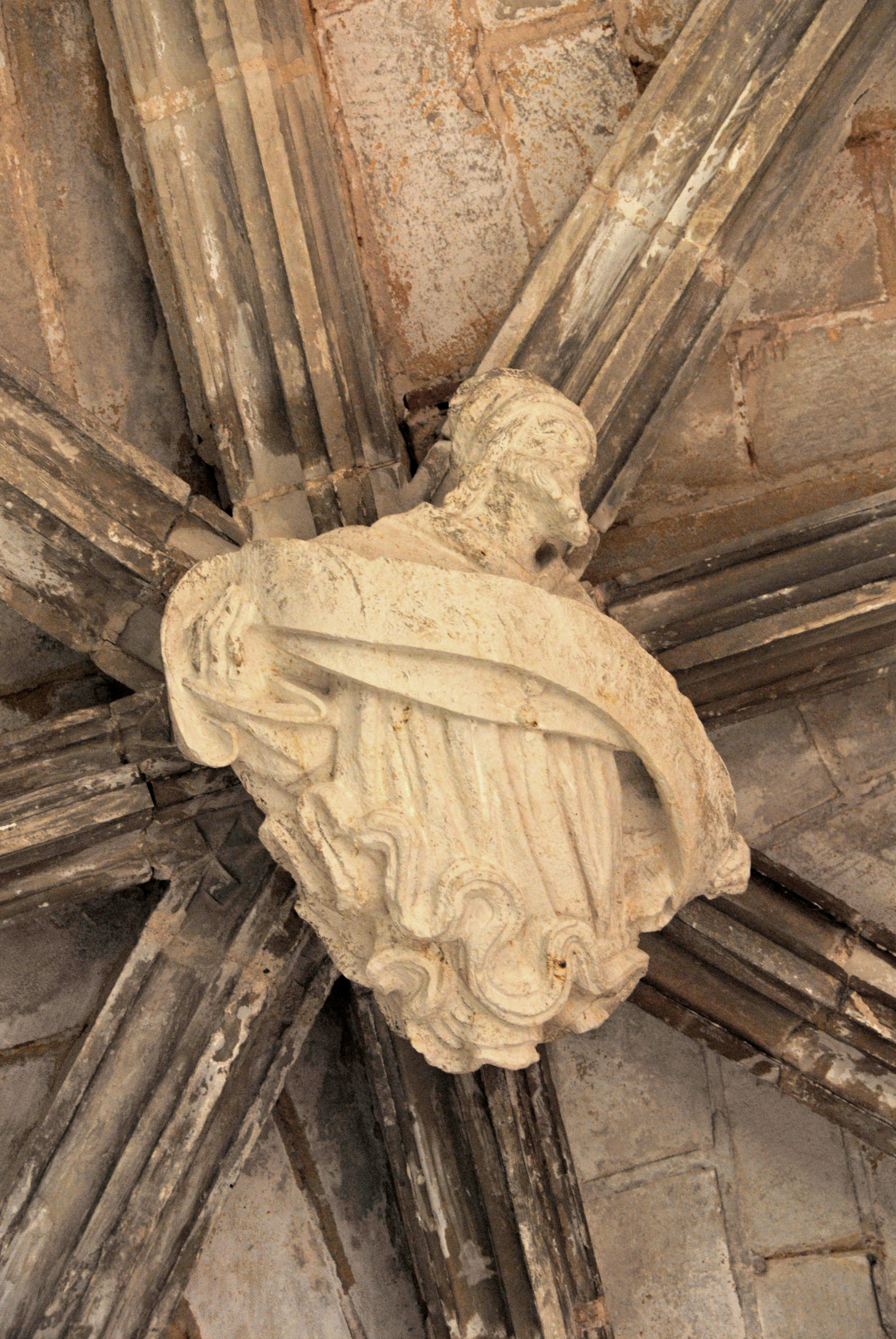
Prophet
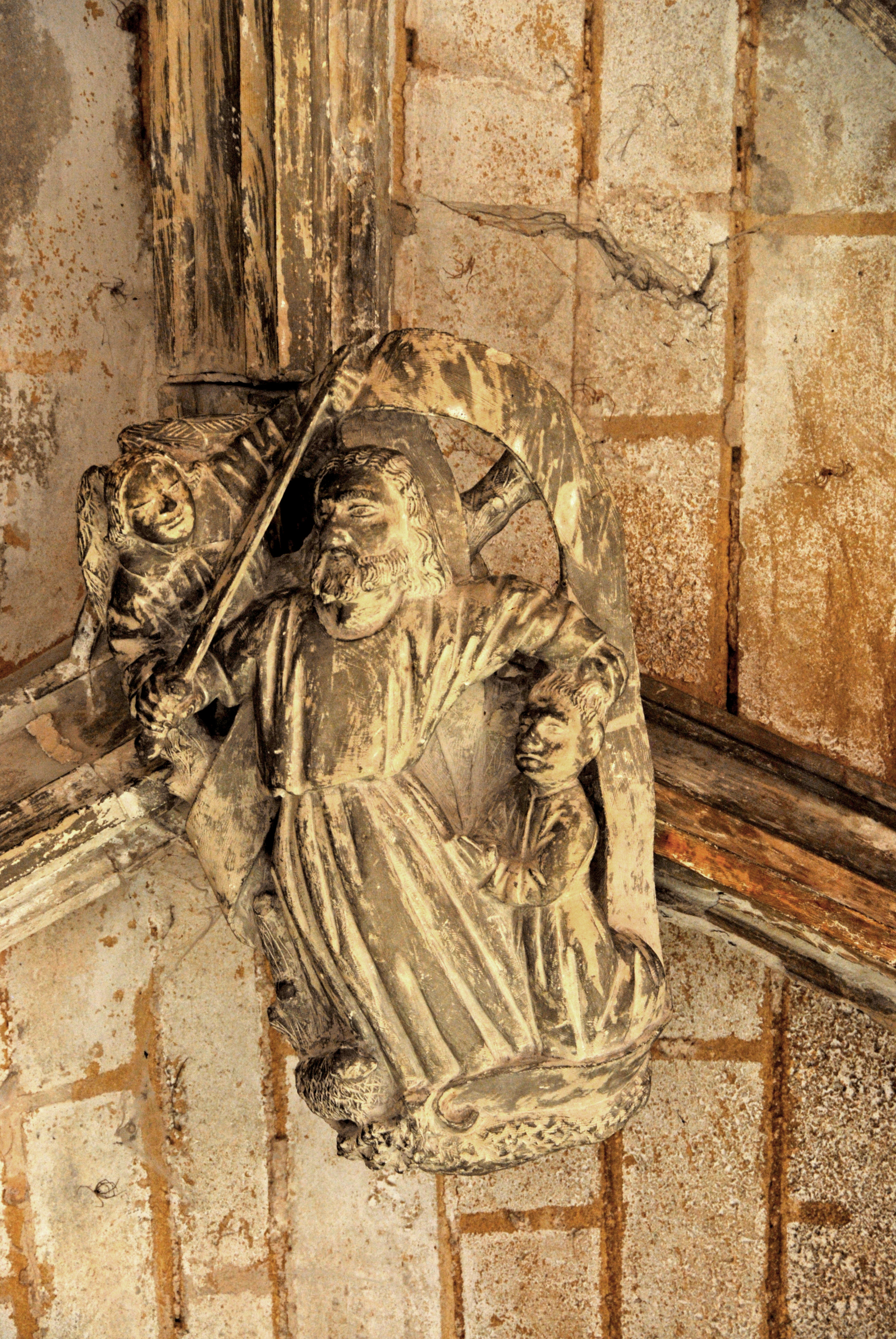
Die Opferung Isaaks durch Abraham
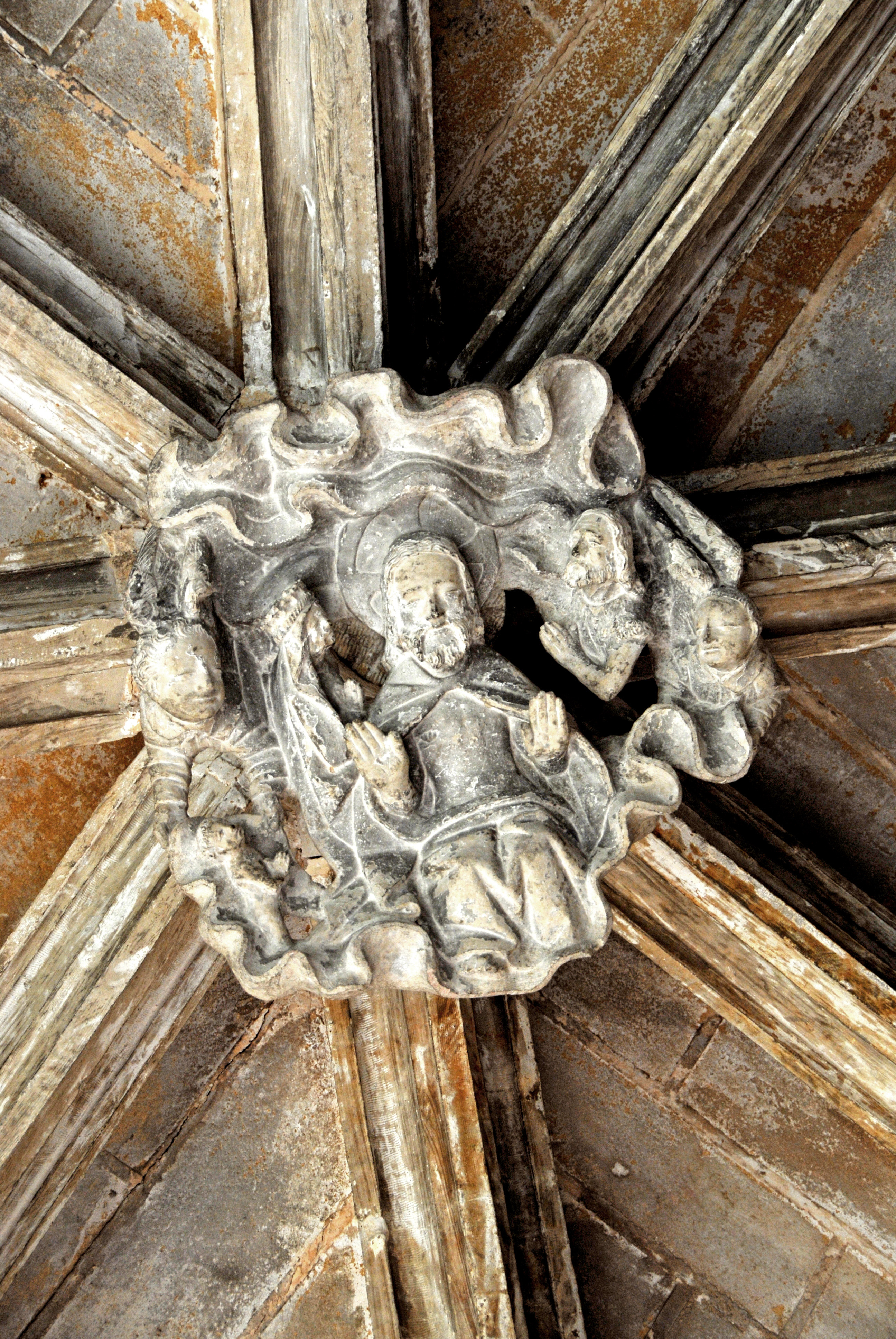
Deesis und zwei Cherubim
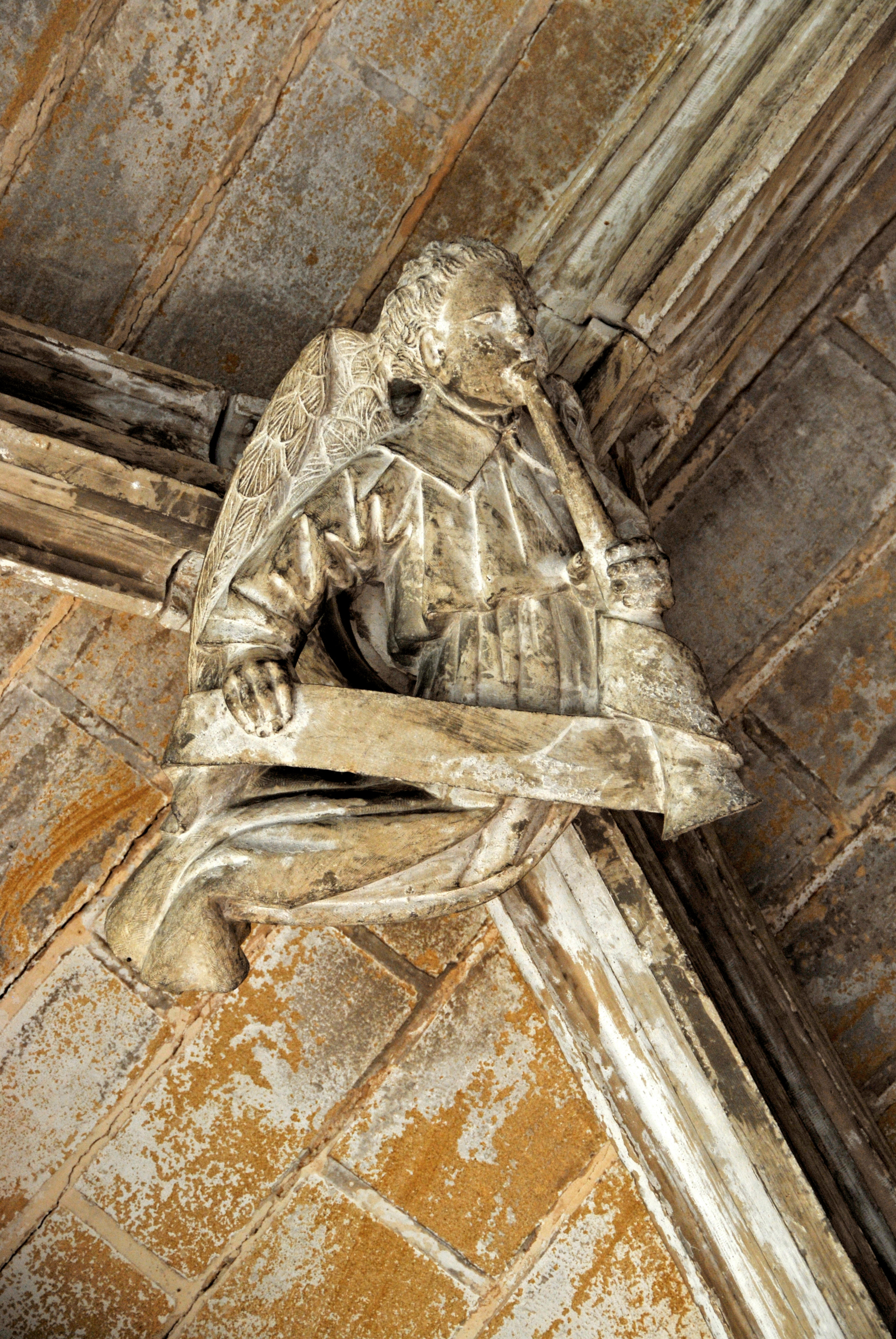
Engel mit Schalmei
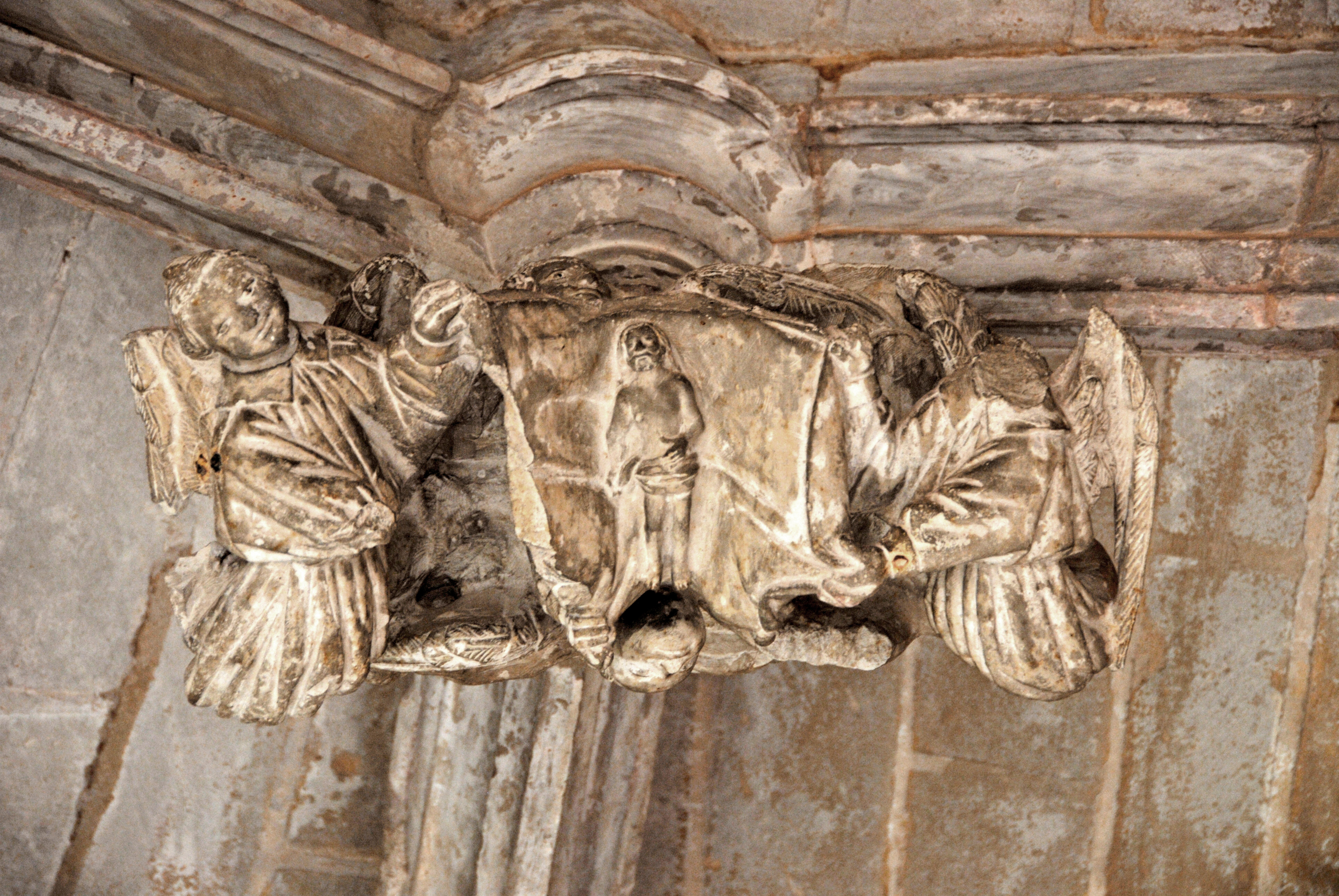
zwei Engel mit Grabtuch
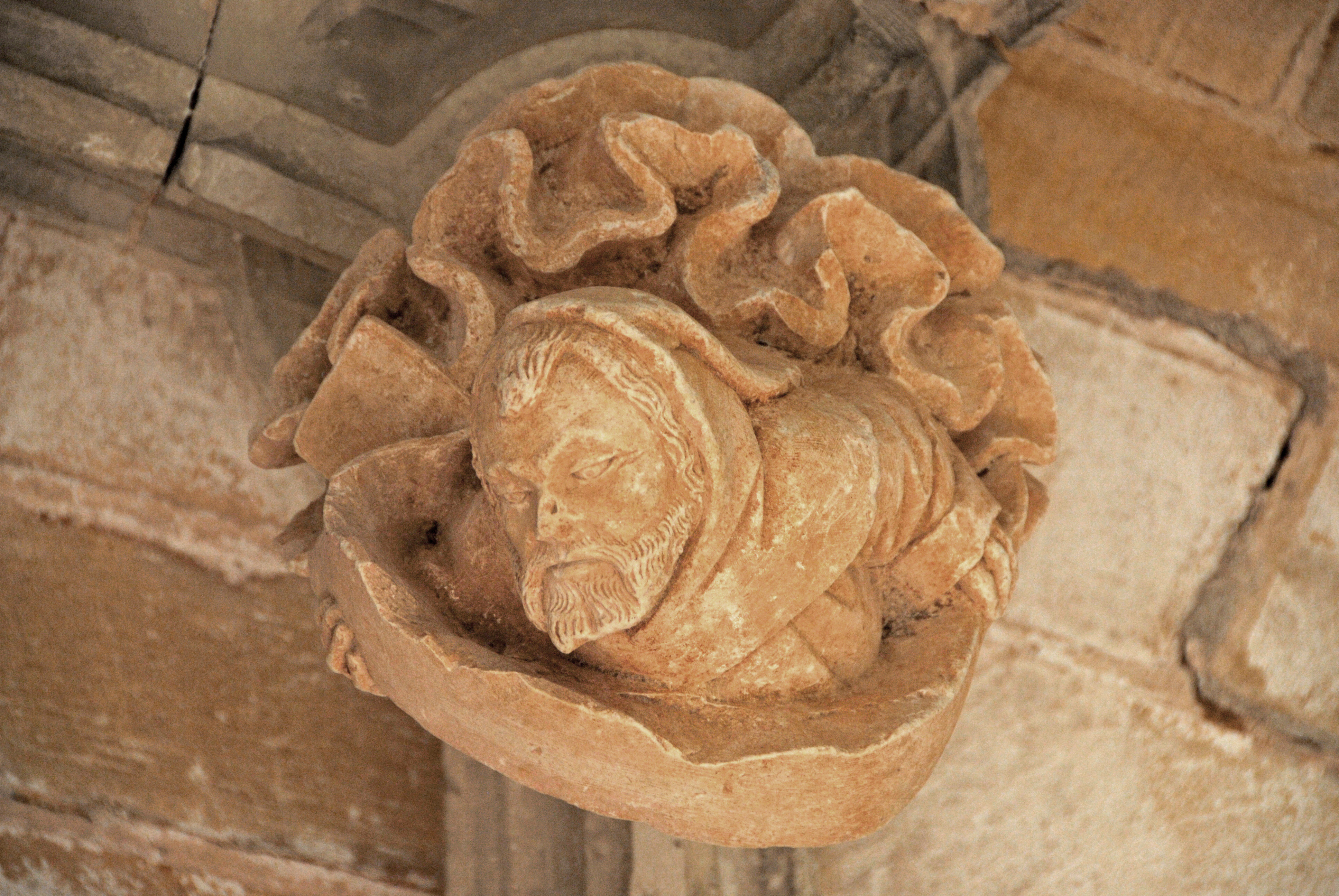
Mönch
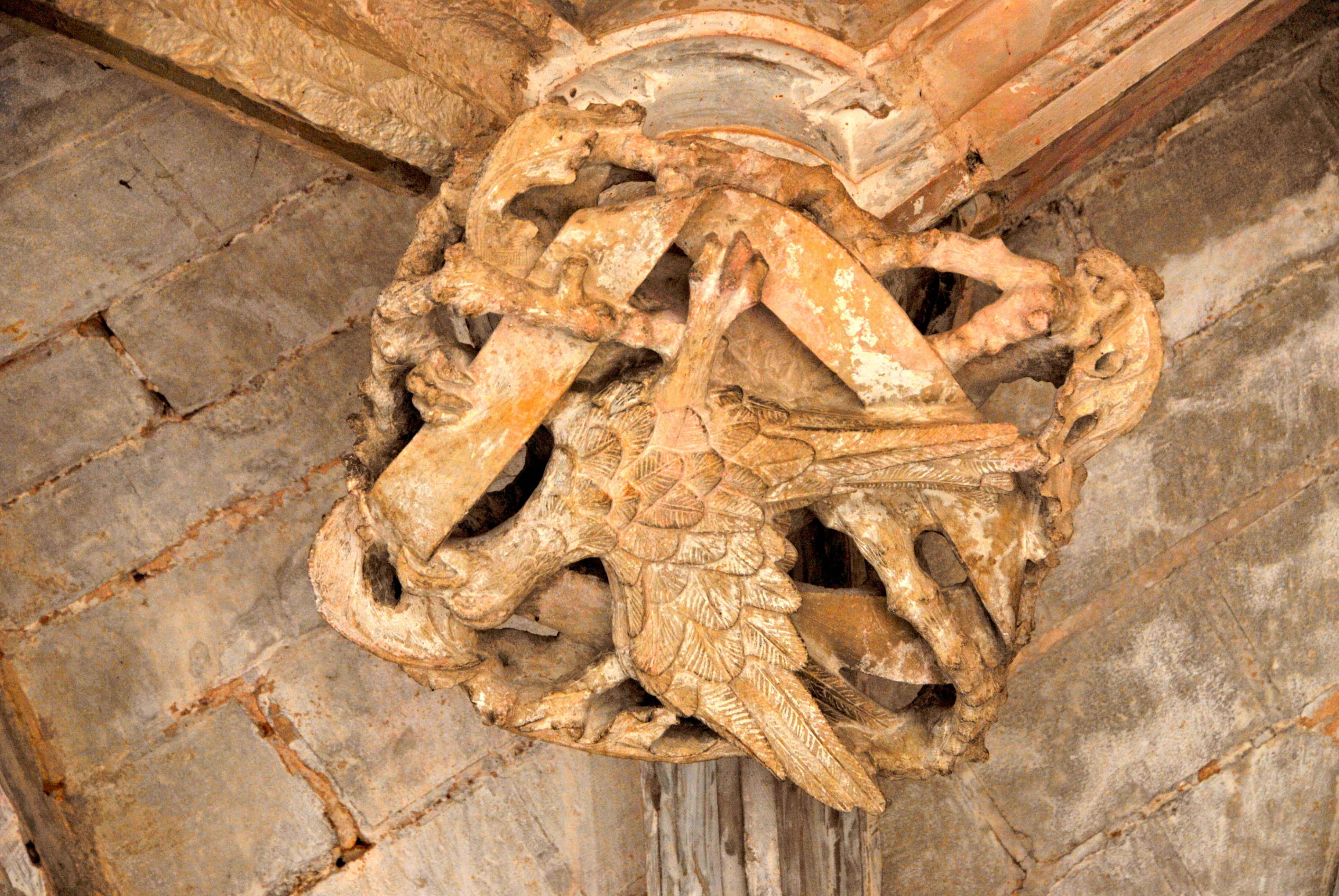
Greifvogel (Phönix?)
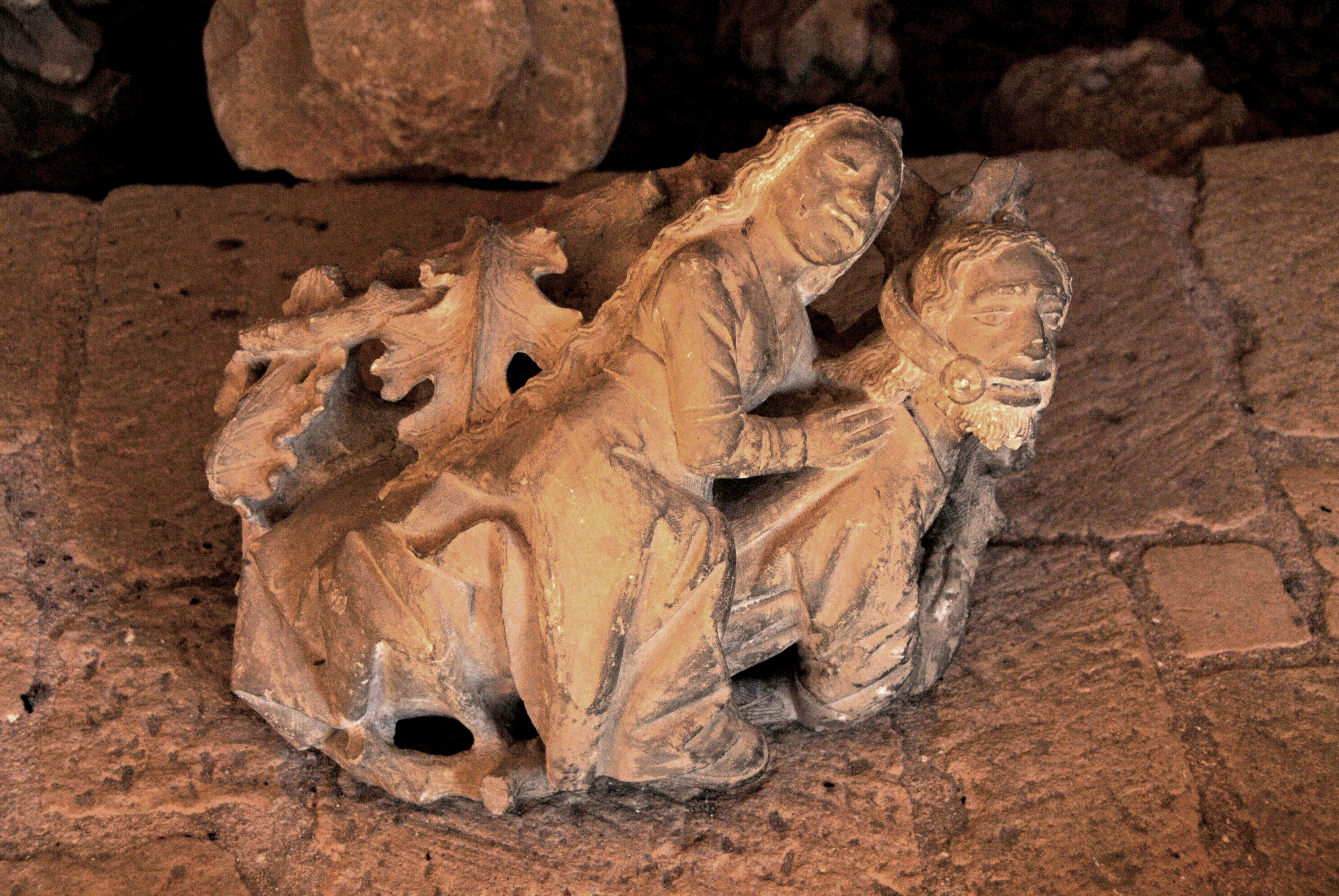
Aristoteles, von Kurtisane beritten

Die Abhänglinge von Cadouin sind überwiegend Skulpturen von höchster Qualität und Finesse. Durch die recht geringe Höhe der Abhängung sind alle Details deutlich zu erkennen. Fast alle Abhänglinge weisen Schriftbänder auf, die allerdings heute verblasst und nicht mehr lesbar sind.
Die Darstellungen der Abhänglinge Nr. 1 bis 21 in der Nord- und Ostgalerie haben folgende Themen:
- Nr. 1 bis 3: Leiden Christi
- Nr. 4 und 6: Evangelisten, Johannes der Täufer und der Hl. Mathias
- Nr. 8 bis 11: Propheten
- Nr. 12: Unzucht
- Nr. 14: Samson und Dalila
- Nr. 15: Aristoteles von einer Kurtisane beritten
- Nr. 16: Opfer des Abraham
- Nr. 17, 19 bis 21: Jüngstes Gericht.

### Pforten und Fenster
Die Königspforte in der Nordwand ist die Verbindung zur Kirche. Sie stammt aus dem ausgehenden 15. Jahrhundert, ist reich gegliedert, wird gekrönt von einem Wappen mit Lilien (in der Revolution herausgehämmert) und ist umgeben von der Muschelkette des St. Michaelordens. Ein Wappen rechts, mit Hermelin der Bretagne, erinnert an die Königin Anne de Bretagne.
Die romanische Pforte in der Ostwand ist noch ein Reststück aus dem 12. Jahrhundert. Auf dem gebrochenen Sturzbogen sind noch Reste einer farbigen Fassung zu erkennen. Durch den späteren Umbau des Kreuzganges mit spätgotischen Gewölben wurde die Einheit der Pforte teilweise entstellt.

### Ostgalerie
Die Ostgalerie weist noch vier Fensteröffnungen und einen doppelten Eingang auf, als offene Verbindung zum Kapitelsaal.

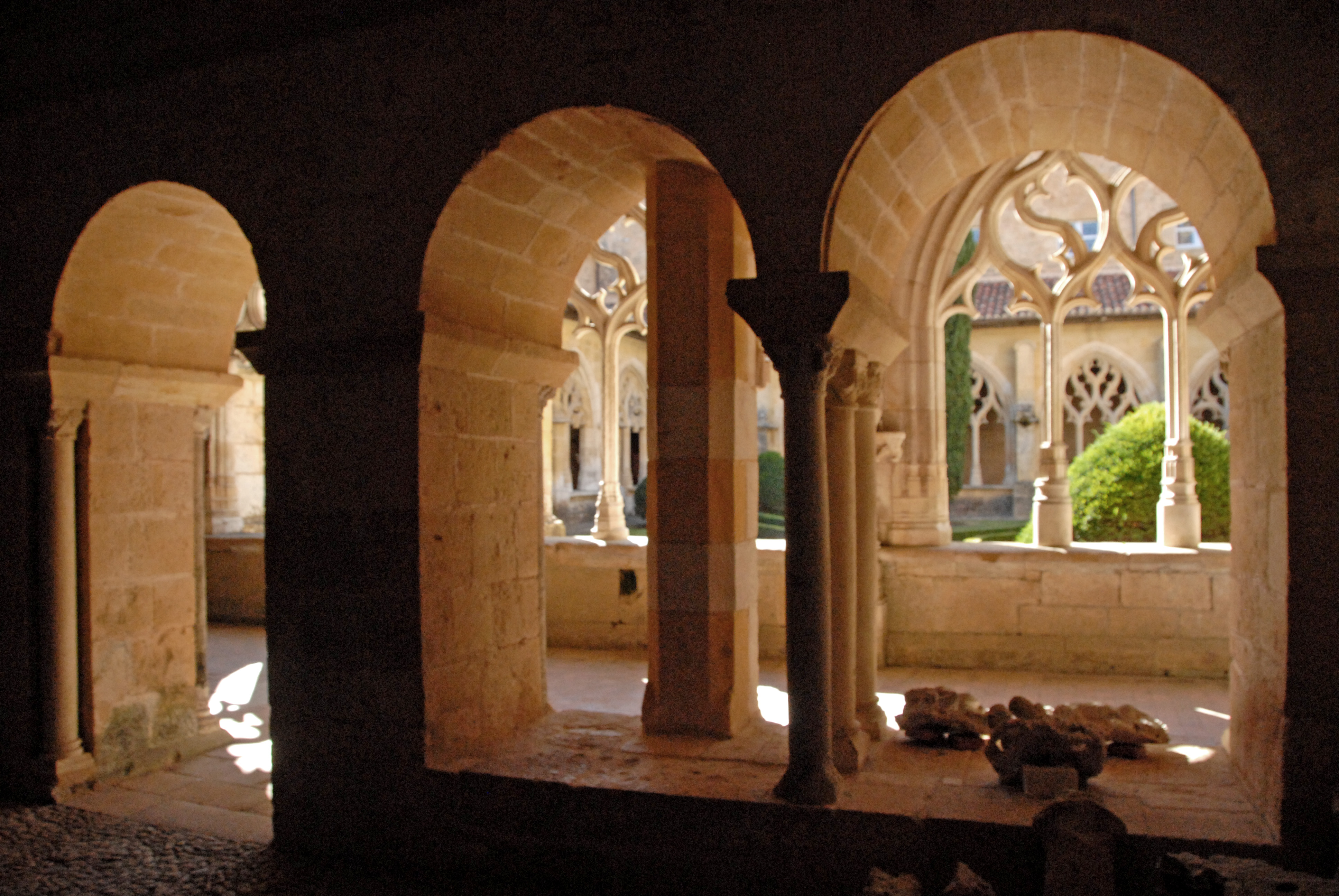
Fenster und Tür Kapitelsaal / Ostgalerie
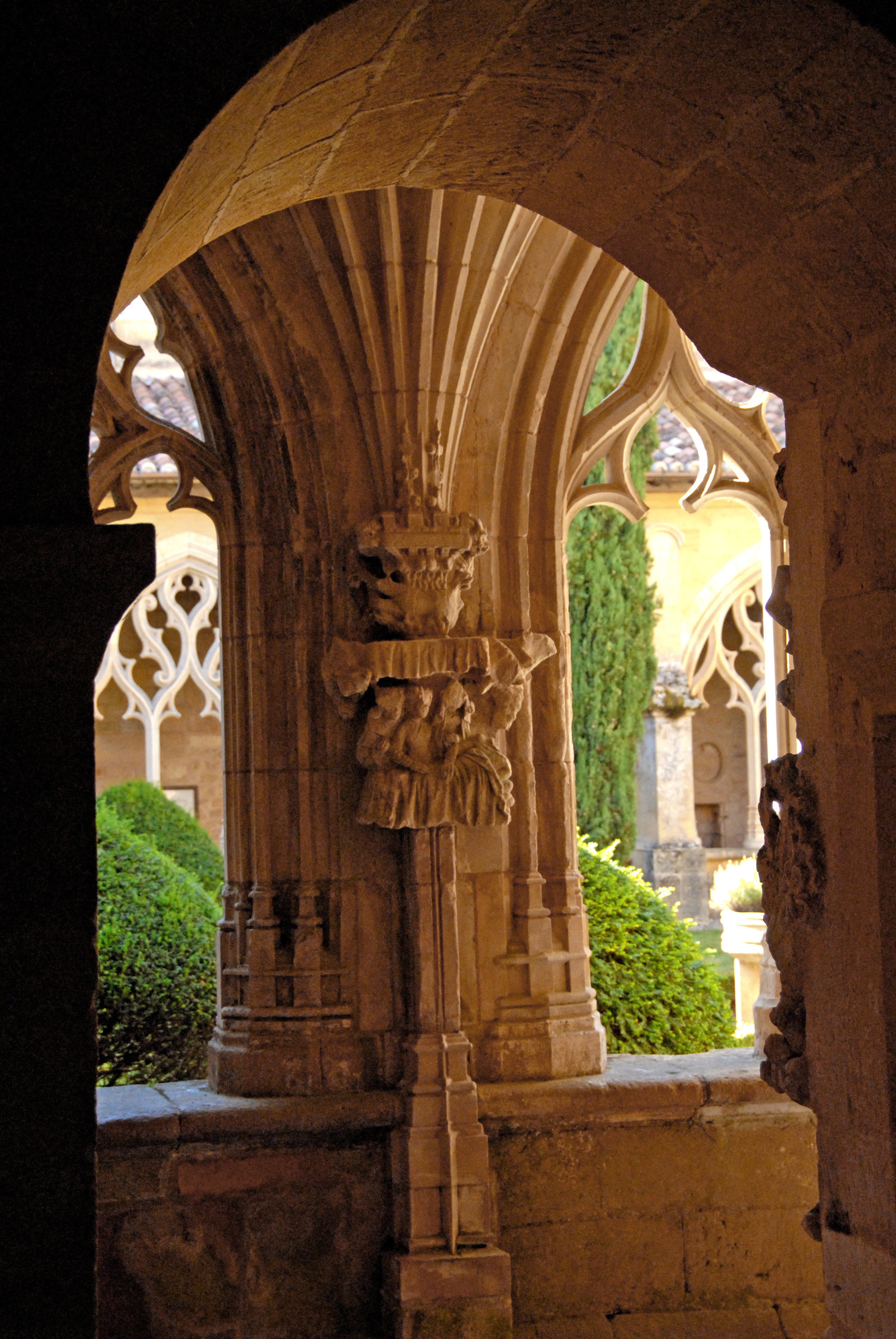
Fenster, Kapitelsaal / Ostgalerie
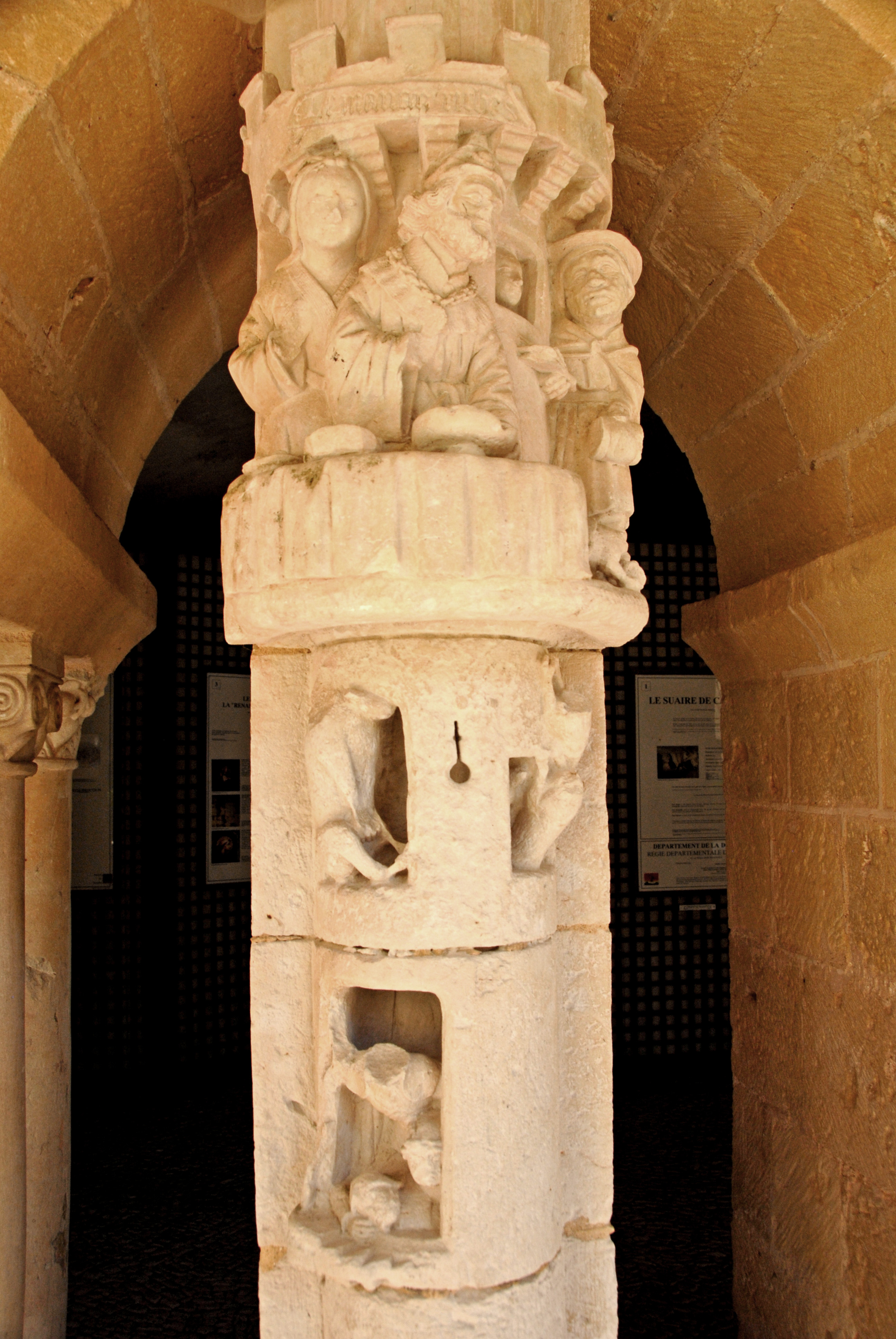
oben Lazarus beim bösen Reichen
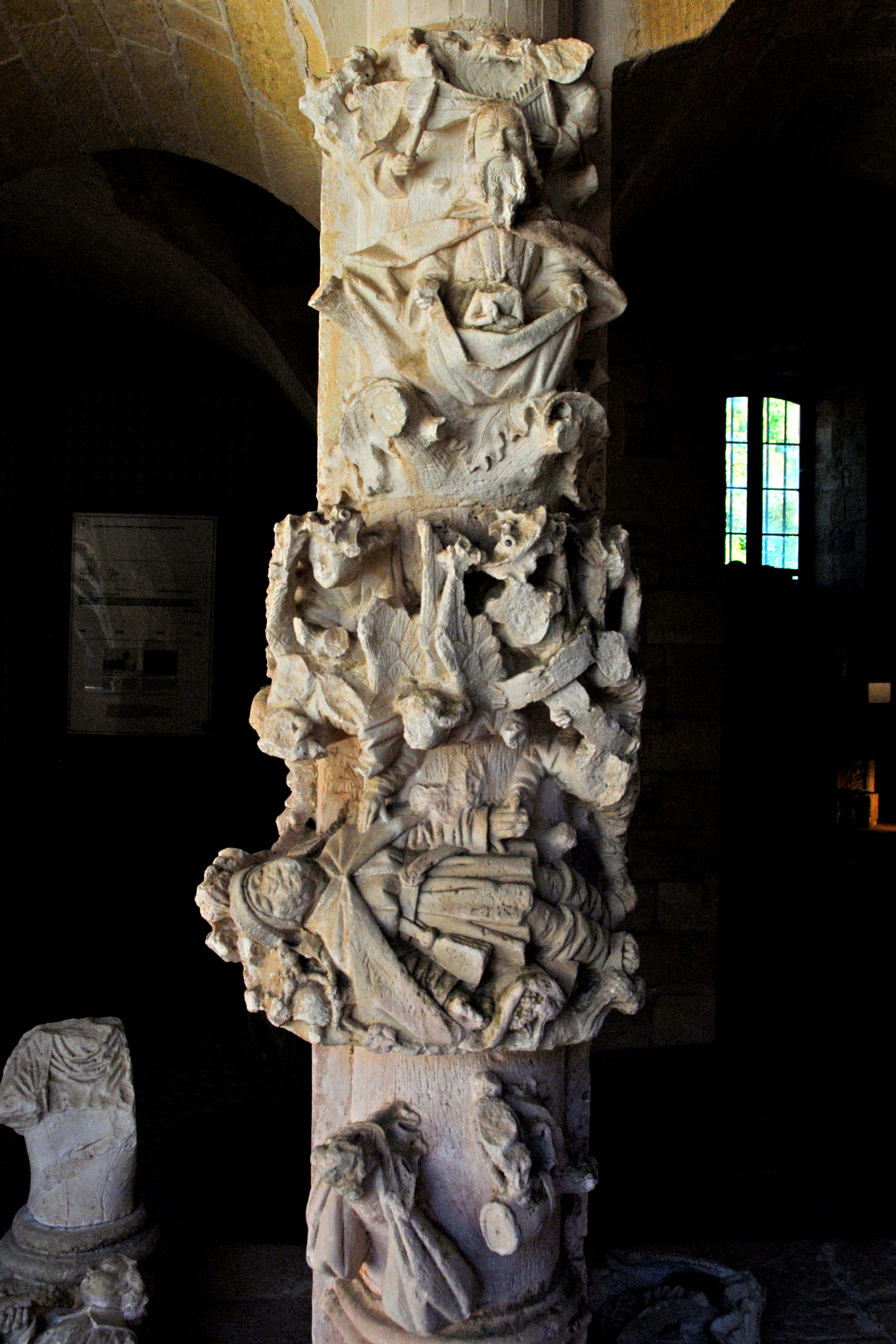
Ostgalerie, Tod des Lazarus

Der Rhythmus dieser schönen romanischen Einheit wird durch drei Pfeiler aus dem Ende des 15. Jahrhunderts unterbrochen. Es sind folgende Themen dargestellt: Gleichnis von Lazarus beim bösen Reichen, Laienbruder von Virgil, Tod des Lazarus. Auf der gegenüberliegenden Seite der Galerie haben zwei Pfeiler folgende Themen: Hiob auf dem Misthaufen, Tod des schlechten Reichen. Das Gewölbe des Kapitelsaals, die beiden in die Ostwand gebrochenen großen Öffnungen und der Kieselsteinboden stammen aus dem 17. Jahrhundert.
Zwischen der romanischen Pforte und den Öffnungen des Kapitelsaals stellt ein Konsolrelief den Zorn dar und weiter unten auf dem Pfeiler einen gefräßigen Mönch.

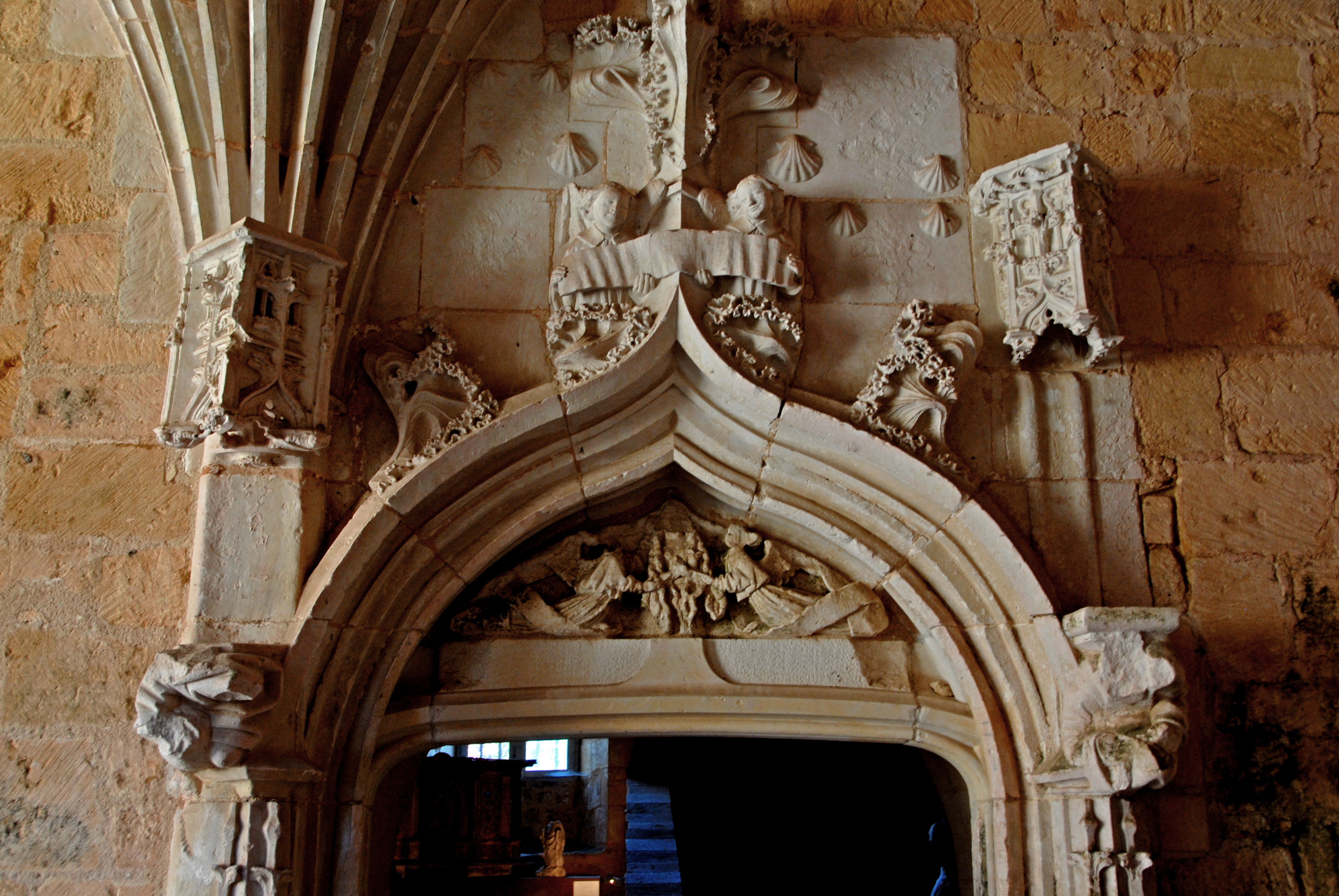
Bogenfeld der Magdalenenpforte

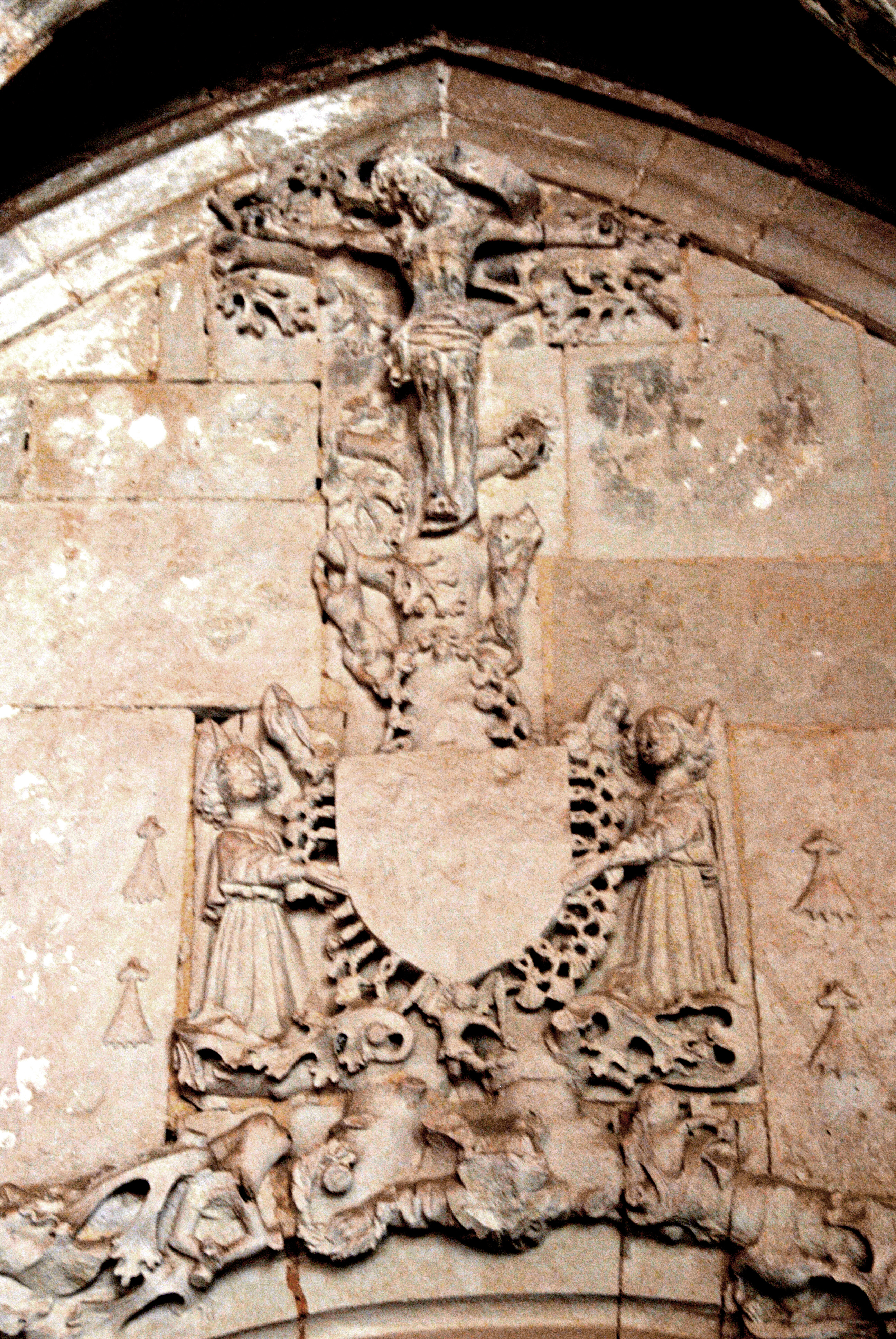
Bogenfeld der Christuspforte

Die Magdalenenpforte in der Ostwand besitzt einen leichten Kielbogen, von Wirsing- und Kohlblättern umgeben. Verstreute Muscheln erinnern daran, dass Cadouin eine Etappe auf dem Weg nach Santiago de Compostela war.
Die Christuspforte ist gestaltet im Stil der Renaissance. Das Bogenfeld zeigt Christus, der auf einem Eichenzweig gekreuzigt ist. Drei Königswappen auf Hermelingrund erinnern an königliche Wohltaten. Über den Wappen links ist ein Pelikan mit der Fütterung der Jungen beschäftigt, womit die Opferung versinnbildlicht ist, und rechts ein Phönix, der aus der Asche neu ersteht, bedeutet die Auferstehung.

### Südgalerie
Die Südgalerie ist wesentlich schlichter ausgestattet, da die Arbeiten mit nur geringen Mitteln ausgestattet waren. Man kann die Wiederverwendung romanischer Steine feststellen. Einige stark verwitterte kleine Reliefs sind kaum noch zu erkennen. Auf dem vorletzten Pfeiler der Gartenhofseite finden wir eine merkwürdige, dreiköpfige Skulptur. In der Südgalerie gibt es keine Abhänglinge mehr. Es ist nicht auszuschließen, dass es in dieser Galerie keine Abhänglinge gegeben hat, weil dazu vermutlich die Mittel gefehlt haben (siehe oben). Die Schlusssteine besitzen aber Bohrungen, die zum Aufhängen von Skulpturen gedacht waren.

### Westgalerie
Die Westgalerie wurde im 16. Jahrhundert im Stil der Renaissance errichtet und zu großen Teilen Anfang des 20. Jhs. wiederhergestellt. In dieser Galerie fehlen wieder die Abhänglinge (sh. Südgalerie). Bei der Ausstattung wurden hier keine religiösen Motive verwendet.